# Emitel
Emitel S.A. – wiodący w Polsce operator radiodyfuzji i radiotelekomunikacji, świadczący także inne usługi telekomunikacyjne, projektuje i wdraża rozwiązania inteligentnych miast w oparciu o rozwiązania IoT. Realizuje usługi na rzecz wielu naziemnych nadawców radiowo-telewizyjnych oraz operatorów komórkowych, m.in. firma zbudowała platformę telewizji IPTV dla Orange.
Emitel na bazie ponad 50-letnich doświadczeń zajmuje się radiodyfuzją naziemną – posiada ponad 350 obiektów nadawczych stanowiących sieć na terenie całego kraju, z czego 60 to obiekty nadawcze dużej mocy. Firma wynajmuje też swoje wieże i obiekty różnym operatorom. Oprócz tego firma zajmuje się utrzymaniem i budową systemów radiowych sieci telefonii komórkowej. Eksploatuje też szkieletową sieć łączy radiowych w systemie PDH lub SDH w zależności od roku budowy obiektu.

## Historia
Tradycje firmy wywodzą się ze Zjednoczenia Stacji Radiowych i Telewizyjnych zajmującego się w Polsce budową stacji nadawczych pracujących na potrzeby Komitetu ds. Radia i Telewizji. Zjednoczenie to grupowało następujące przedsiębiorstwa państwowe:
- Stacje Radiowe i Telewizyjne w Białymstoku,
- Stacje Radiowe i Telewizyjne w Gdańsku,
- Stacje Radiowe i Telewizyjne w Katowicach,
- Stacje Radiowe i Telewizyjne w Krakowie,
- Stacje Radiowe i Telewizyjne w Łodzi,
- Stacje Radiowe i Telewizyjne w Poznaniu,
- Stacje Radiowe i Telewizyjne w Szczecinie,
- Stacje Radiowe i Telewizyjne w Warszawie,
- Stacje Radiowe i Telewizyjne we Wrocławiu,
- Zakłady Radiowe i Telewizyjne „Zarat” w Warszawie.

W skład zjednoczenia wchodziły także jednostki nie będące przedsiębiorstwami państwowymi:
- Centralne Laboratorium Radiokomunikacji,
- Biuro Linii Radiowych,
- Centrala Zaopatrzenia Radiokomunikacji.

Zjednoczenie Stacji Radiowych i Telewizyjnych uległo rozwiązaniu w 1982, podobnie jak większość innych zjednoczeń przedsiębiorstw państwowych. Poszczególne przedsiębiorstwa zostały połączone 1 stycznia 1982 r. z Państwowym Przedsiębiorstwem „Polska Poczta, Telegraf i Telefon”, które przejęło ich zadania, pracowników i majątek.
W 1982 w strukturach PPTiT utworzono Główny Urząd Radiokomunikacji.
W 1989 funkcjonowało w PPTiT 9 zakładów radiokomunikacji i teletransmisji.
W wyniku przekształcenia państwowej jednostki organizacyjnej „Polska Poczta, Telegraf i Telefon” jej część związana z radiodyfuzją (Centrum Radiokomunikacji i Telekomunikacji) weszła 1 stycznia 1992 r. w skład utworzonej Telekomunikacji Polskiej.
Spółka TP Emitel powstała w wyniku wydzielenia w maju 2002 z Telekomunikacji Polskiej struktur zajmujących się radiodyfuzją. W 2011 grupa TP sfinalizowała sprzedaż TP Emitel spółce EM Bidco (kontrolowanej przez Montagu Private Equity) za 1,725 mld zł.
28 marca 2013 spółka Emitel podpisała z Polsatem warunkową umowę kupna spółki RS TV z siedzibą w Radomiu. Transakcja ma wartość 45,5 mln zł. Jednym z warunków sfinalizowania transakcji jest rejestracja przez sąd podziału spółki RS TV. Emitel nabędzie w ramach RS TV tę część aktywów, która jest wykorzystywana do emisji cyfrowego sygnału telewizyjnego, a także emisji radiowych i usług telekomunikacyjnych. Aktywa te w 2011 wygenerowały 4,6 mln zł przychodów, a w 2012 10,3 mln zł przychodów. Ze względu na poziom obrotów sprzedawanej części RS TV, transakcja nie podlega obowiązkowi zgłoszenia prezesowi UOKiK.
24 kwietnia 2013 Emitel ogłosił przejęcie od Magna Polonia S.A. spółki Info-TV-Operator. Celem transakcji o wartości 114,5 mln zł było uzupełnienie sieci masztów i wież nadawczych.
2 grudnia 2013 100% udziałów w spółce Emitel od Montagu Private Equity przejęła amerykańska firma inwestująca w infrastrukturę – Alinda Capital Partners LLC.
31 lipca 2014 Emitel sp. z o.o. został połączony z Kelbrook Investments sp. z o.o., poprzez przejęcie całego majątku oraz zabowiązań przez Kelbrook Investments sp. z o.o. Jednocześnie Kelbrook Investments sp. z o.o. zmienił nazwę na Emitel sp. z o.o.
W lipcu 2015 spółka została operatorem częstotliwości ósmego multipleksu (MUX8) w wyniku wygranego konkursu operatorskiego, zorganizowanego w marcu przez Urząd Komunikacji Elektronicznej. Pozostałe oferty złożone zostały przez TVP, Polskiego Operatora Telewizyjnego i Time Warner. W październiku 2013 przedstawiciele Emitelu złożyli w UKE dokumenty związane z rezerwacją częstotliwości z zakresu 174–230 MHz. System prawny w Polsce zobowiązywał Urząd do publicznego ogłoszenia dostępności pasma. Decyzja o konkursie operatorskim zapadła po napłynięciu zapytań od zarządów 18 spółek.
Od 2022 r. właścicielem spółki jest brytyjski fundusz Cordiant Digital. Prezesem Emitel od stycznia 2025 r. jest Maciej Pilipczuk.

## Obiekty Emitela[24][25][26]

### EKSP –Ekspozytura
- Międzyzdroje/Grzywacz
- Krynica Morska
- Międzyzdroje/Polana
- Smołdzino/wzg. Rowokół
- Rozewie/ul. Leona Wzorka

### RSN –Radiowa stacja nadawcza
- Kołobrzeg/ul. Jedności Narodowej (TP S.A.)
- Kościerzyna/ul. Sienkiewicza (TP S.A.)
- Szczecin/Warszewo

### RkCN –Radiokomunikacyjne centrum nadawcze
- Gdynia/Oksywie

### RkCO –Radiokomunikacyjne centrum odbiorcze
- Gdynia/Rekowo

### RkON –Radiokomunikacyjny ośrodek nadawczy
- Barzowice

### RCN –Radiowe centrum nadawcze
- Katowice/Koszęcin
- Warszawa/Raszyn
- Konstantynów (zniszczony)
- Warszawa/Wola Rasztowska (nie istnieje)

### RTCN –Radiowo-telewizyjne centrum nadawcze
- Białogard/Sławoborze
- Białystok/Krynice
- Bydgoszcz/Trzeciewiec
- Częstochowa/Wręczyca Wielka
- Dęblin/Ryki
- Gdańsk/Chwaszczyno
- Giżycko/Miłki
- Gniezno/Chojna
- Kalisz/Mikstat
- Katowice/Kosztowy
- Kielce/Święty Krzyż
- Konin/Żółwieniec
- Koszalin/Gołogóra
- Kraków/Chorągwica
- Leżajsk/Giedlarowa (Info-TV-FM)
- Lublin/Boży Dar
- Lublin/Piaski
- Łódź/Zygry
- Olsztyn/Pieczewo
- Piła/Rusinowo
- Płock/Rachocin
- Prudnik/Chrzelice
- Poznań/Śrem
- Przemyśl/Tatarska Góra
- Przysucha/Kozłowiec
- Rzeszów/Sucha Góra
- Siedlce/Łosice
- Suwałki/Krzemianucha
- Szczecin/Kołowo
- Warszawa/PKiN (Zarząd Pałacu Kultury i Nauki)
- Wrocław/Ślęża (TP S.A.)
- Zamość/Tarnawatka
- Zielona Góra/Jemiołów
- Żagań/Wichów

### RTON –Radiowo-telewizyjny ośrodek nadawczy
- Biała Podlaska/ul. Warszawska
- Białystok/Południe (Info-TV-Operator)
- Częstochowa/Elsen (Info-TV-Operator)
- Elbląg/Jagodnik
- Gdańsk/Chylonia (Info-TV-Operator)
- Gdańsk/Jaśkowa Kopa
- Gryfice/ul. Trzygłowska
- Iława/Kisielice
- Jelenia Góra/Śnieżne Kotły
- Kłodzko/Czarna Góra (Nadleśnictwo Miedzylesie)
- Koszalin/Góra Chełmska
- Kudowa/Góra Parkowa (TP S.A.)
- Lębork/Skórowo Nowe
- Lubań/Nowa Karczma
- Lublin/ul. Raabego
- Łobez/Toporzyk
- Ostrołęka/Ławy (Info-TV-Operator)
- Ostrołęka/ul. Kopernika (TP S.A.)
- Poznań/Mosina (Info-TV-Operator)
- Rabka/Luboń Wielki
- Rzeszów/Baranówka
- Słupsk/Bierkowo (Info-TV-Operator)
- Słupsk/ul. Banacha
- Solina/Góra Jawor (RS TV)
- Stargard (Info-TV-Operator)
- Szczawnica/Góra Przehyba
- Świnoujście/ul. Chrobrego
- Tarnów/Góra Św. Marcina
- Toruń/Grębocin Cergia (Info-TV-Operator)
- Wałbrzych/Chełmiec (TP S.A.)
- Wisła/Góra Skrzyczne
- Wrocław/Żórawina (TP S.A.)
- Zakopane/Gubałówka
- Zielona Góra/ul. Ptasia (Zielonogórska Spółdzielnia Mieszkaniowa)

### ROO –Radiowy obiekt odbiorczy
- Jarosławiec/ul. Nadmorska

### RON –Radiowy Ośrodek Nadawczy
- Andrychów/ul. Krakowska (Info-TV-Operator)
- Biała Podlaska
- Darłowo
- Elbląg
- Feliksówka
- Giżycko/ul. 1 Maja
- Gorzów Wielkopolski/ul. Podmiejska
- Garwolin/Górzno (Polkomtel S.A.)
- Hrubieszów
- Jelenia Góra/ul. Wzgórze Kościuszki (RS TV)
- Kędzierzyn Koźle
- Kłodzko/ul. Wielisławska
- Kołobrzeg/Stramnica
- Kraków/ul. Malczewskiego
- Kwidzyn
- Leszno
- Lidzbark Warmiński/ul. Dąbrowskiego (TP S.A.)
- Lubaczów
- Lublin/EC Megatem
- Mielec
- Mrągowo/ul. Spacerowa
- Namysłów
- Oleśnica
- Olsztyn/Miasto (RS TV)
- Piła/ul. Masztowa (RS TV)
- Polkowice
- Przasnysz
- Radom/ul. Przytycka
- Siedlce/ul. Błonie (TP S.A.)
- Siedlce/ul. Piłsudskiego (RS TV)
- Skierniewice/Bartniki (RS TV)
- Słupsk/EC (Info-TV-Operator)
- Strzelce Opolskie
- Tarnów/Lichwin
- Trzebnica/Góra Farna (TP S.A.)
- Wągrowiec/Gołańcz
- Włocławek

### SLR –Stacja linii radioliniowych
- Bełchatów
- Białystok/Centrum (TP S.A.)
- Bielsk Podlaski
- Bielsko-Biała
- Biskupice
- Bobrowniki
- Bolewice
- Brąszewice
- Brzeg/Ogródki działkowe
- Busko-Zdrój
- Bydgoszcz (TP S.A.)
- Bydgoszcz/Chodkiewicza (TP S.A.)
- Bytom/Radzionków
- Chełm/Kumowa Dolina (TP S.A.)
- Chruszczewka
- Ciechanów
- Cisowa
- Czarnków
- Częstochowa/SWB
- Dąbkowice
- Dąbrowa Wielka
- Dobra Nowogardzka
- Dobromierz
- Dobrzyń
- Domachowo
- Dziadowice
- Felicjan
- Gierałtowice/Szkoła Podstawowa
- Głobikowa
- Głogów
- Głubczyce (TP S.A.)
- Goleniów
- Jasło
- Kalisz/Chełmce
- Kamień
- Kamień Mały
- Kampinos
- Katowice/Bytków (TP S.A.)
- Kazimierz Dolny/Góry I

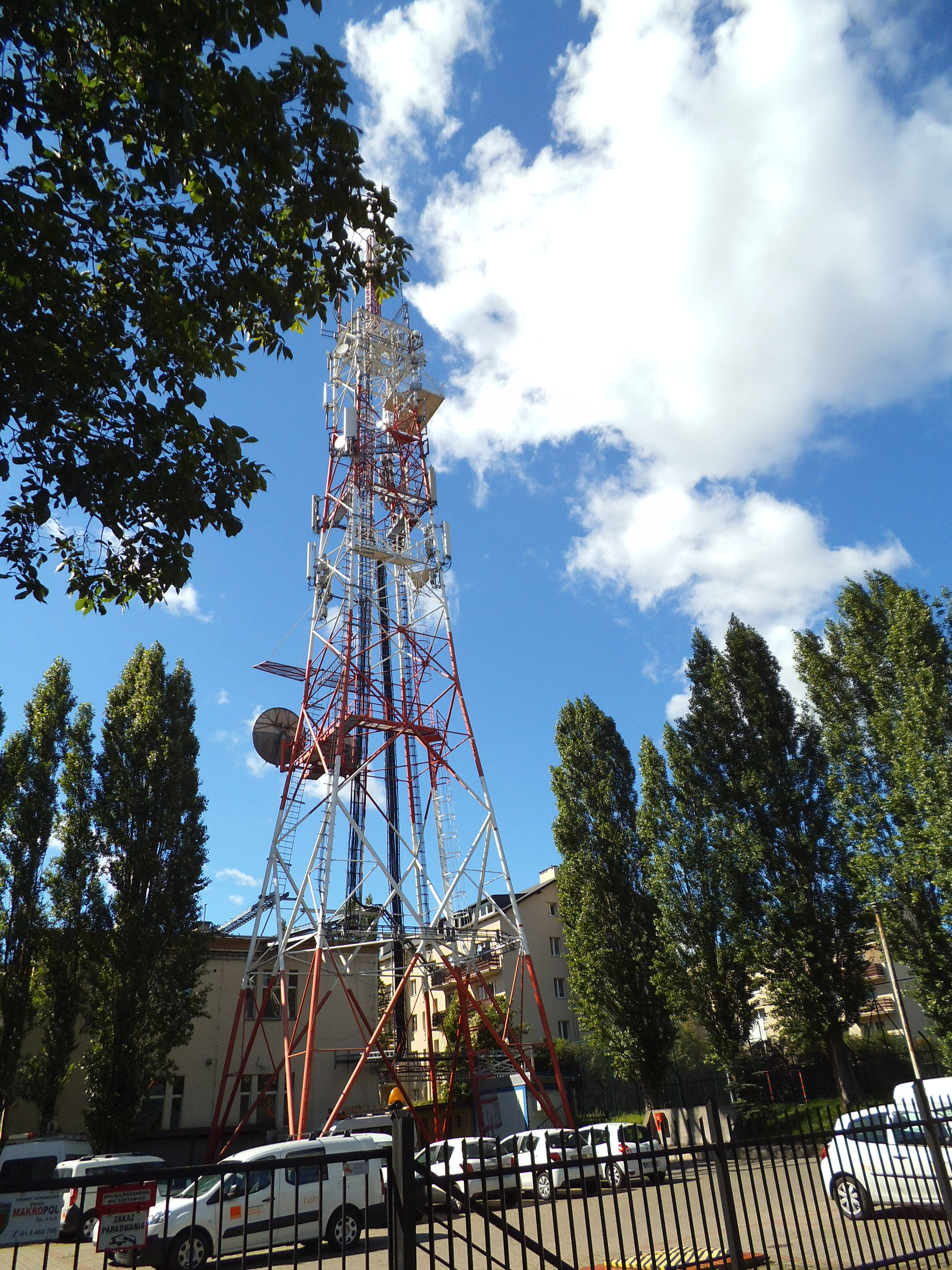
SLR Moniuszki w Toruniu

- Kędzierzyn-Koźle/ul. Piramowicza (TP S.A.)
- Kielce/Targowa (TP S.A.)
- Komarowo
- Kopice
- Kraków/Krzemionki
- Krapkowice
- Krzepice
- Legnica/ul. Piastowska (PPUP Poczta Polska OR Legnica)
- Leżajsk/ul. Mickiewicza
- Linowno
- Lubczyna
- Lubin
- Lublin/WCT
- Łódź/Al. Kościuszki
- Łódź/Dąbrowa
- Machowino
- Majków
- Makarki
- Maszewo
- Miastko
- Mława/Szydłówek
- Myślibórz Wielki
- Myślibórz
- Nadarzyn/ul. Turystyczna
- Niegowa
- Niemodlin
- Nieżywięć
- Nowe Gronowo
- Nowy Sącz
- Nysa/ul. Chopina (TP S.A.)
- Olesno/ul. Leśna (Gmina Olesno)
- Ołudza
- Opole/Korfantego (TP S.A.)
- Ornontowice
- Orsk
- Osieck
- Ozimek
- Pilchowice
- Płońsk (TP S.A.)
- Polkowice
- Poznań/Piątkowo
- Pyskowice
- Radzyń Chełmiński
- Rodowo
- Rożnowo Nowogardzkie
- Różan/ul. Sienkiewicza
- Rudziniec
- Sienno/Kadłubek
- Sieradz
- Smólnik
- Stepnica
- Struga
- Szamotuły
- Szymbark
- Szyndzielnia (TP S.A.)
- Świercze Koty
- Tomaszów Lubelski
- Tomaszów Mazowiecki/ul. Mościckiego
- Topczewo
- Toruń/ul. Moniuszki
- Trzcińsk
- Wałdowo
- Włocławek/ul. Królewiecka
- Włodawa/ul. Żołnierzy WiN
- Wojsk/Borsk
- Woźniki
- Wrocław/ul. Krasińskiego
- Wysoka/Góra Św. Anny
- Wysoka Wieś/Dylewska Góra
- Wyszków
- Zamość/ul. Partyzantów
- Zbrosławice/PGR
- Zielona Góra/SWB
- Żarnowo
- Żerków

### STK –Stacja telefonii komórkowej
- Garwolin/ul. Jana Pawła II

### TSR –Telewizyjna stacja retransmisyjna
- Baligród/Góra. Kiczera
- Bardo/Wzgórze Różańcowe
- Bircza/Góra Kamienna
- Bogatynia/Góra Wysoka
- Brenna/Wzgórze Janty
- Chełm/ul. Wiejska
- Choczewo
- Chodzież/ul. Strzelecka
- Cieszyn/ul. Mickiewicza
- Cisna/Góra Potoczyszcze
- Czarna
- Dobra/Góra Nad Kiwajami
- Dukla/Teodorówka
- Duszniki Zdrój/Podgórze
- Dynów/Góra Winnica
- Działoszyn/Centrum Meteo
- Głuszyca/ul. Leśna
- Gorlice/Góra Cmentarna
- Gorlice/Maślana Góra
- Gromnik
- Grudziądz/ul. Kalinkowa
- Grybów/Góra Kamienna
- Hoczew/Góra Czekaj
- Istebna/Góra Złoty Groń

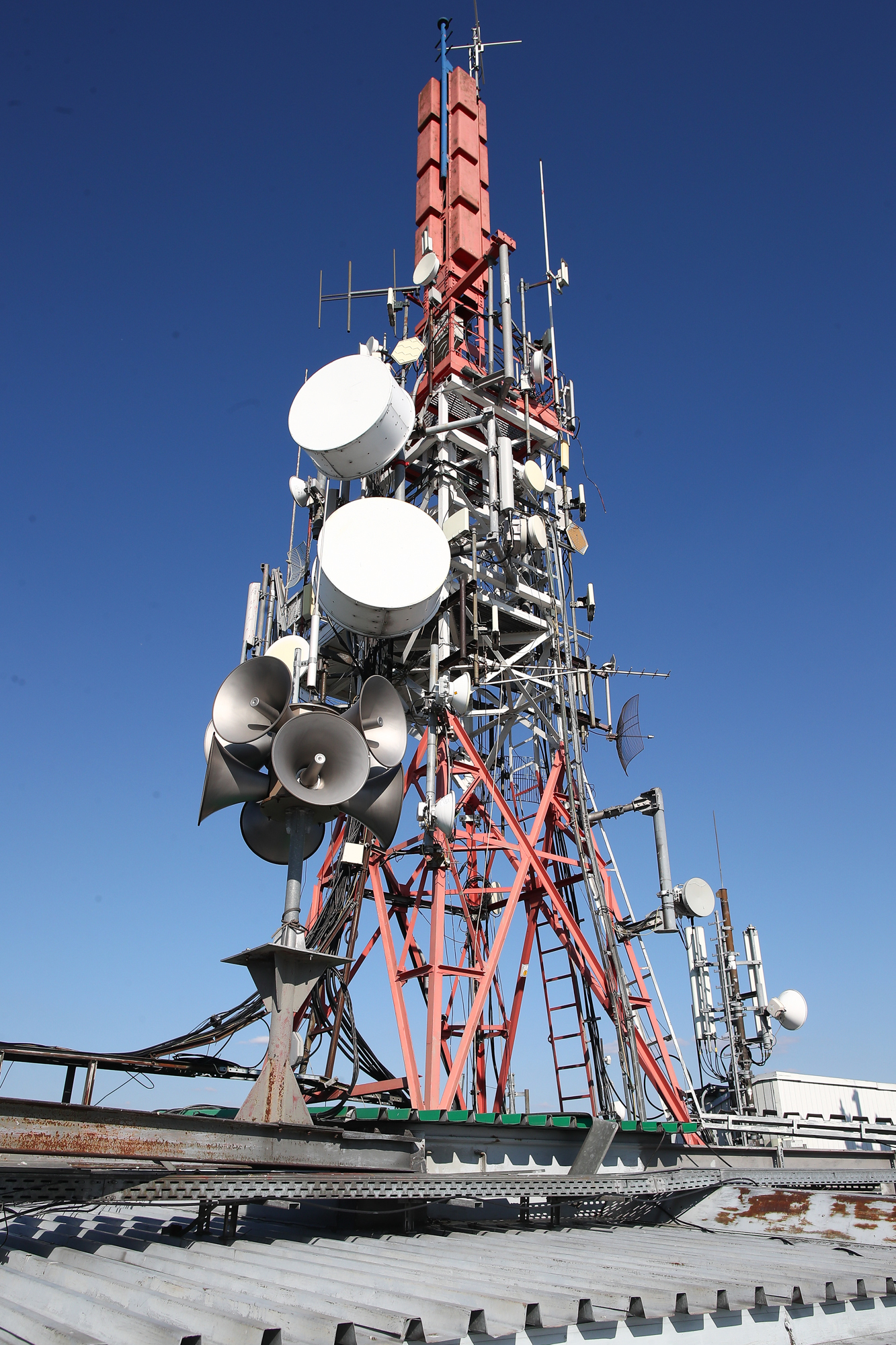
Wieża TSR w Stalowej Woli na dachu XIII-kondygnacyjnego biurowca Mostostal

- Iwonicz Zdrój/Szpital Uzdrowiskowy „Excelsior”
- Jabłonka/Góra Oskwarkowa
- Jarosław/Góra Widna
- Jedlina-Zdrój/Góra Kawiniec
- Jeleśnia/Góra Krzyżowa
- Kalnica/Góra Wideta
- Kamienna Góra/Góra Kościelna
- Kamieńsk/Zwałowisko
- Kamionka Wlk./Góra Dybówka
- Karpacz Górny/Dom Wczasowy „Szczyt”
- Karpacz Górny/ul. Spokojna
- Kętrzyn/ul. Łokietka
- Komańcza/Góra Krymieniec
- Koniaków/Góra Ochodzita
- Koszarawa/Wzgórze Mendralowe
- Kowary/Góra Rudnik
- Kraśnik/ul. Lubelska
- Krościenko/Góra Stajkowa
- Krynica/Góra Jaworzyna
- Krynica/Góra Parkowa
- Krzemienna/Góra Mały Dział
- Kulin Kłodzki/Góra Grodziec
- Lądek-Zdrój/Góra Dzielec
- Leśna/Wzgórze Baworowo
- Limanowa/Góra Lipowe
- Lubawka/Góra Święta
- Lubawka/Ulanowice
- Lutowiska
- Łańsk/Ośrodek URM
- Łapsze Wyżne/Góra Grandeus
- Łącko/Góra Cebulówka
- Łobez/ul. Podgórna
- Majdan
- Męcina/Góra Wysokie
- Mielnik
- Mieroszów/Wzgórze Cmentarne
- Międzybrodzie/Góra Żar
- Muszyna/Góra Malnik
- Niedzica/Góra Biała
- Nowe Miasto Lubawskie/Kurzętnik
- Nowy Sącz/Chruślice
- Ochotnica Dolna/Góra Koci Zamek
- Ochotnica Górna/Góra Utocze
- Olszanica/Góra Kiczera
- Ostrów Mazowiecka/Podborze
- Piechowice/Górzyniec
- Piwniczna/Góra Kicarz
- Polana/Góra Szeroka Łąka
- Poręba Wielka/wzn. Nowa Wieś
- Praszka/Zakład „Polmo”
- Przedbórz/Radomszczańska
- Posada Jaśliska
- Pruchnik/Wzniesienie Na Zadach
- Racibórz/ul. Cmentarna
- Racławice/Wieś
- Radków/Góra Guzowata
- Rajcza/Góra Hutyrów
- Rawa Mazowiecka/ul. Mszczonowska (rozebrany)
- Rymanów Zdrój/wzn. Zamczyska
- Rytro/Góra Cycówka
- Rzepedź/Góra Sokoliska
- Sanok/Góra Parkowa
- Słupiec/Góra Kościelec
- Sokołowsko/Polana
- Solina/Góra Jawor
- Solina/Góra Plasza
- Stalowa Wola/ul. Jana Pawła II
- Starachowice/ul. Martenowska
- Stronie Śląskie/os. Morawka
- Stryszawa/Góra Wojewódka
- Stryszów/Góra Stryszów
- Strzyżów/Działy
- Stuposiany/Góra Czereszna
- Sucha Beskidzka/Góra Sumerówka
- Szczawnica/Góra Jarmuta
- Szczecinek/ul. Winniczna
- Szczyrk/Biła
- Szczyrk/Dom Wczasowy „Centrum”
- Szczyrk/Jaworzyna
- Szczyrk/ul. Salmopolska
- Szczytna/Góra Szczytnik
- Szczytna/Szklana Góra
- Ścięgny/Góra Pohulanka
- Świeradów-Zdrój/Góra Zajęcznik
- Świerzawa/ul. Mickiewicza
- Tarnawa/Góra Makówka
- Tomaszów Mazowiecki/ul. Mościckiego
- Trójca/Góra Jaworów
- Trzebiatów/ul. Wodna
- Tylawa/Góra Dział
- Tylicz/Góra Horb
- Tylmanowa/Góra Matuszek
- Tymbark/Góra Podłopień
- Ujsoły/Góra Kubiesówka
- Ustroń/Góra Czantoria
- Ustrzyki Dolne/Góra Gromadzyń
- Walim/Góra Ostra
- Wągrowiec/ul. Mickiewicza
- Wejherowo/ul. Staromłyńska
- Węgierska Górka/Góra Przybędza
- Winiary
- Wisła/Góra Kozińce
- Wleń/Modrzewie
- Włocławek/pl. Wolności
- Wojcieszów/Góra Miłek
- Wolbrom
- Wołkowyja/Góra Czaków
- Zahoczewie/Szerokie
- Zatwarnica/Góra Wierszek
- Zawoja/Góra Kolisty Groń
- Zawoja/Góra Miśkowcowa
- Zgorzelec/ul.Górna
- Żegiestów Wieś/Góra Cypel
- Żegiestów Zdrój/Góra Kiczera
- Żelechów/ul.Traugutta
- Żywiec/Góra Grojec

### TON –Telewizyjny Ośrodek Nadawczy
- Białystok/Wasilków (Info-TV-Operator)
- Bielsko-Biała/BJG (Info-TV-Operator)
- Bielsko-Biała/Wapienna (Info-TV-Operator)
- Bielsko-Biała/ZIAD (Info-TV-Operator)
- Brodnica/Kruszynki
- Bydgoszcz/Cegielnia Okole (Info-TV-Operator)
- Bydgoszcz/EC (Info-TV-Operator)
- Bydgoszcz/KPEC (Info-TV-Operator)
- Bydgoszcz/Osielsko (Info-TV-Operator)
- Ciechanów/ul. Monte Cassino (RS TV)
- Cieszanów
- Częstochowa/Błeszno
- Częstochowa/Kłobuck (Info-TV-Operator)
- Człuchów/ul. Szkolna (Polkomtel S.A.)
- Czyże
- Damasławek/Lipowa
- Dobiegniew
- Elbląg/Milejewo (Info-TV-Operator)
- Gdańsk/Przemysłowa (Info-TV-Operator)
- Gdańsk/Wejherowo (Info-TV-Operator)
- Gdańsk/Wiślna (Info-TV-Operator)
- Głogów/Jakubów
- Głogów/Widziszów
- Gniezno/Dębowiec
- Gołdap/Piękna Góra
- Gorlice/komin EC Glinik (RS TV)
- Gorzów Wlkp./Baczyna (Info-TV-Operator)
- Gorzów/PEC (Info-TV-Operator)
- Kalisz/Panek (Info-TV-Operator)
- Katowice/EC
- Katowice/Koksownia
- Katowice/Rybnik
- Kielce/EC-KI (Info-TV-Operator)
- Kielce/Sitkówka Nowiny (Info-TV-Operator)
- Konin/ul. 11 Listopada (Konińska Spółdzielnia Mieszkaniowa)
- Koszalin/Słowiańska (Info-TV-Operator)
- Kraków/Hallera 8 (Info-TV-Operator)
- Kraków/Kopiec (Info-TV-Operator)
- Kraków/Nowa Huta (Info-TV-Operator)
- Kraków/Skawina (Info-TV-Operator)
- Legnica/Północ (Info-TV-Operator)
- Legnica/Zachód (Info-TV-Operator)
- Lublin/Wrotków (Info-TV-Operator)
- Łanięta (PTK Centertel)
- Łomża/Szosa Zambrowska
- Łódź/Damis (Info-TV-Operator)
- Łódź/Euron (Info-TV-Operator)
- Łódź/komin EC-4 (RS TV)
- Łódź/Konstantynów (Info-TV-Operator)
- Łódź/Pabianice (Info-TV-Operator)
- Łódź/ul. Sienkiewicza
- Łódź/Widzew (Info-TV-Operator)
- Olsztyn/Barczewo (Info-TV-Operator)
- Olsztyn/Mierkowska (Info-TV-Operator)
- Olsztyn/MPEC (Info-TV-Operator)
- Olsztyn/MPEC Ostróda (Info-TV-Operator)
- Opole/Brzezie (Info-TV-Operator)
- Opole/Peters (Info-TV-Operator)
- Płock/Radziwie
- Poznań/Karolin (Info-TV-Operator)
- Radom/Radpec (Info-TV-Operator)
- Radom/Żelazna (Info-TV-Operator)
- Rzeszów/Saria (Info-TV-Operator)
- Rzeszów/Tyczyn (Info-TV-Operator)
- Sandomierz/ul. Mokoszyńska
- Suwałki/ul. Pułaskiego
- Szczecin/Nowe Czarnowo (Info-TV-Operator)
- Szczecin/ul. Niedziałkowskiego
- Szczecin/Police (Info-TV-Operator)
- Szczecin/WISKORD (Info-TV-Operator)
- Tarnobrzeg/Machów
- Toruń/Ceramiczna
- Toruń/PEC Aleksandrów Kujawski (Info-TV-Operator)
- Toruń/Szosa Chełmińska (Info-TV-Operator)
- Turośl
- Wałbrzych/Długa (Info-TV-Operator)
- Wałbrzych/Victoria (Info-TV-Operator)
- Warszawa/Dw. Zachodni (Info-TV-Operator)
- Warszawa/Karczew (Info-TV-Operator)
- Warszawa/Kawęczyn (Info-TV-Operator)
- Warszawa/Legionowo (Info-TV-Operator)
- Warszawa/Marriott (Info-TV-Operator)
- Warszawa/Pruszków (Info-TV-Operator)
- Wierzbica Górna
- Włocławek/Płocka (Info-TV-Operator)
- Włocławek/ul. Szpitalna
- Wrocław/Grunwaldzka (Info-TV-Operator)
- Wrocław/Gubińska (Info-TV-Operator)
- Wrocław/Leśnica (Info-TV-Operator)
- Zabrze/EC Wolności
- Zielona Góra/Góra Wilkanowska

## Galeria

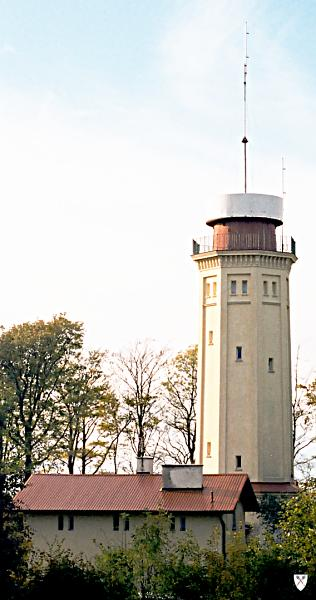
EKSP Rozewie
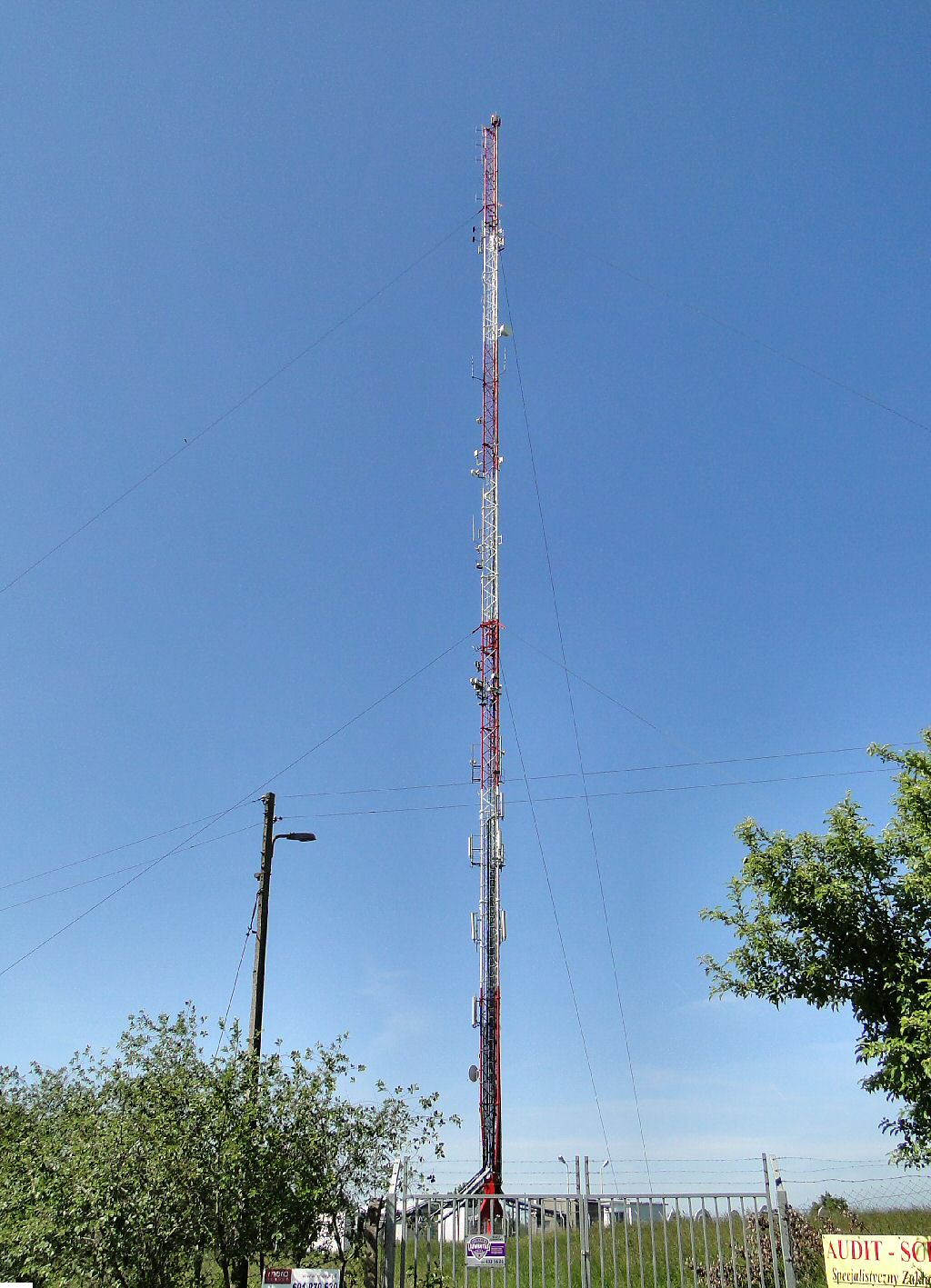
RSN Warszewo
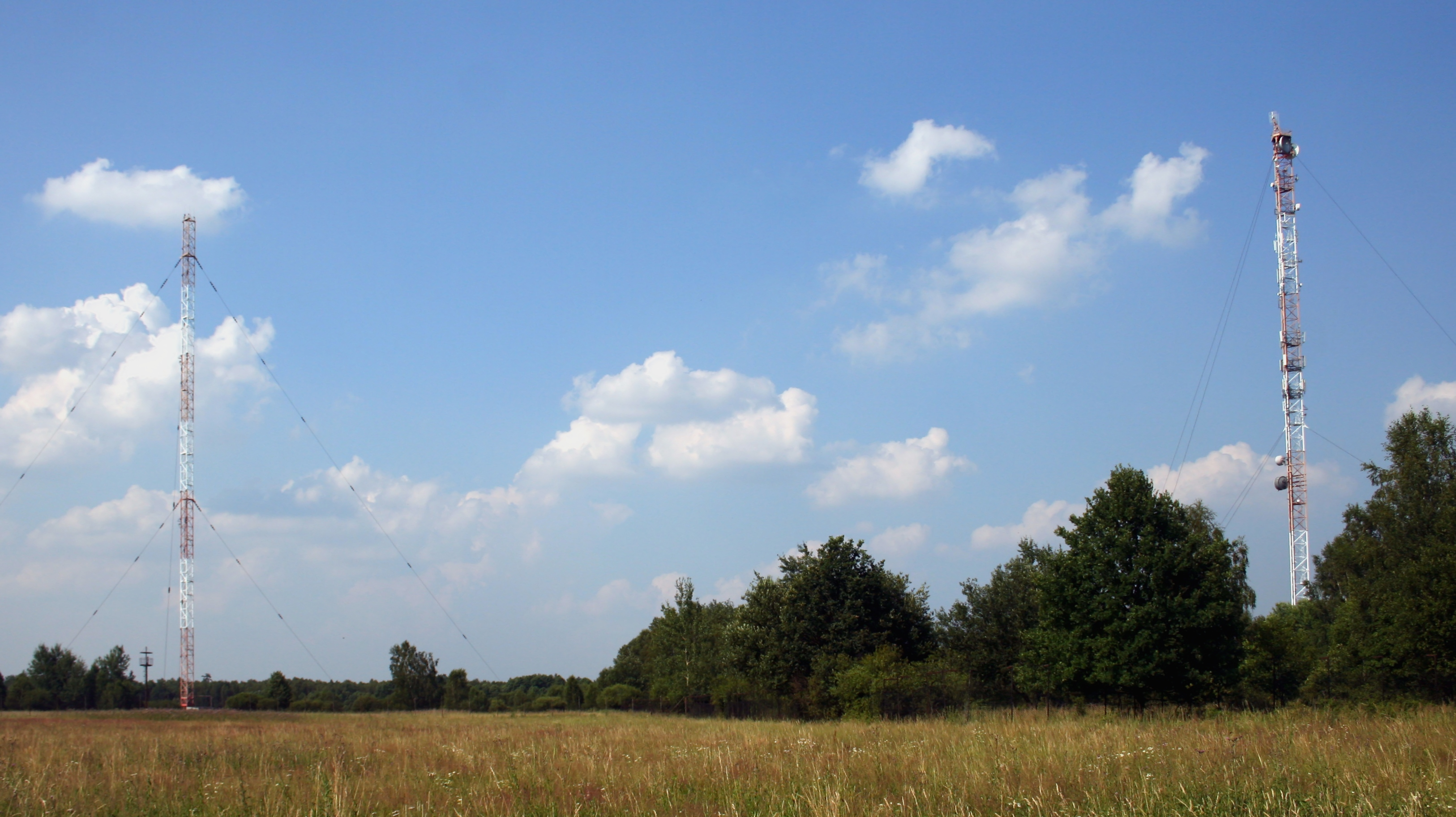
RCN Koszęcin
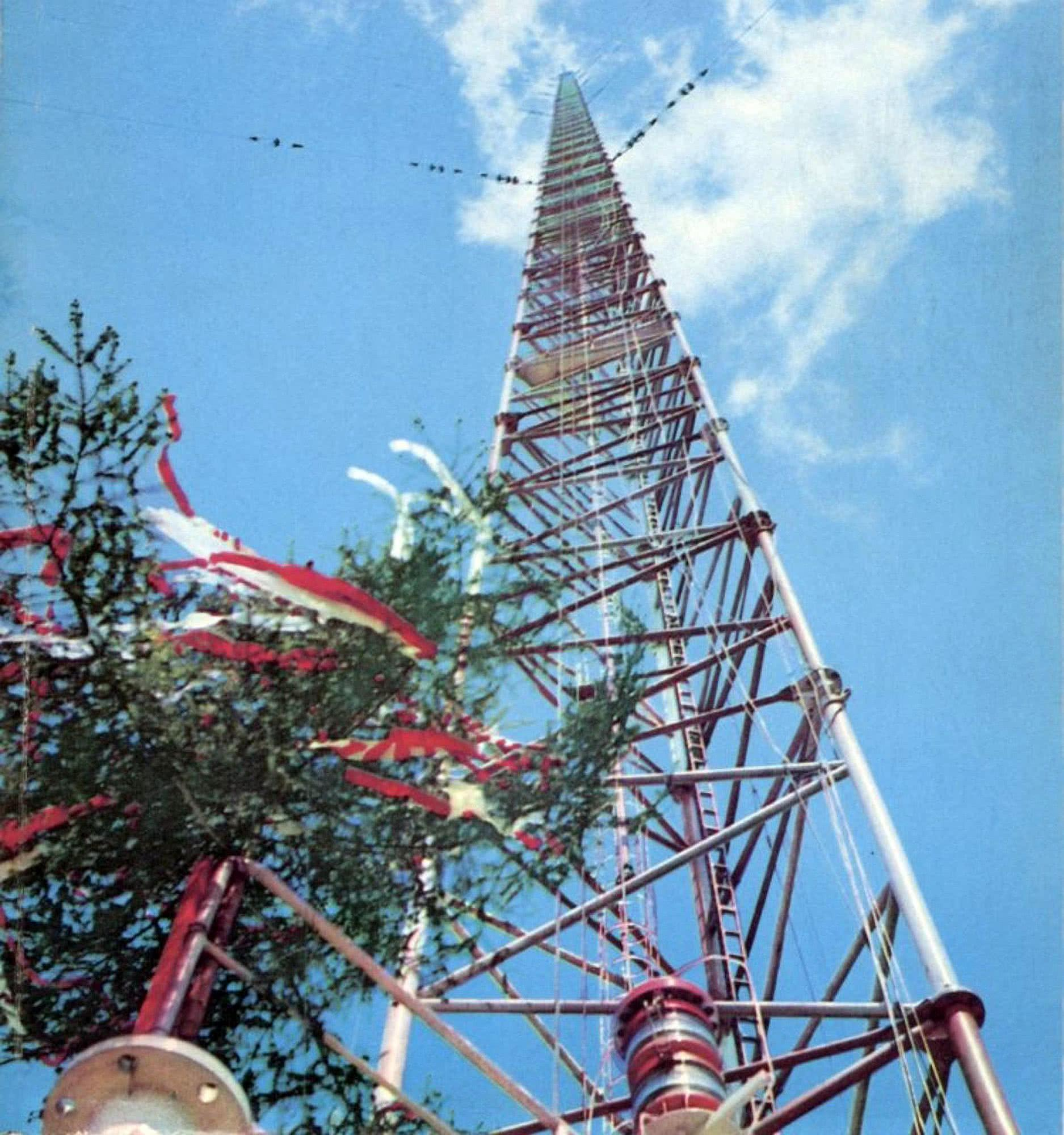
RCN Konstantynów
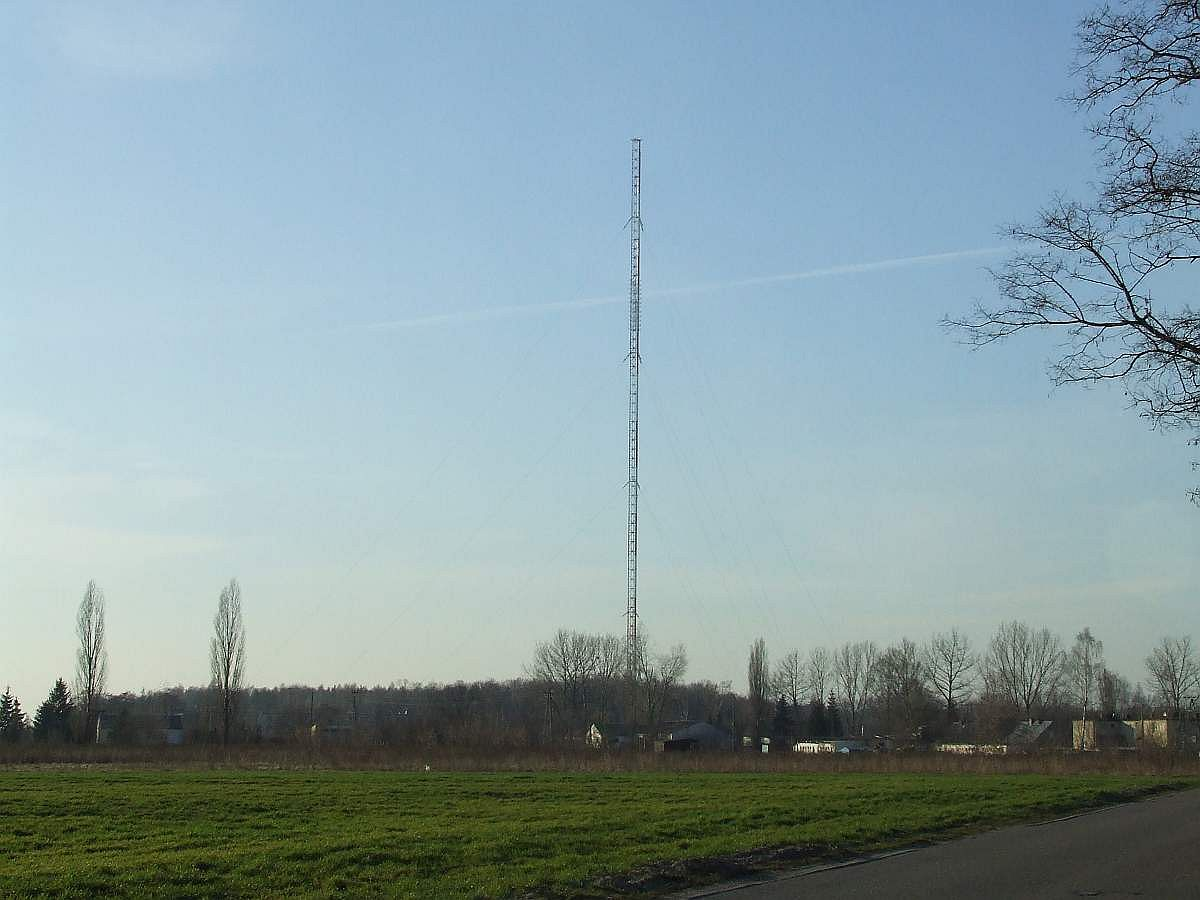
RTCN Raszyn
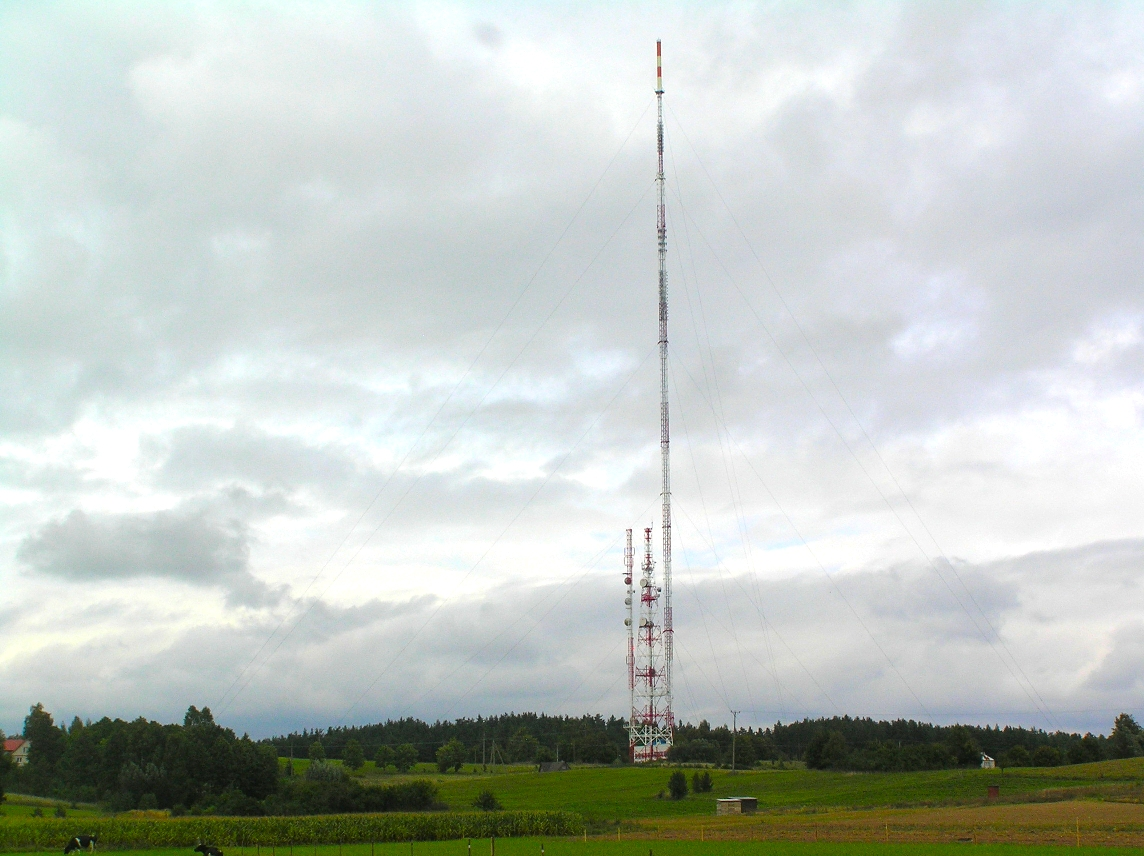
RTCN Krynice
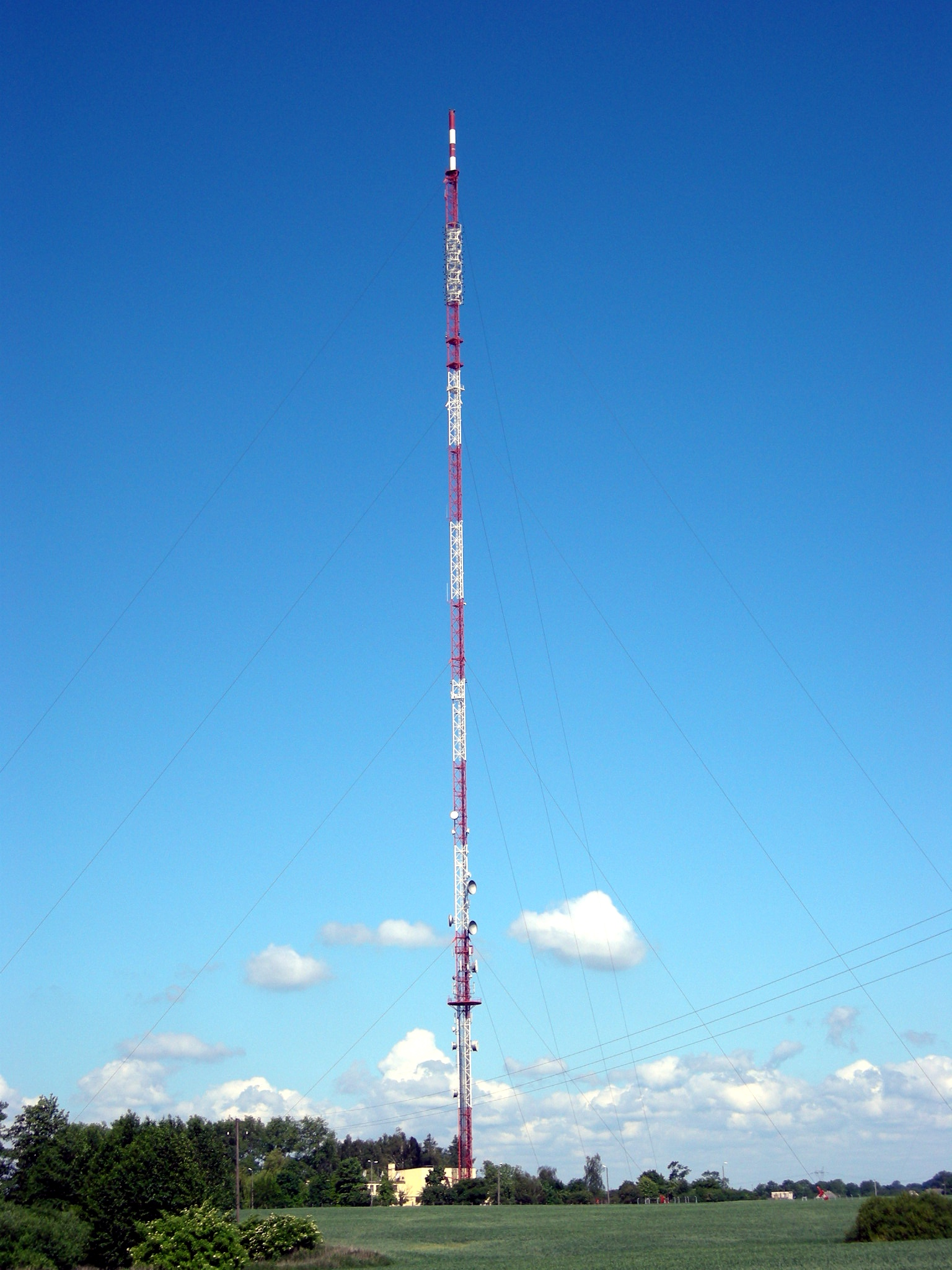
RTCN Trzeciewiec
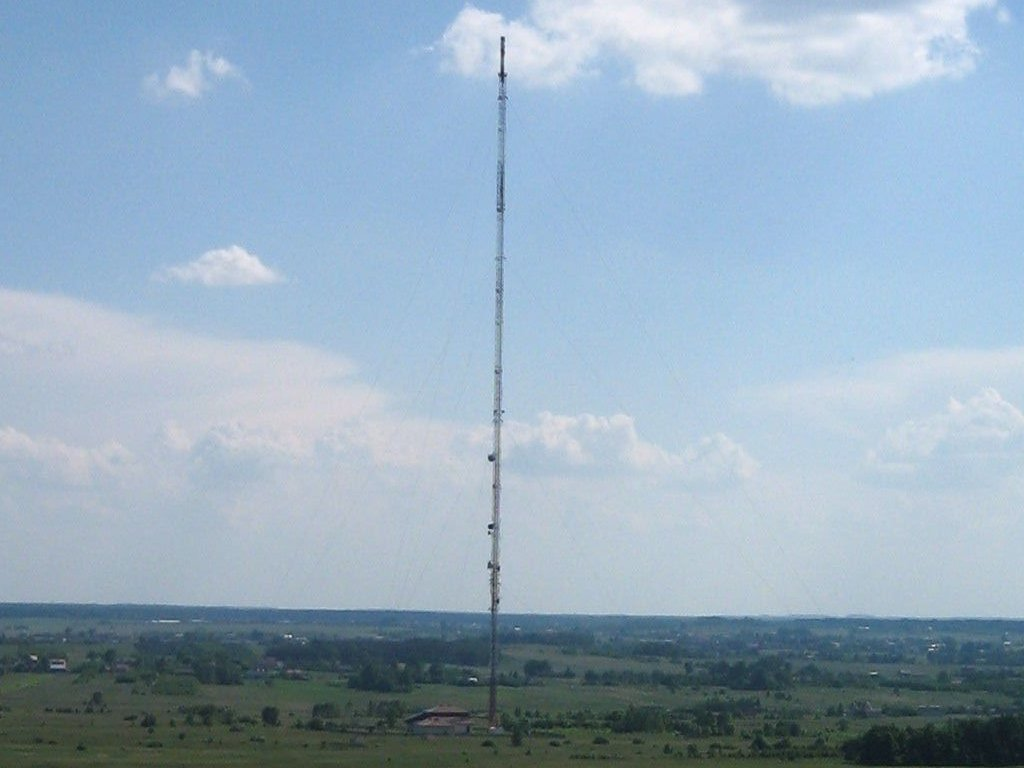
RTCN Wręczyca Wielka
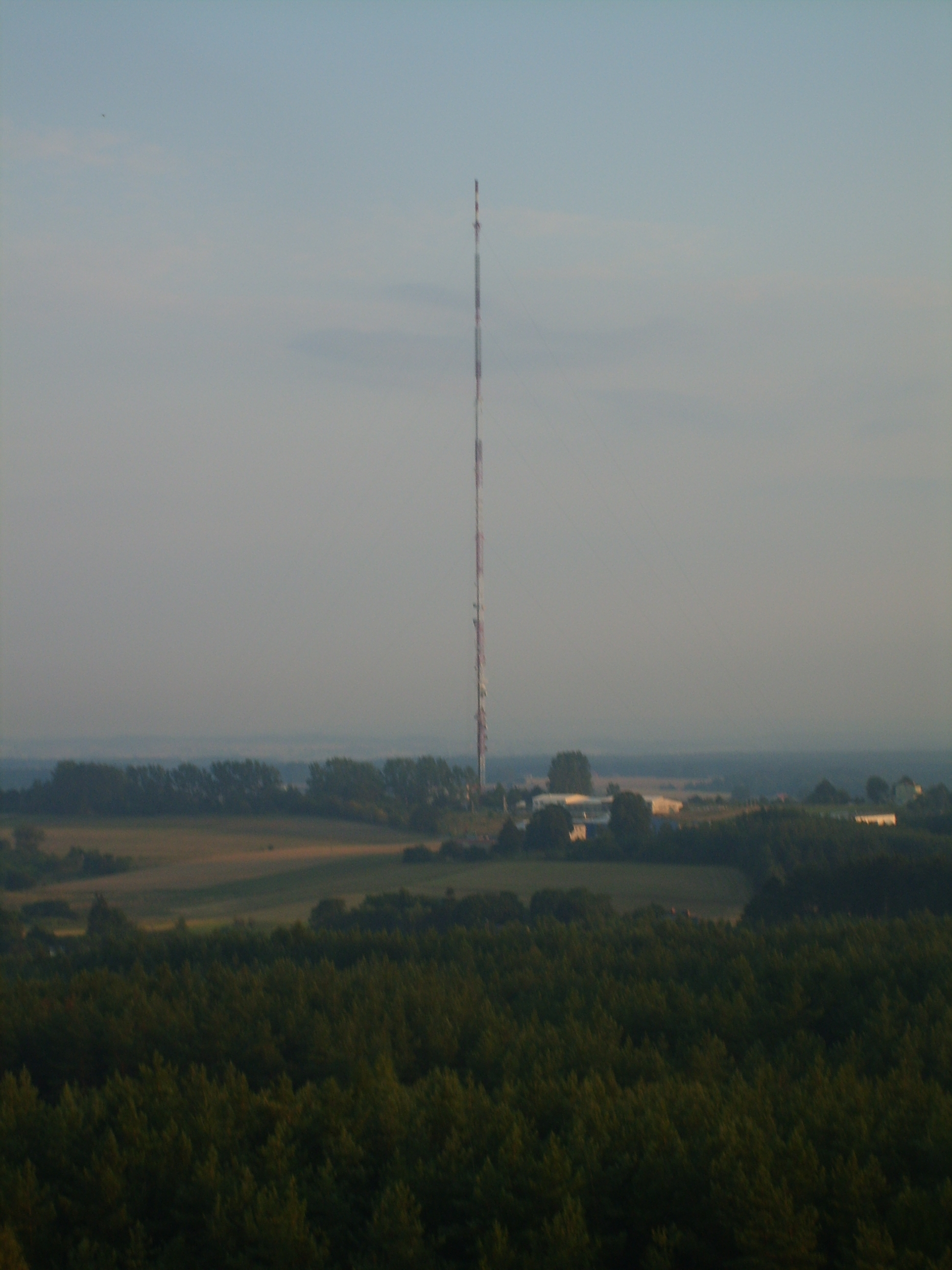
RTCN Chwaszczyno
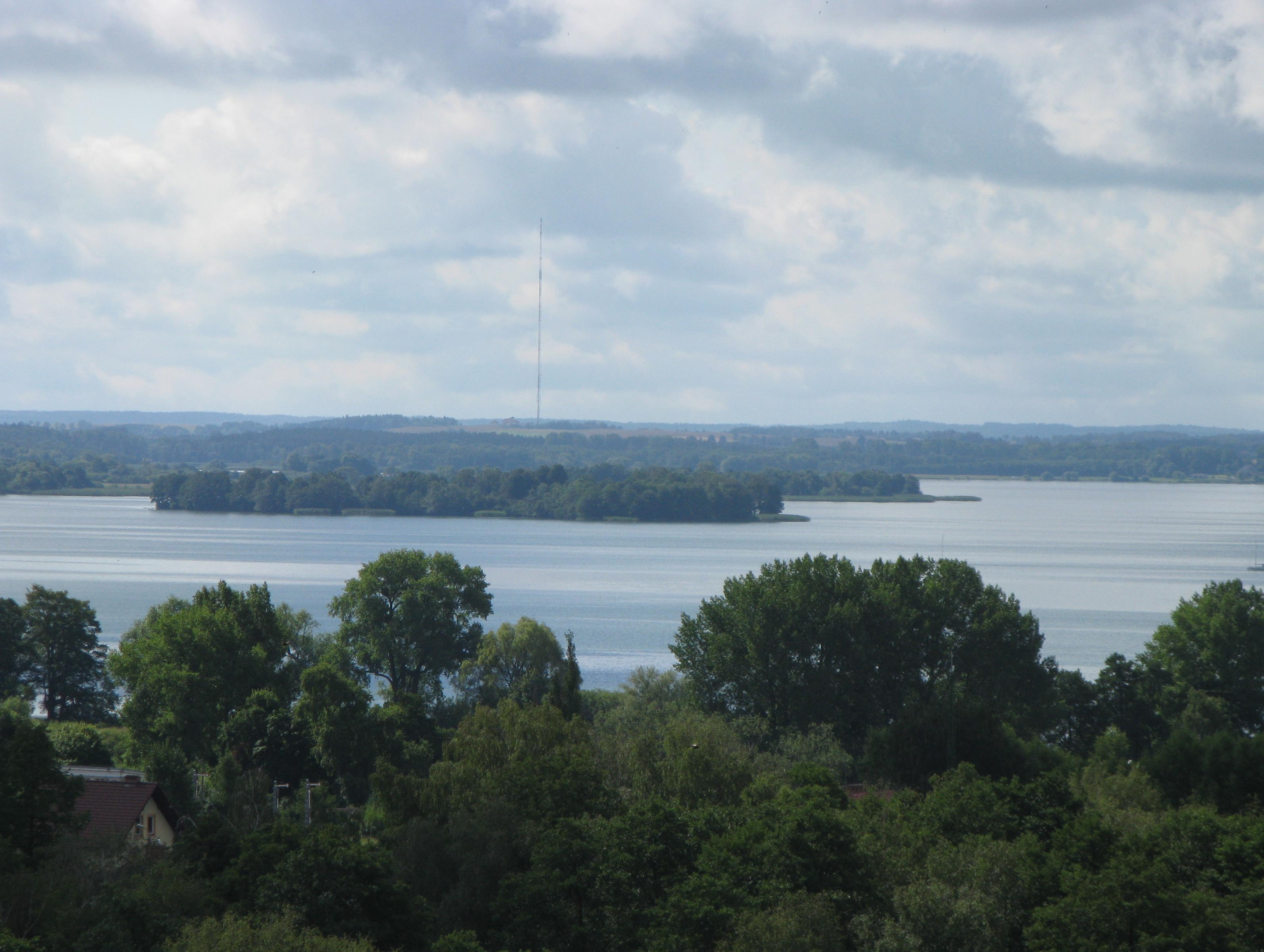
RTCN Miłki
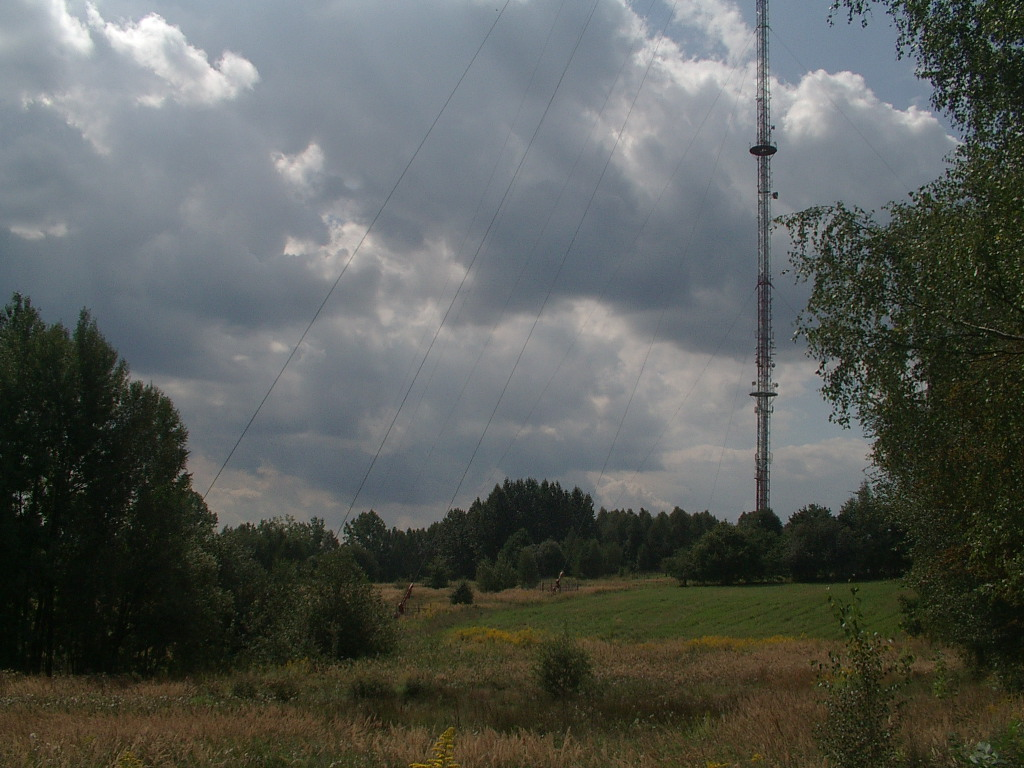
RTCN Kosztowy
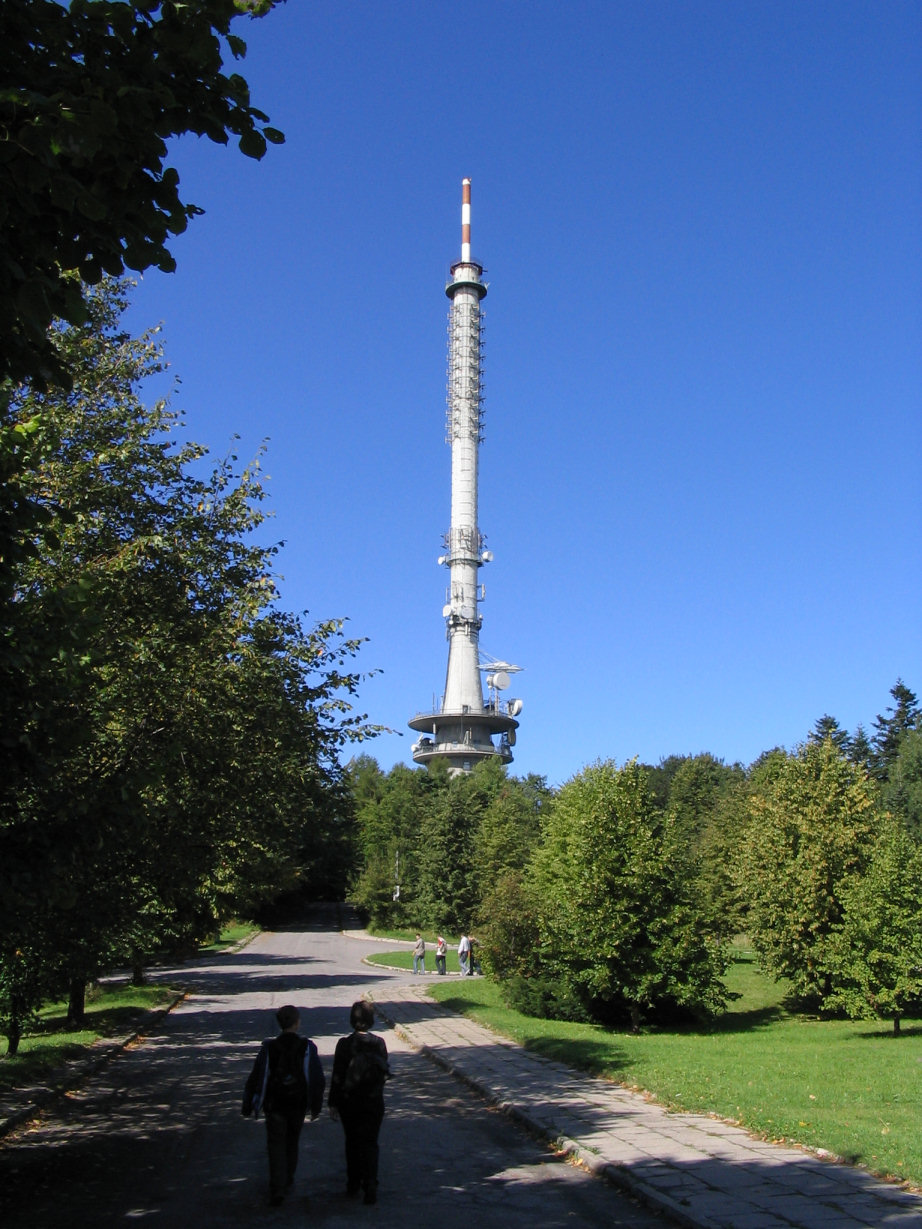
RTCN Święty Krzyż
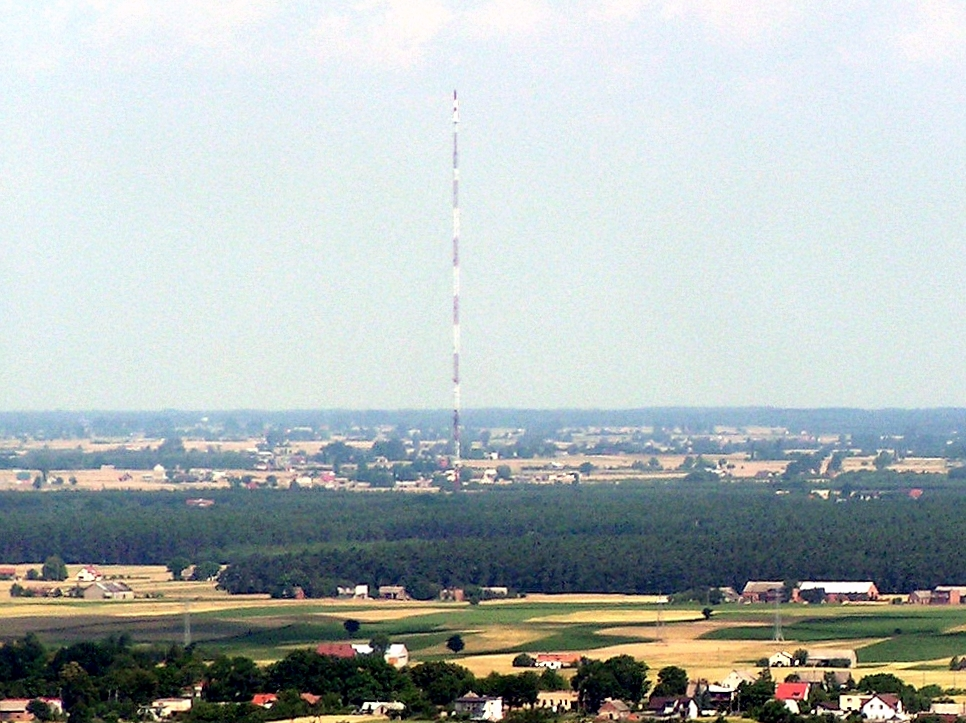
RTCN Żółwieniec
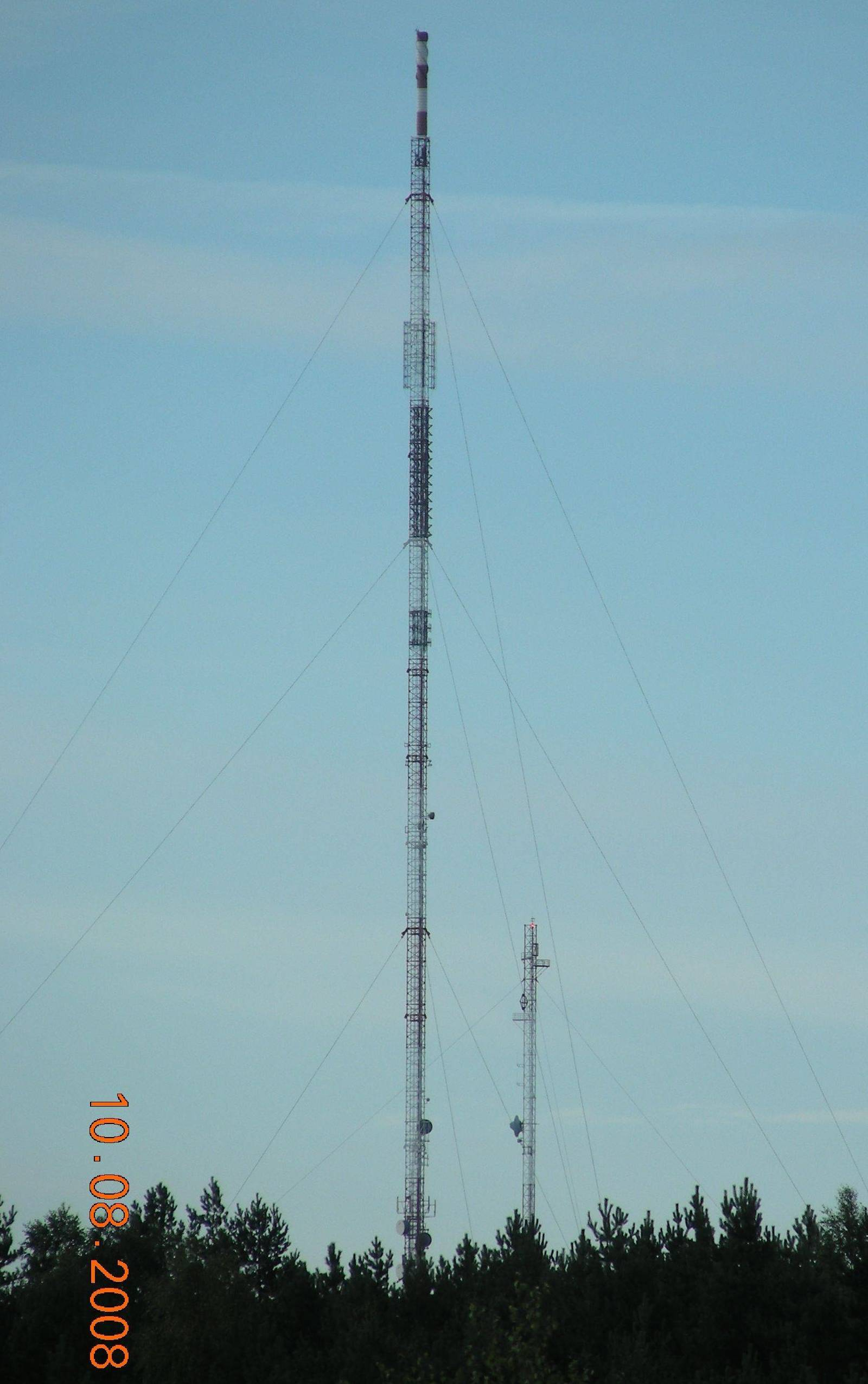
RTCN Gołogóra
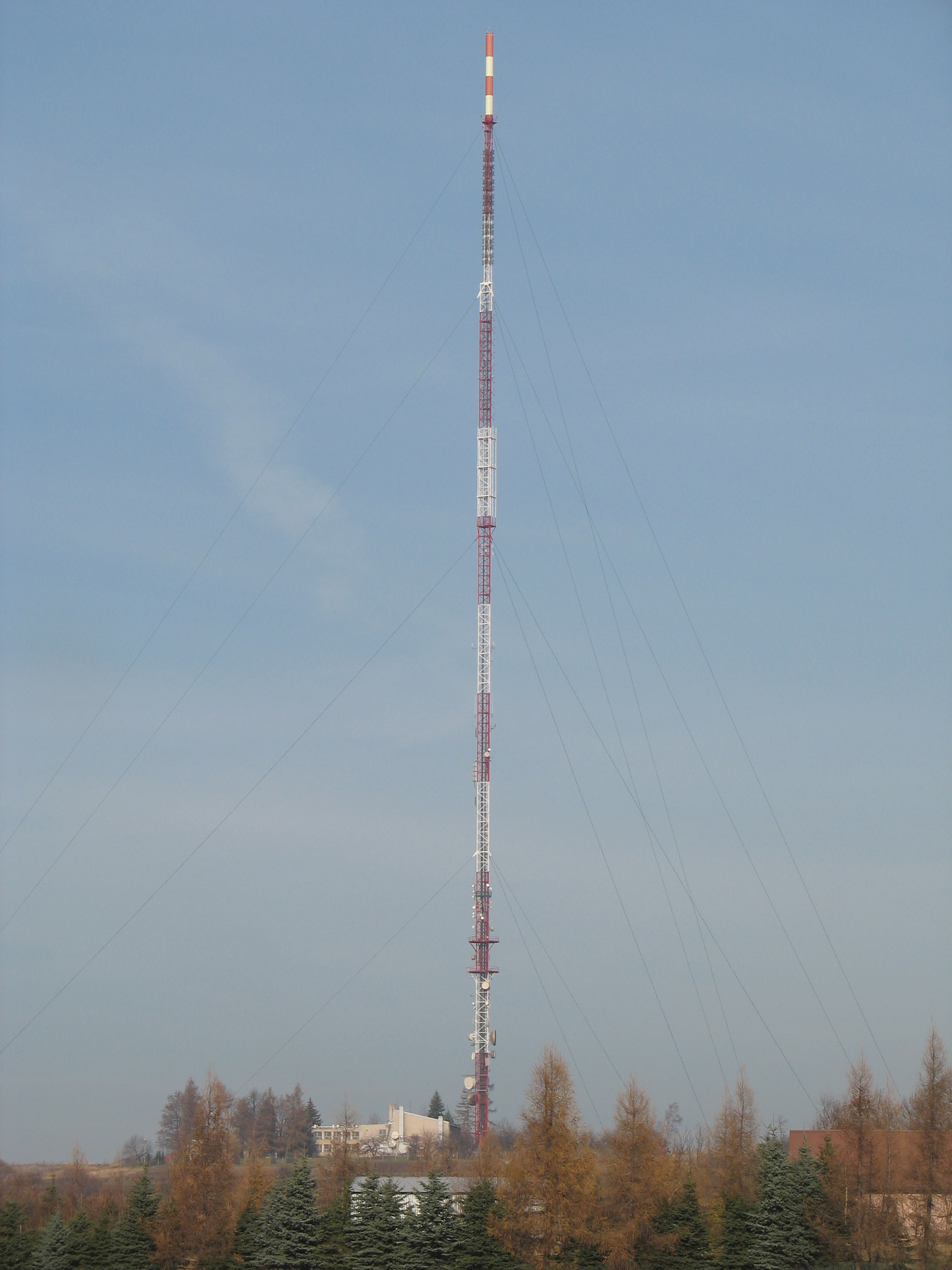
RTCN Chorągwica
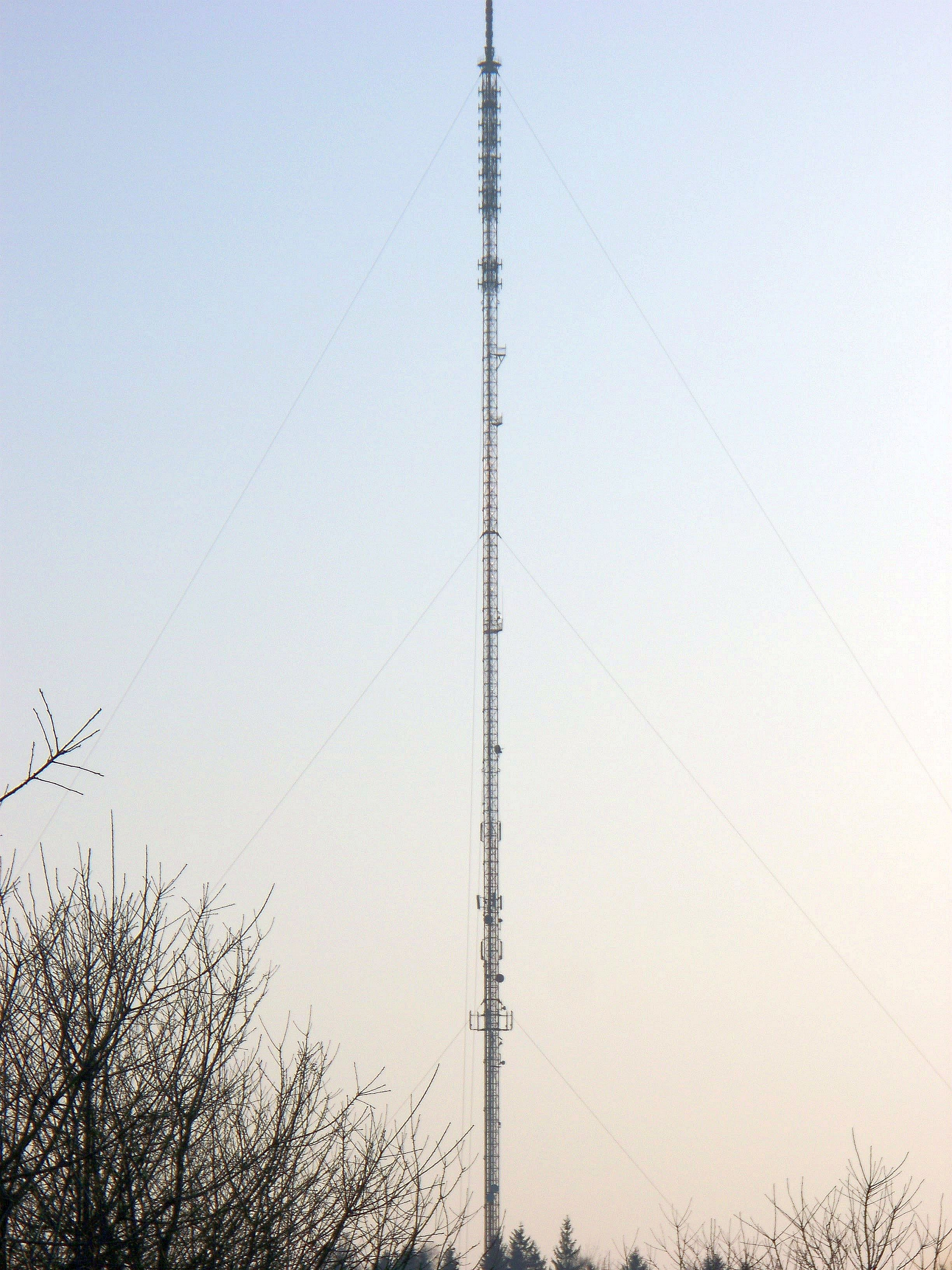
RTCN Boży Dar
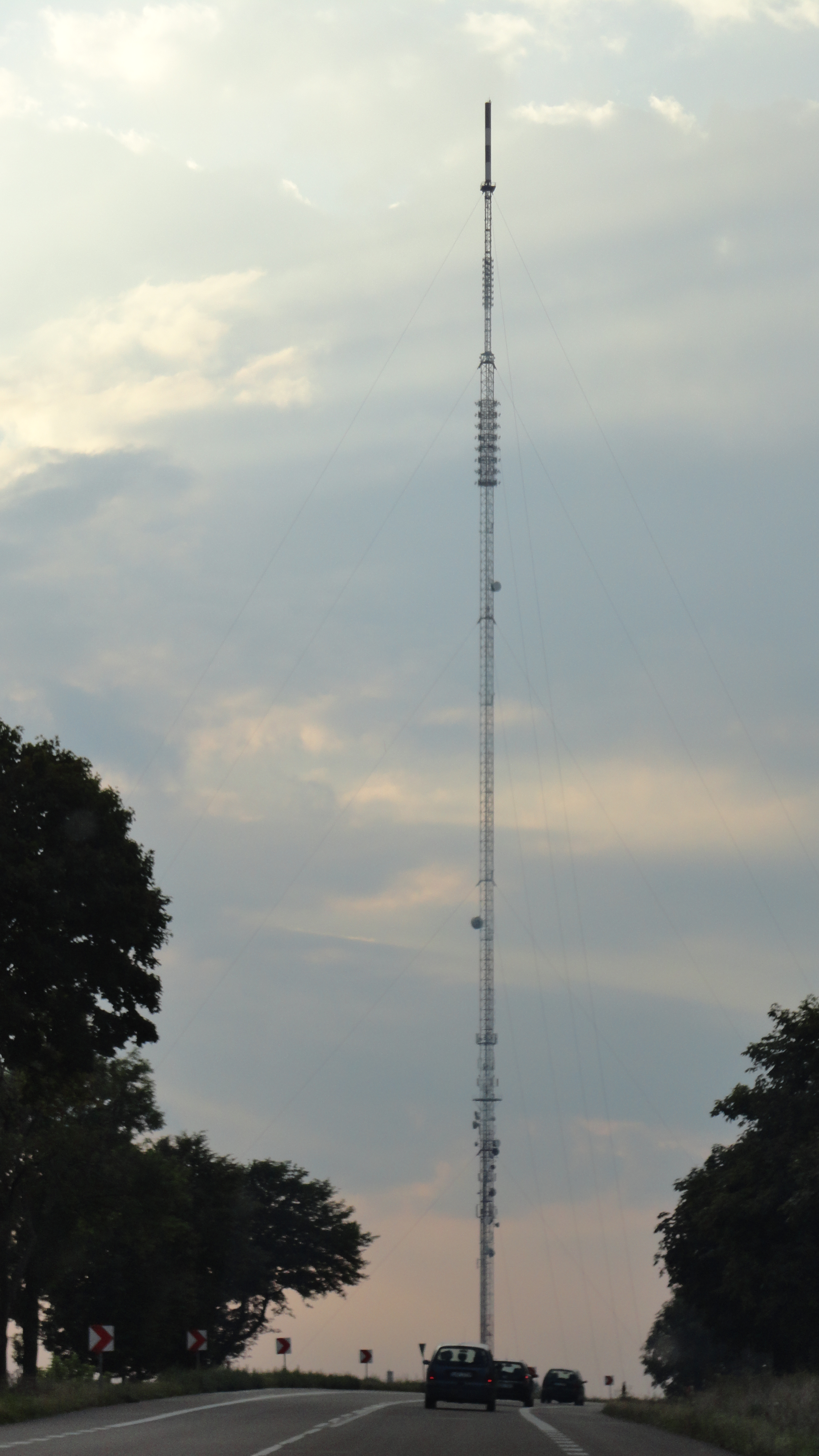
RTCN Piaski
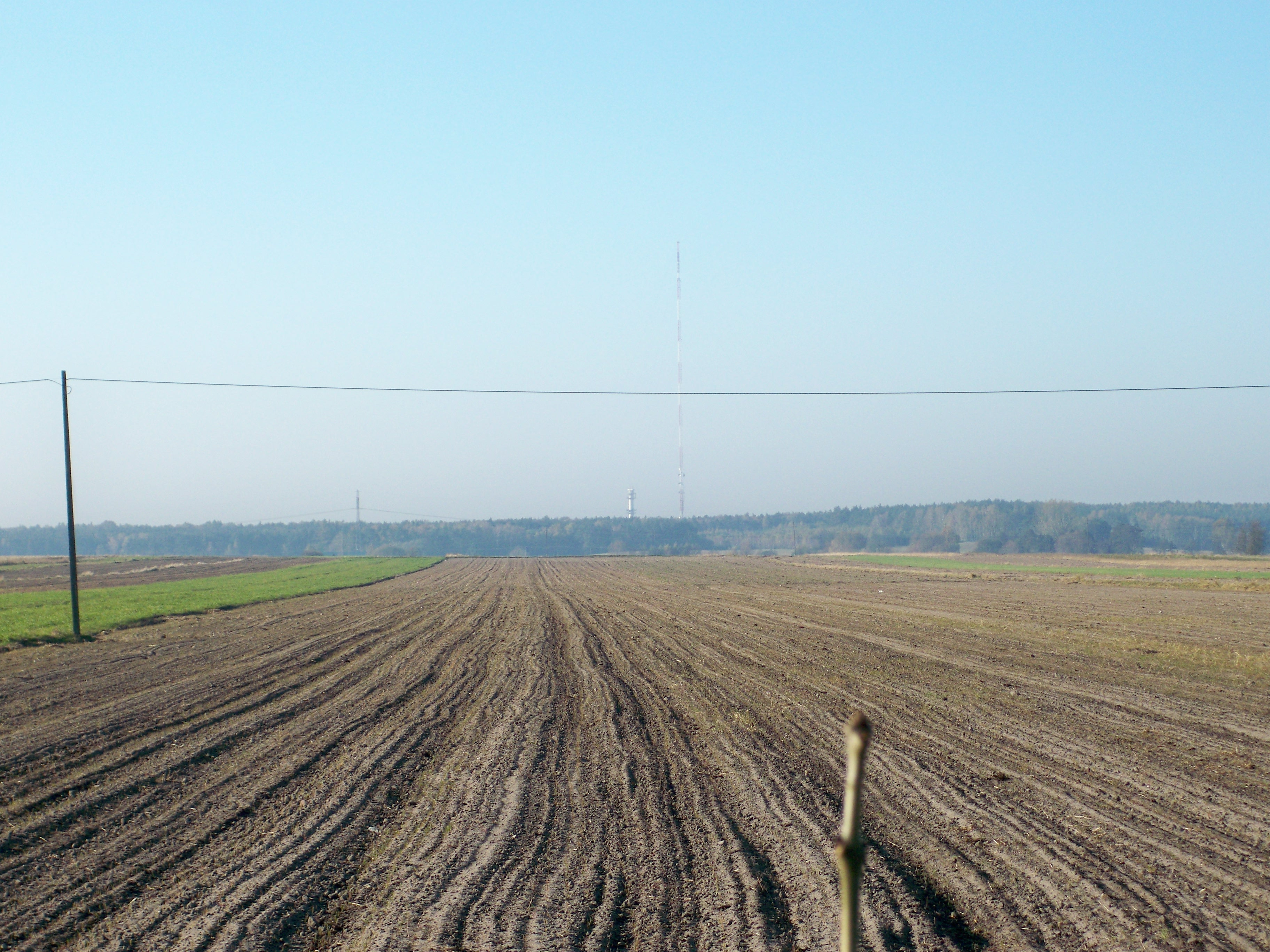
RTCN Zygry
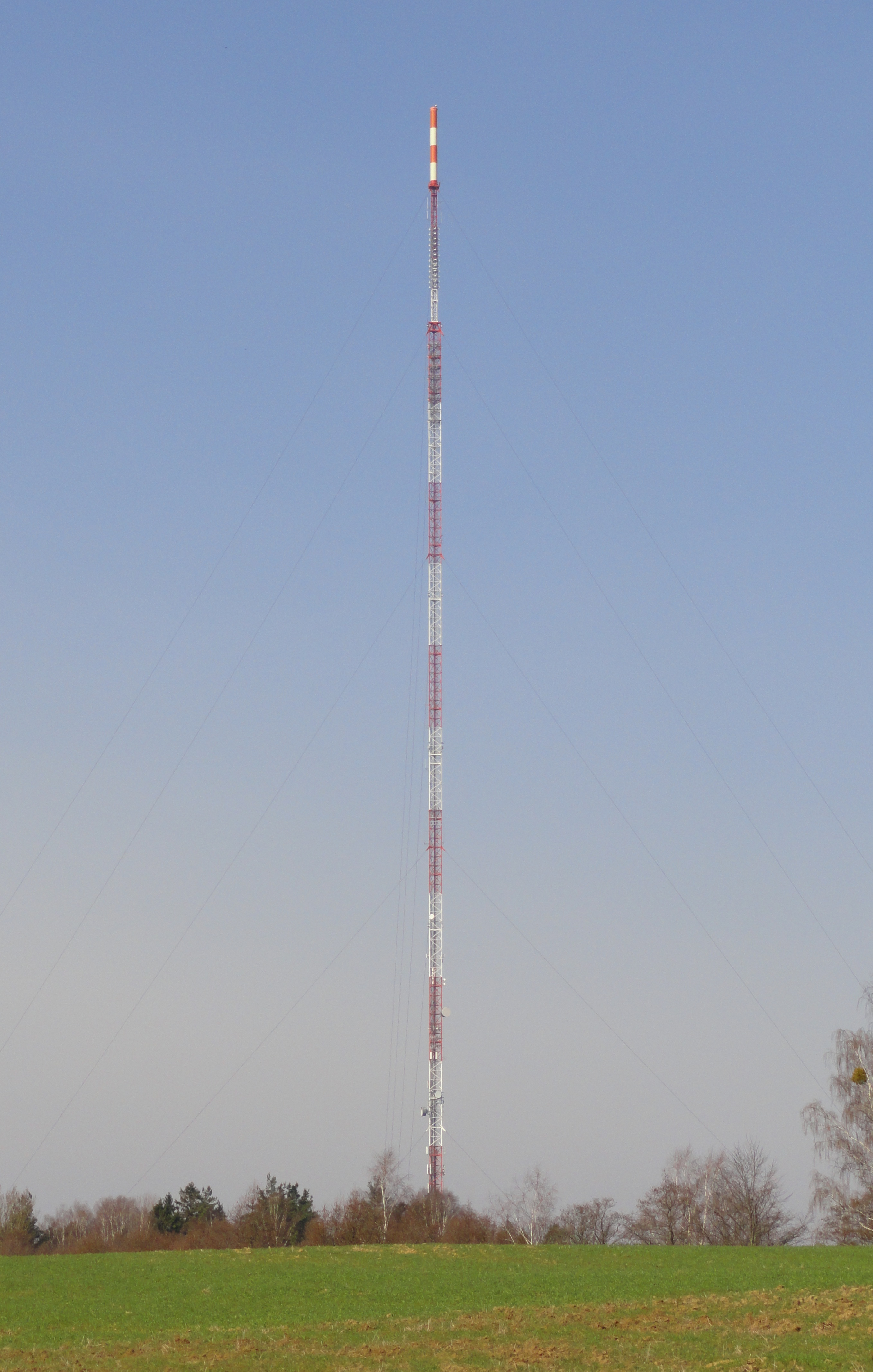
RTCN Pieczewo
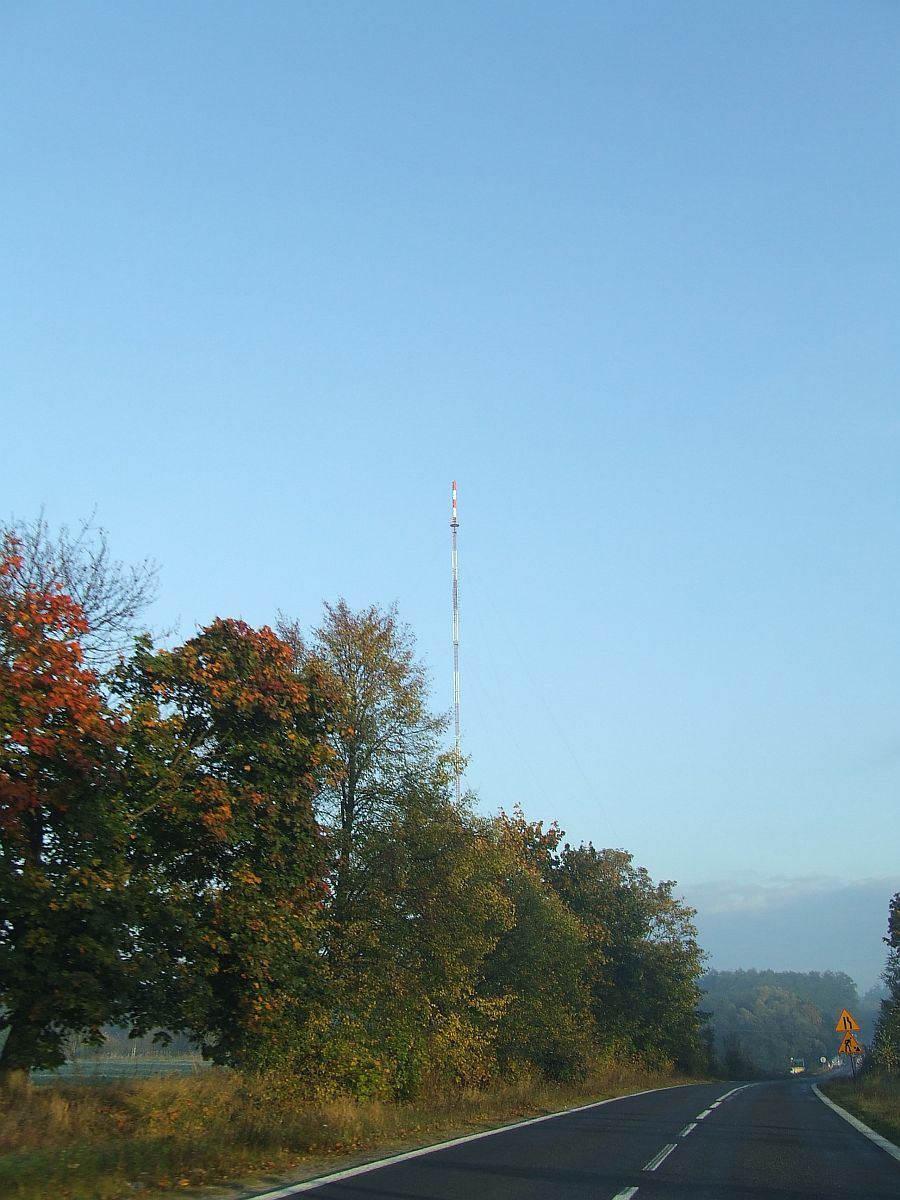
RTCN Rachocin
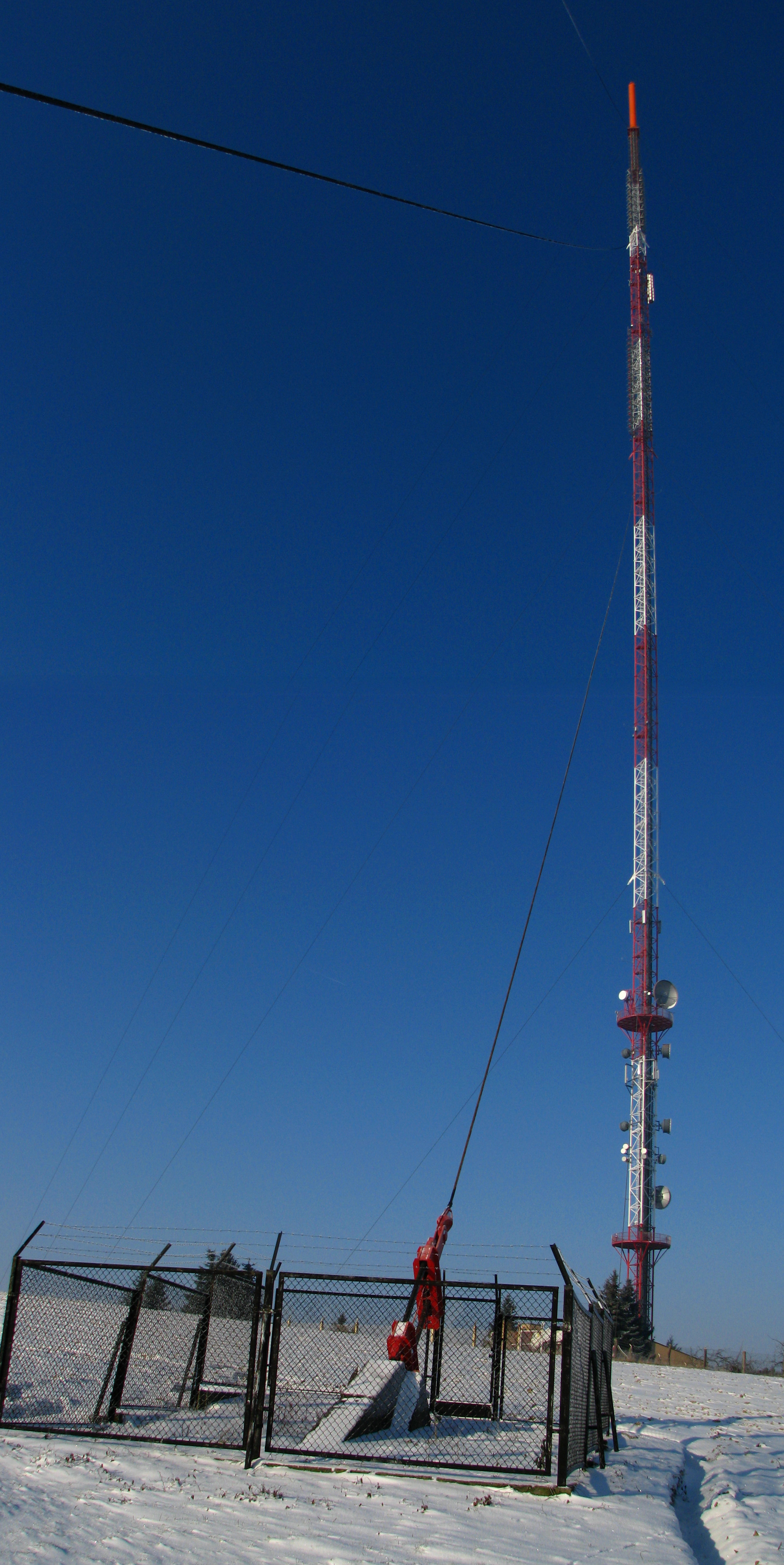
RTCN Śrem
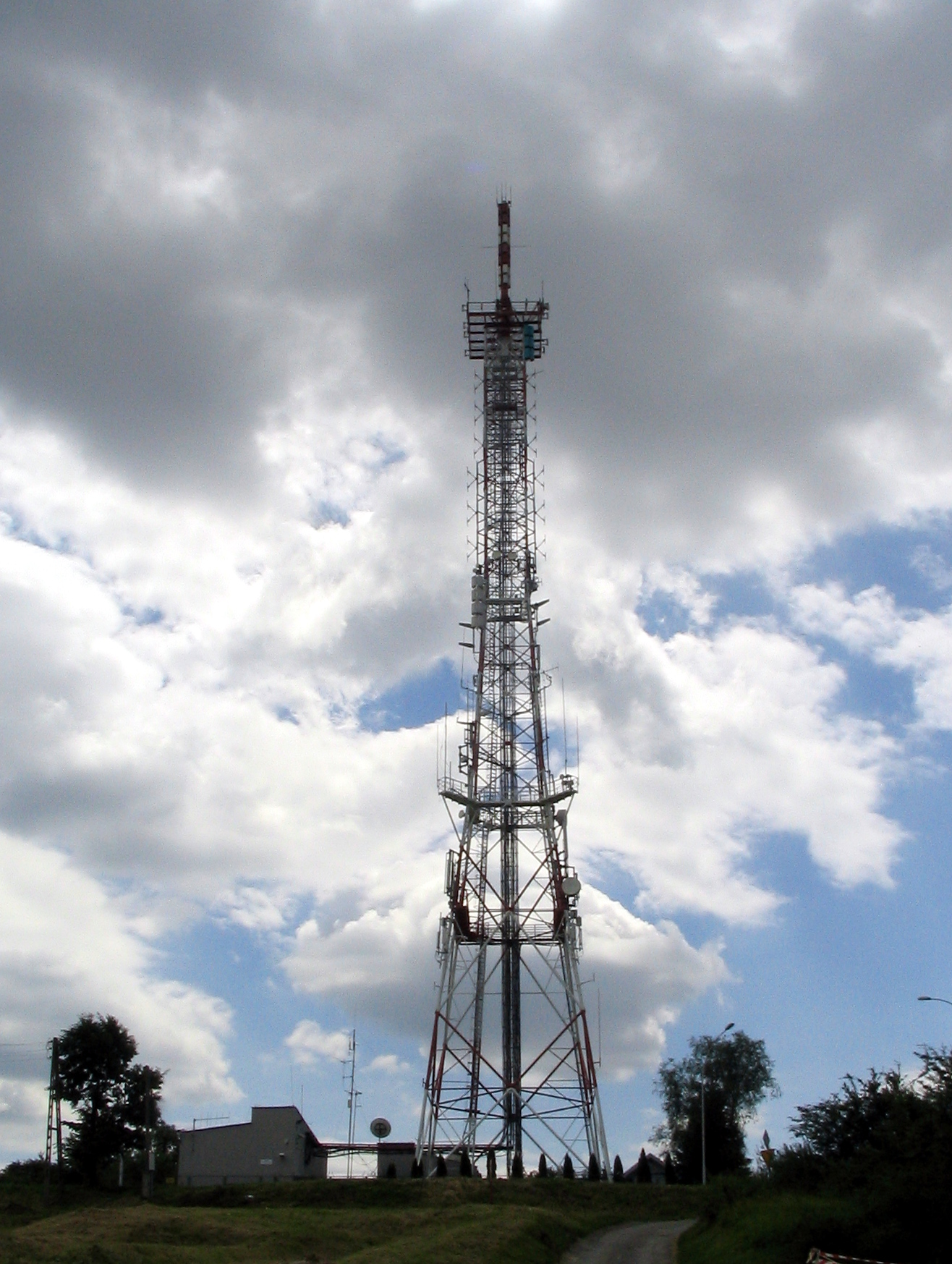
RTCN Tatarska Góra
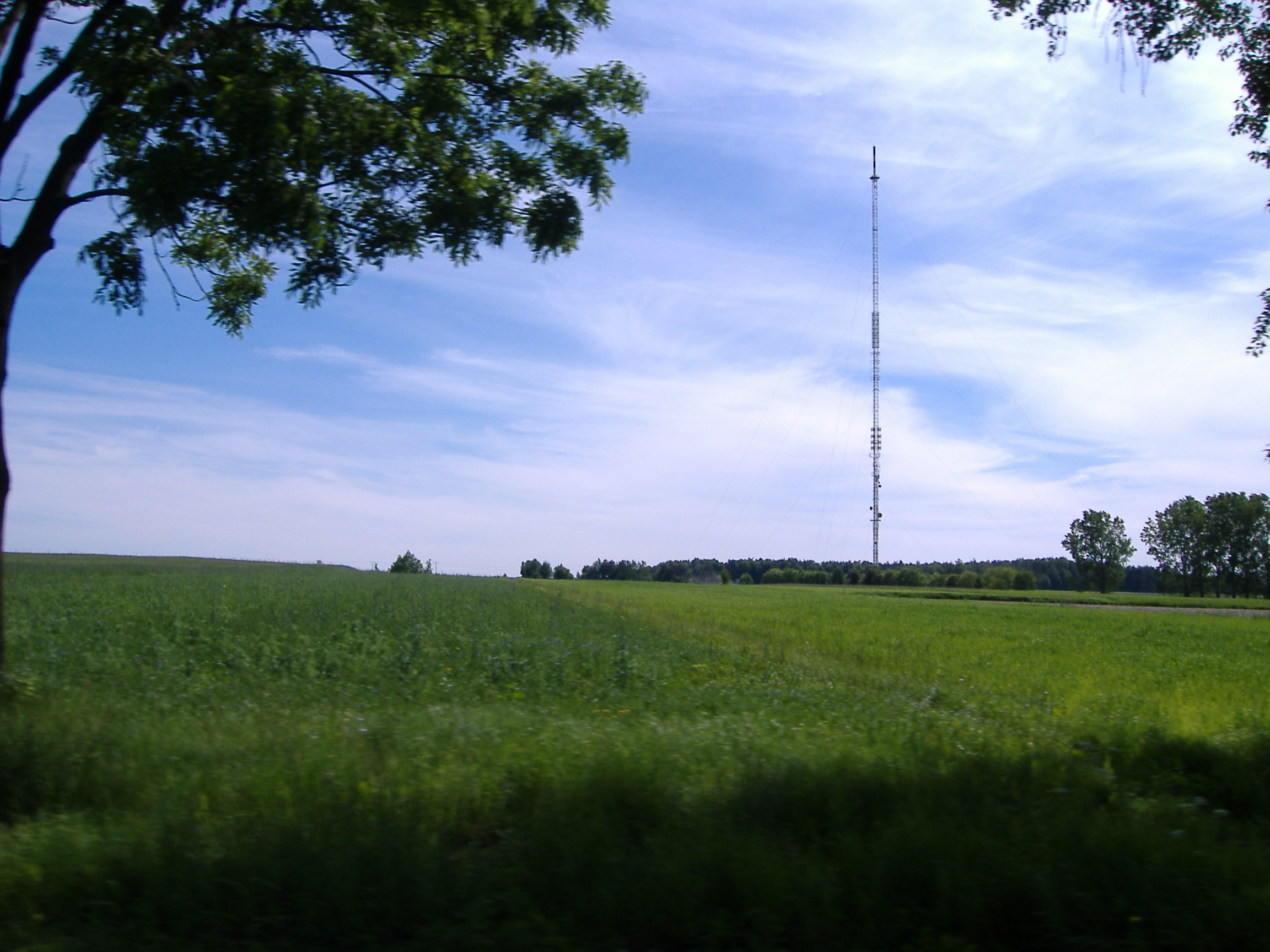
RTCN Łosice
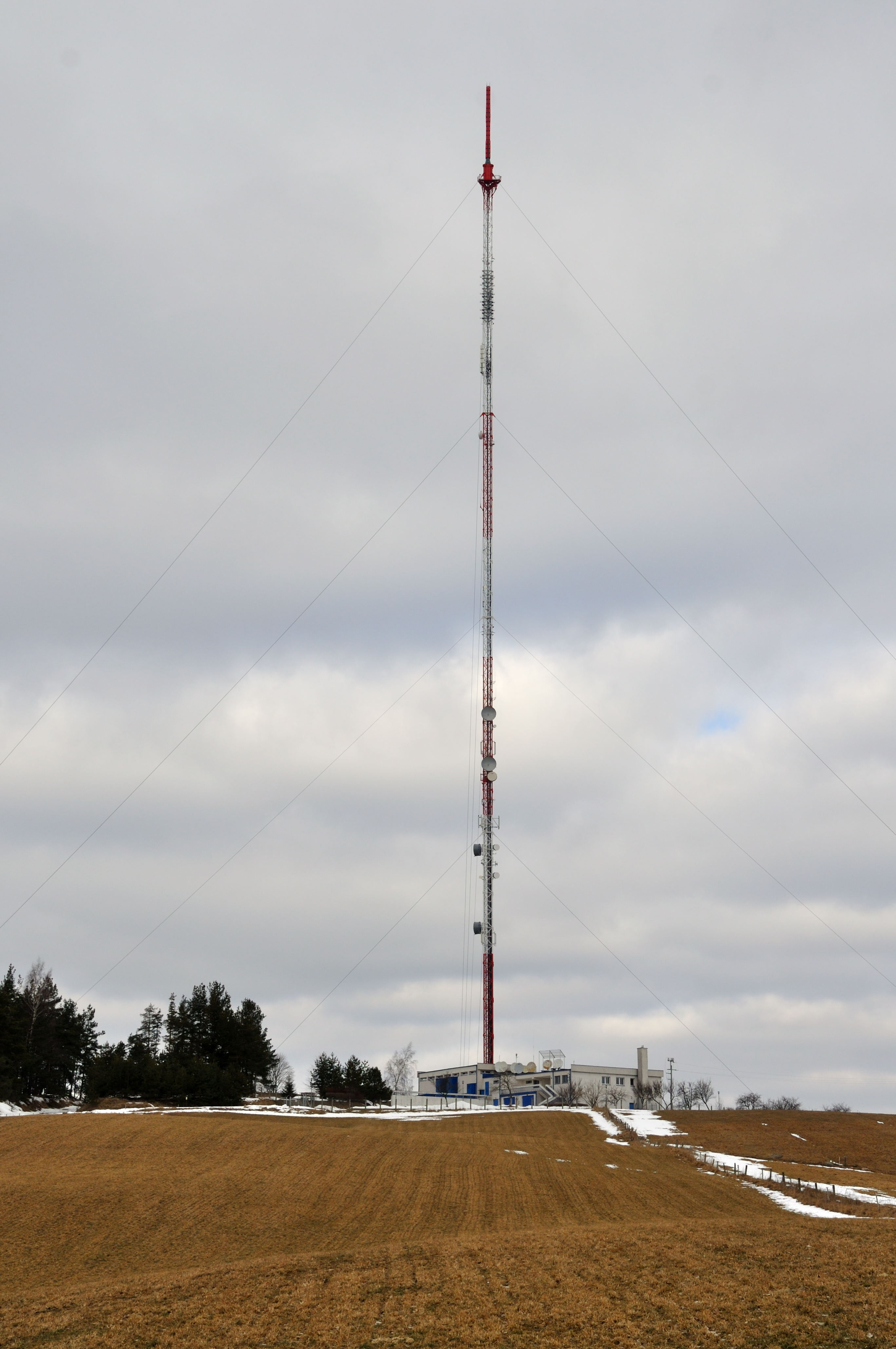
RTCN Krzemianucha
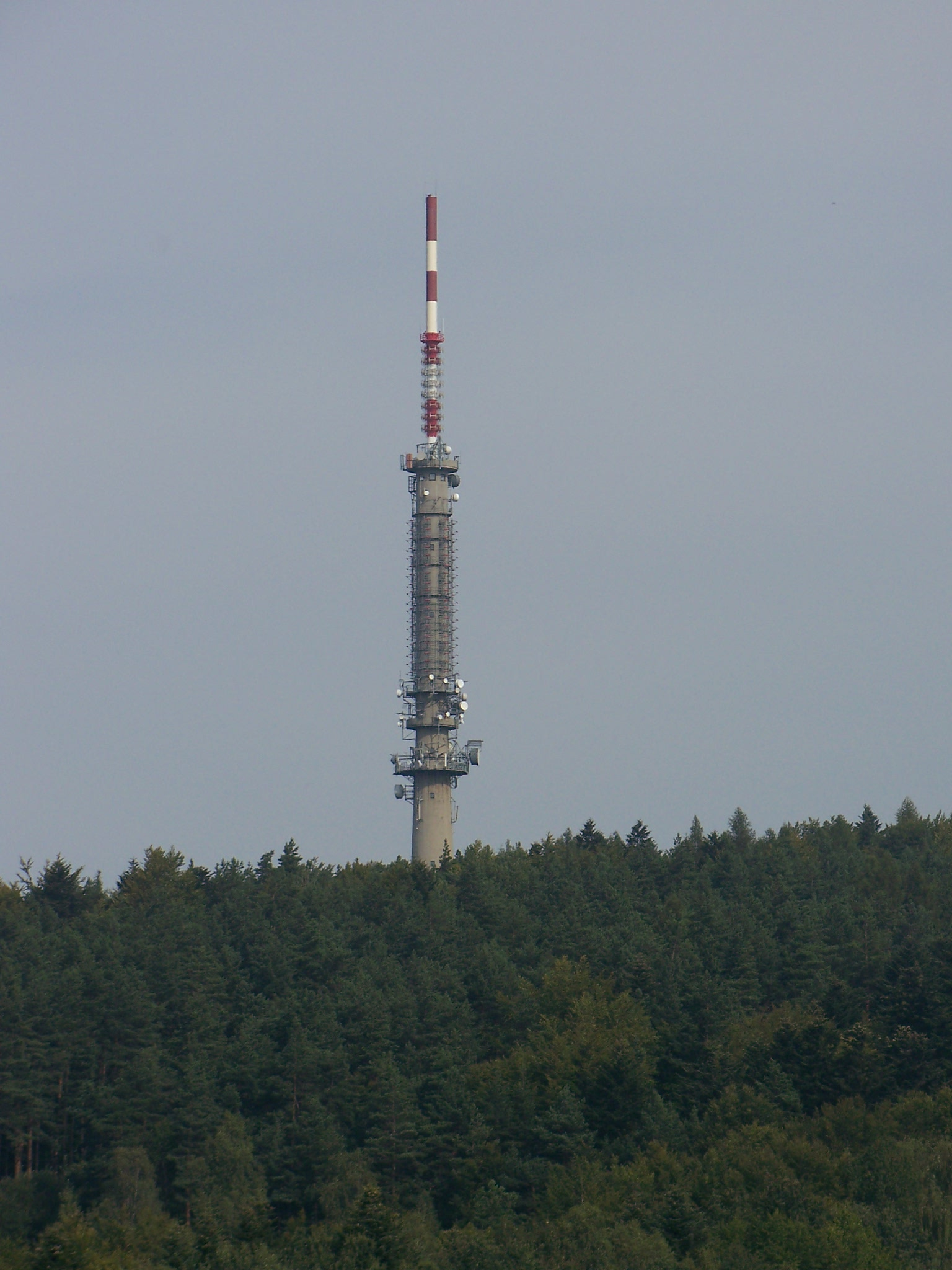
RTCN Sucha Góra
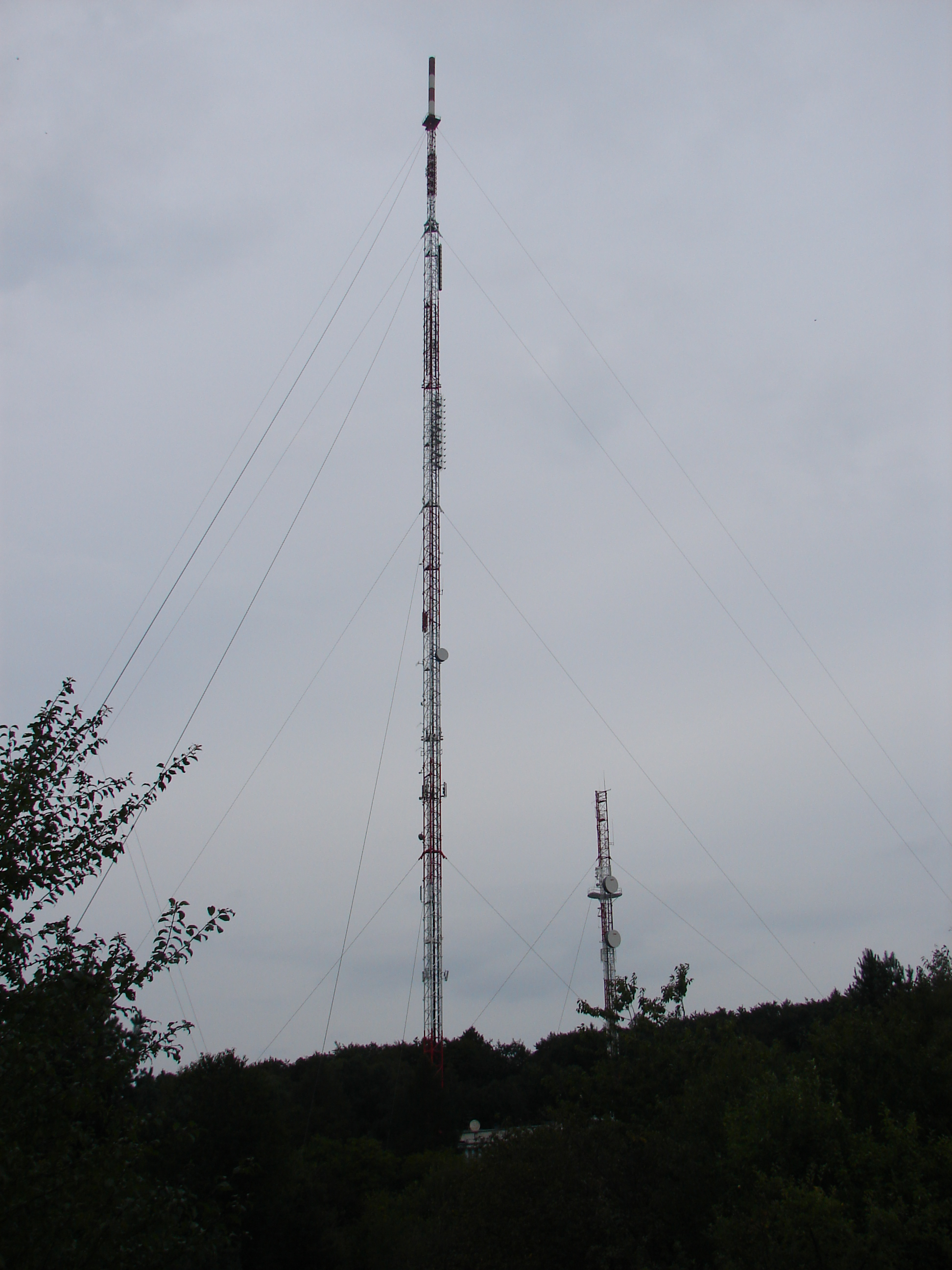
RTCN Kołowo
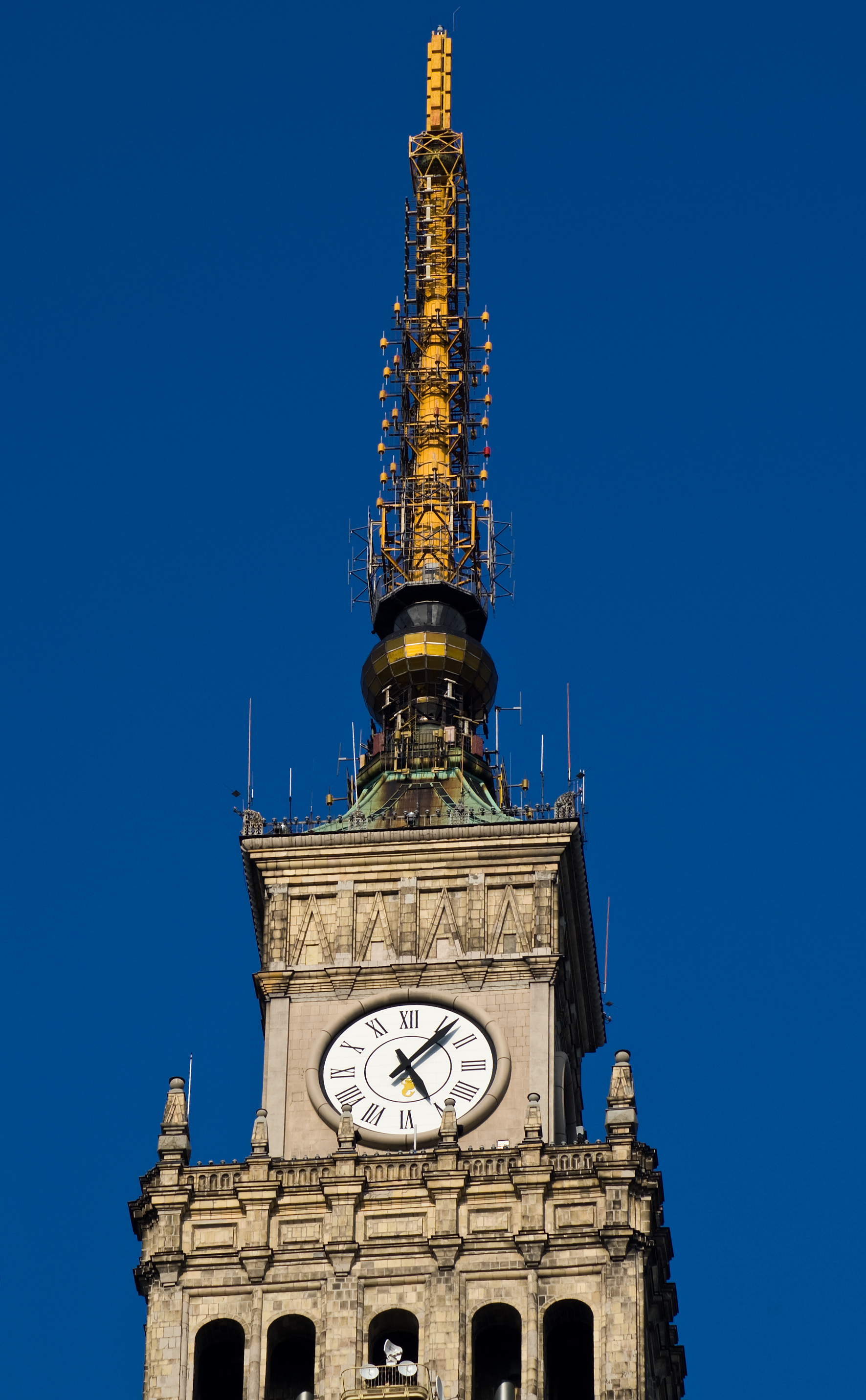
RTCN PKiN
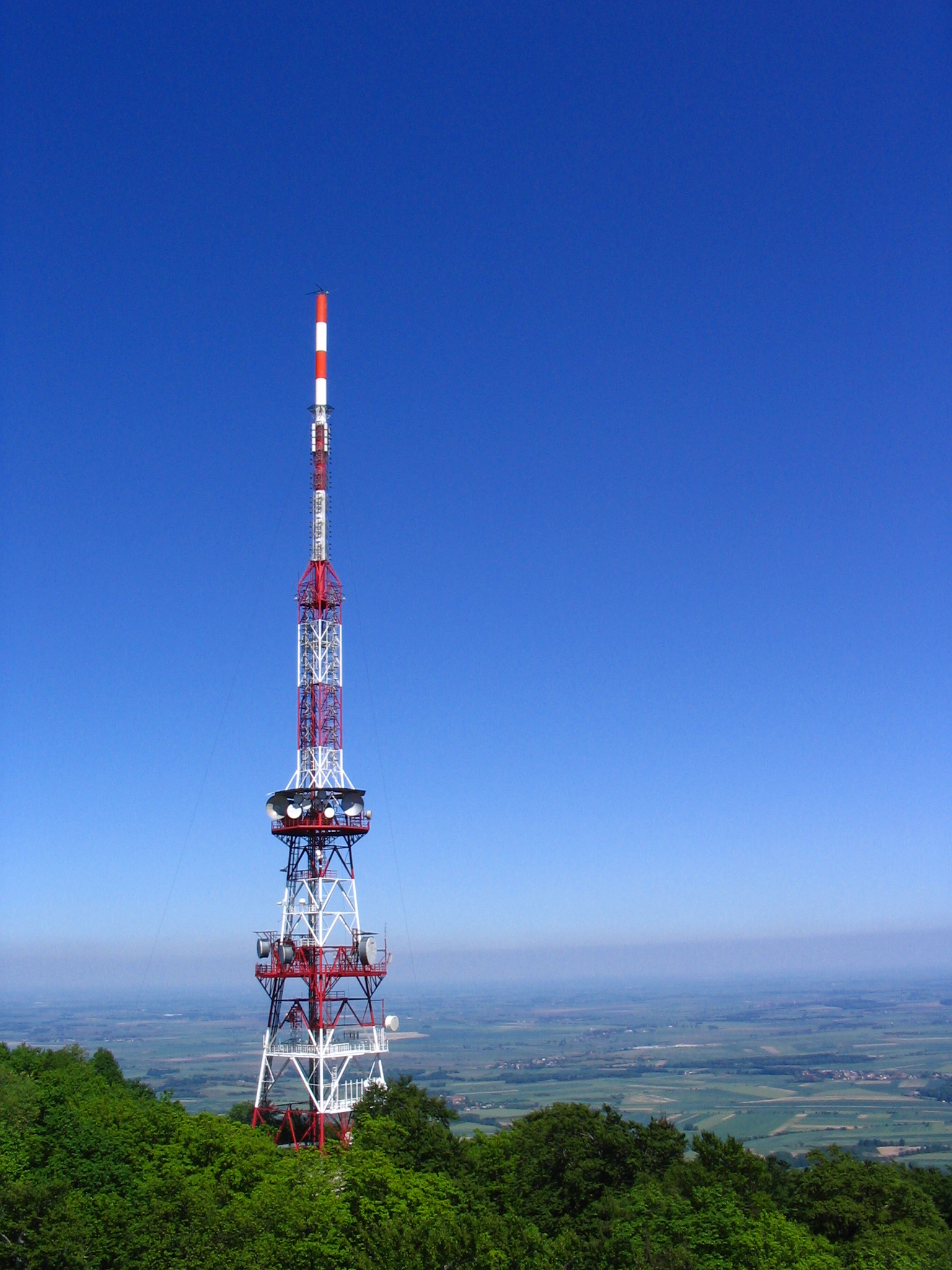
RTCN Ślęża
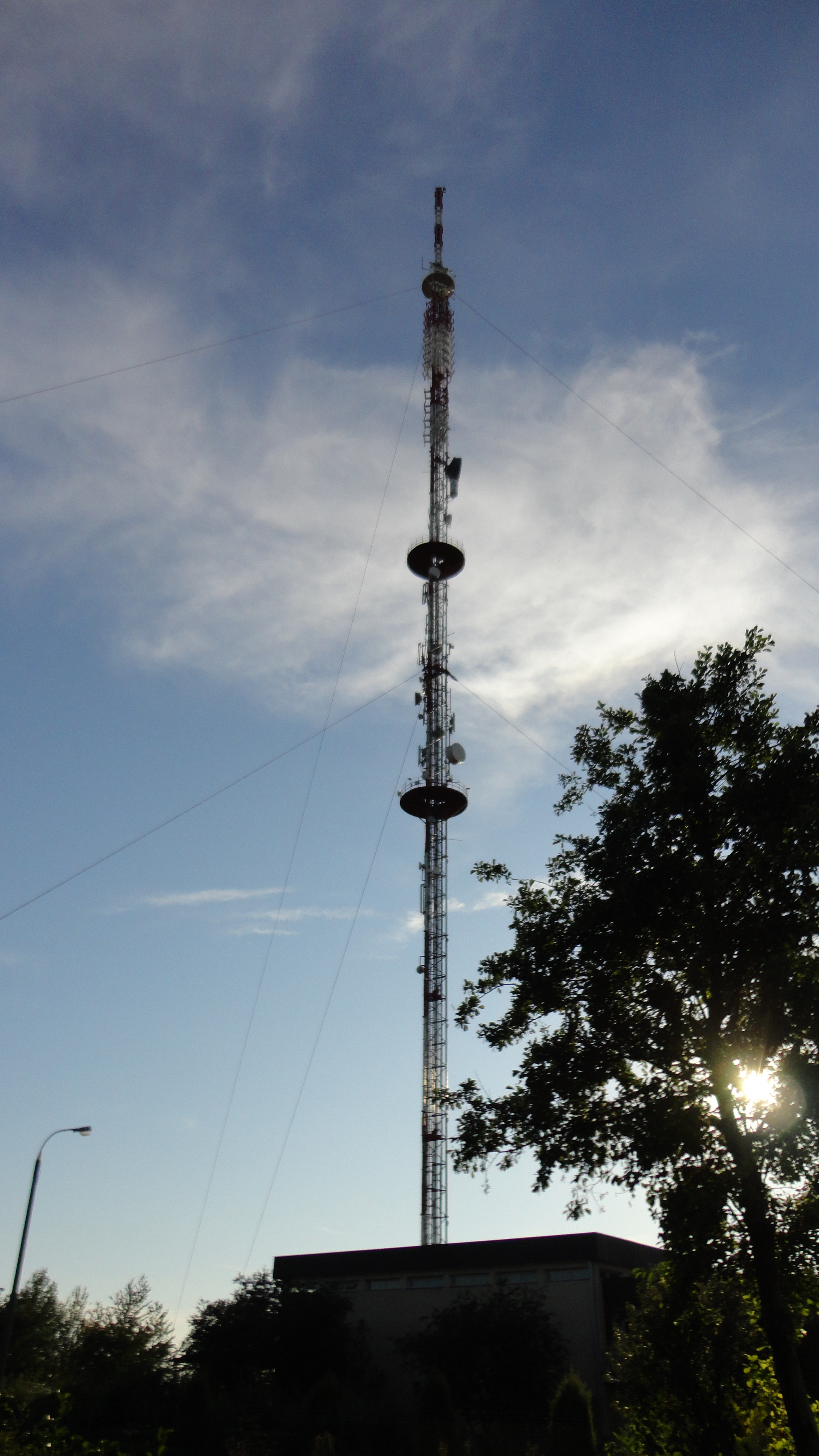
RTCN Tarnawatka
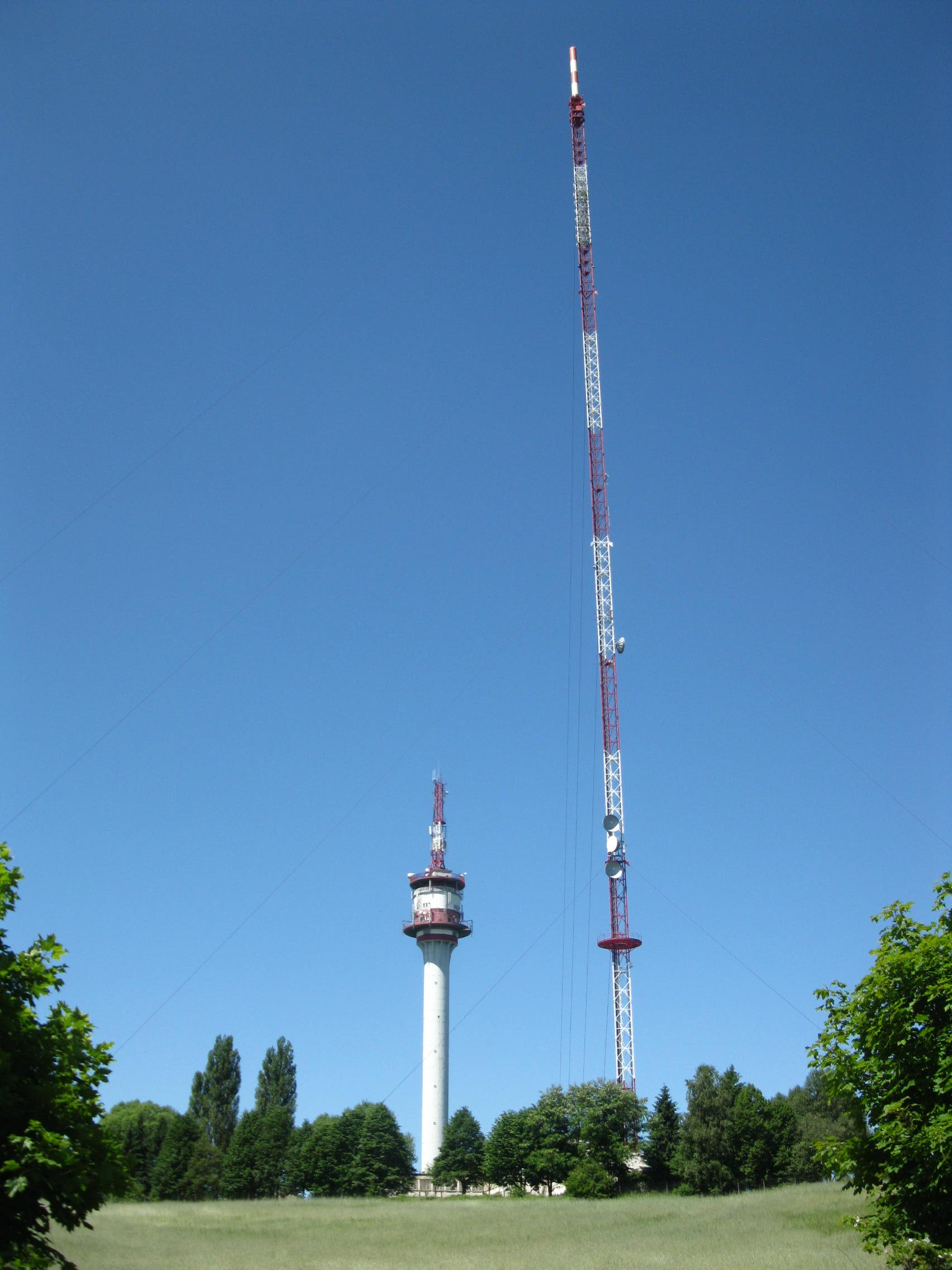
RTCN Jemiołów
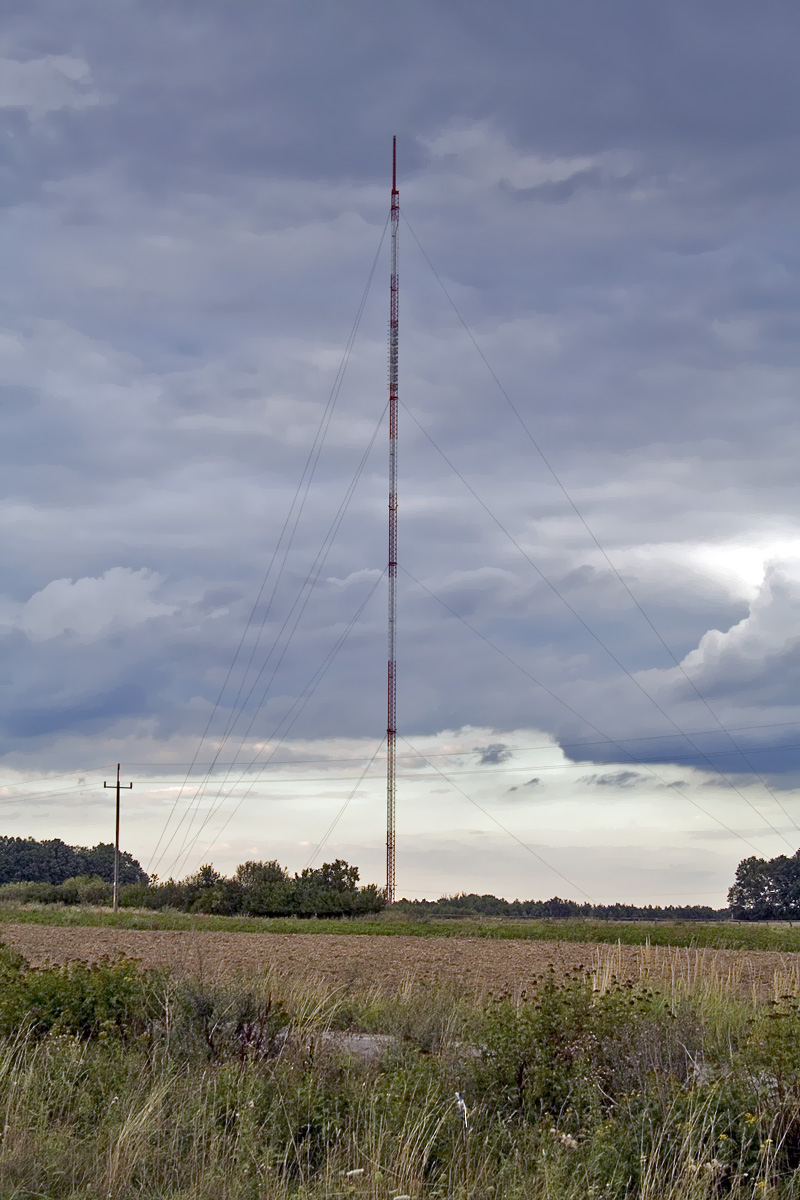
RTCN Wichów
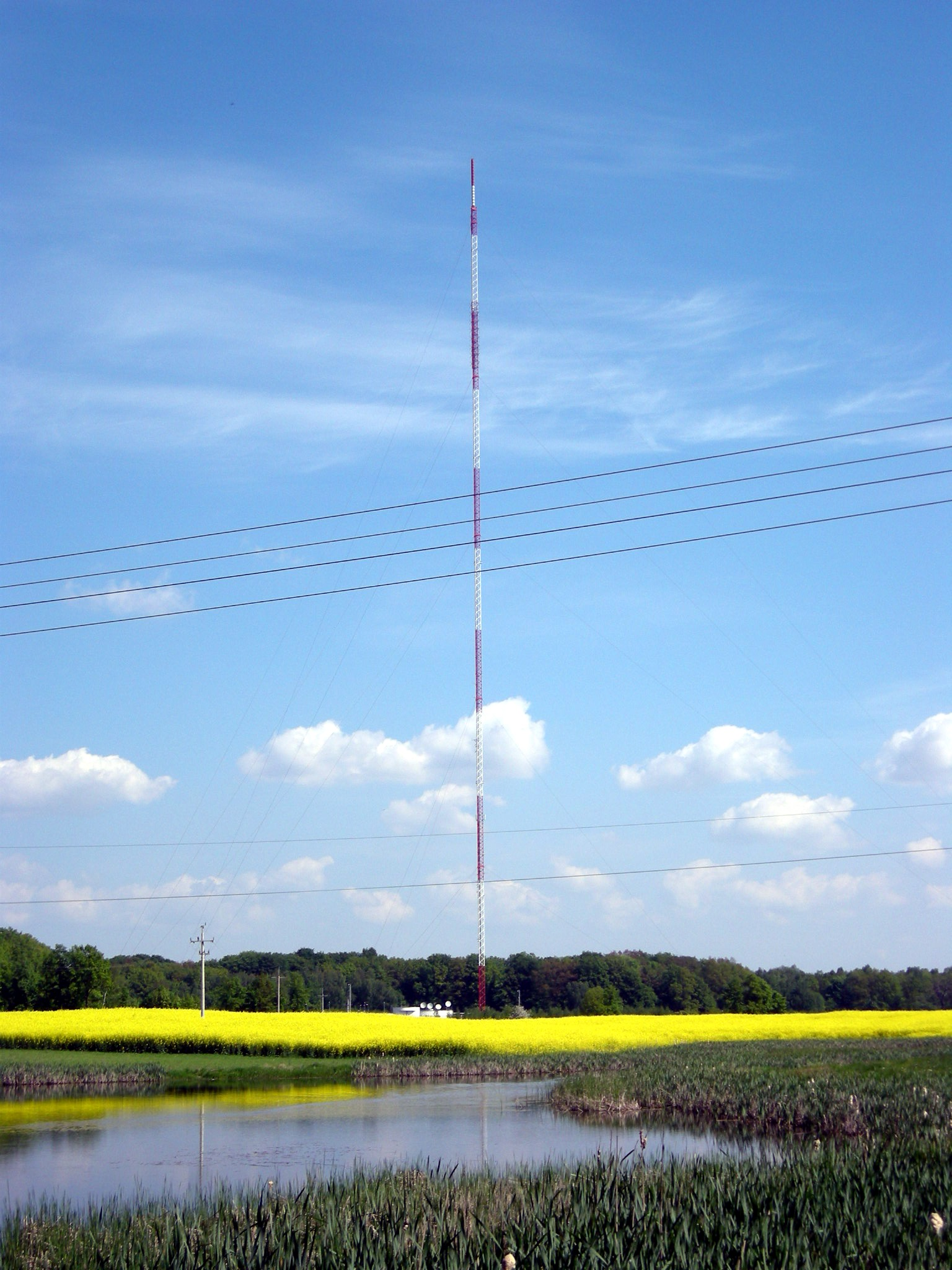
RTON Kisielice
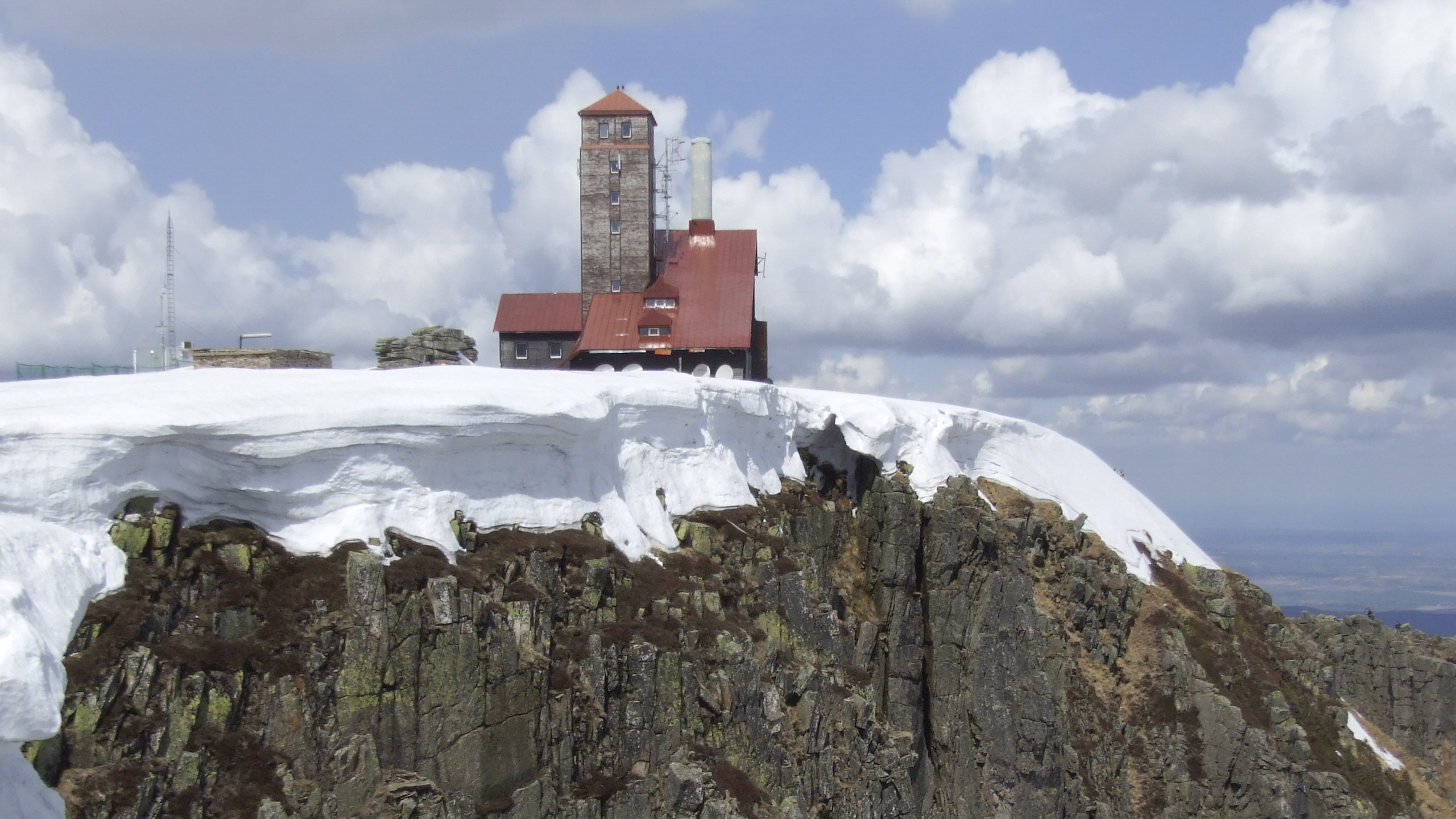
RTON Śnieżne Kotły
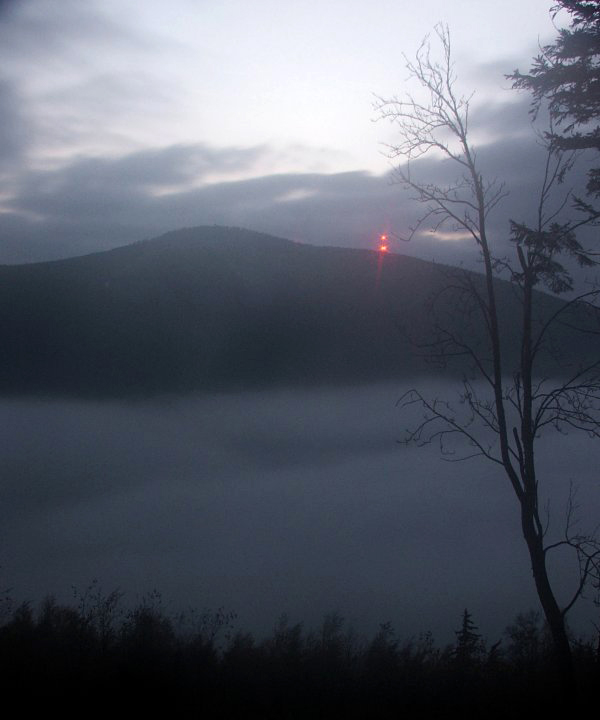
RTON Czarna Góra
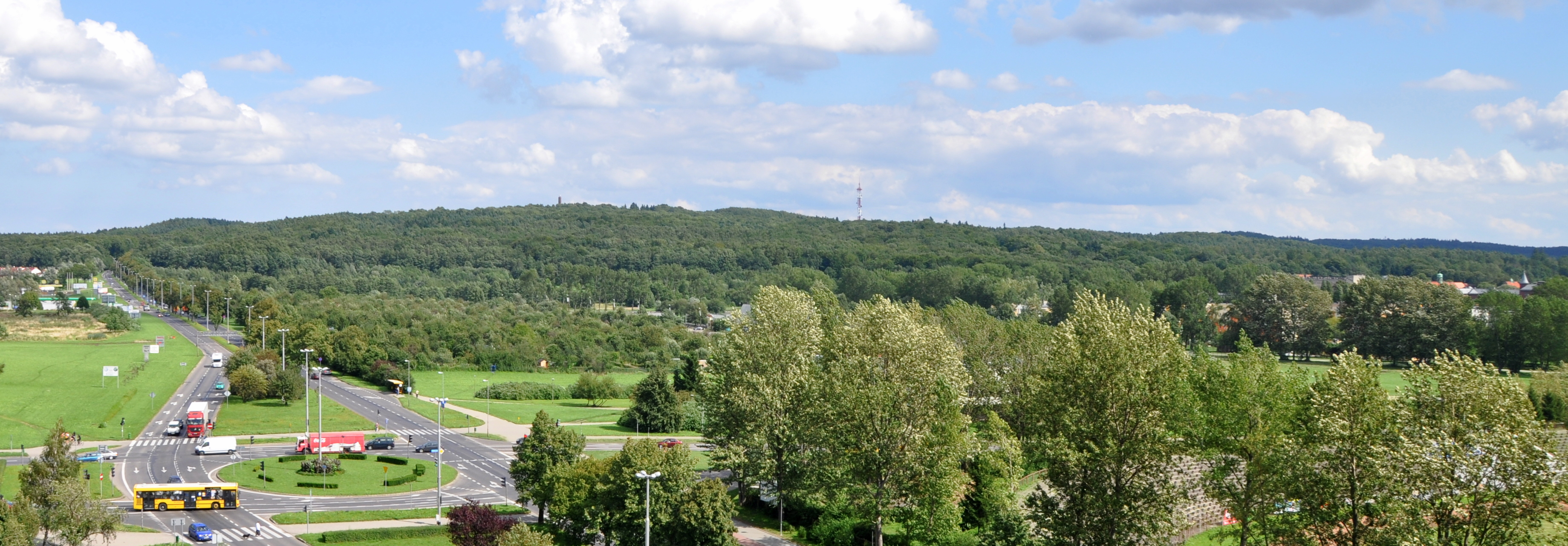
RTON Góra Chełmska
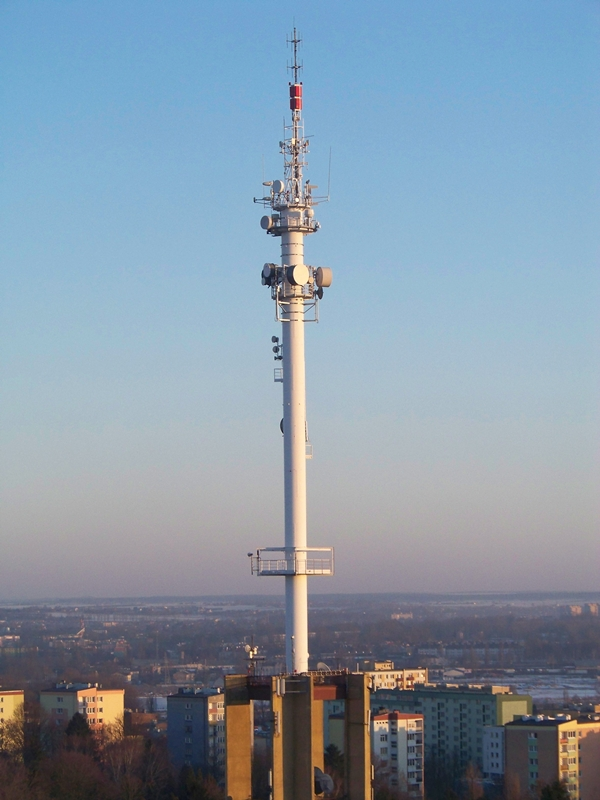
RTON Raabego
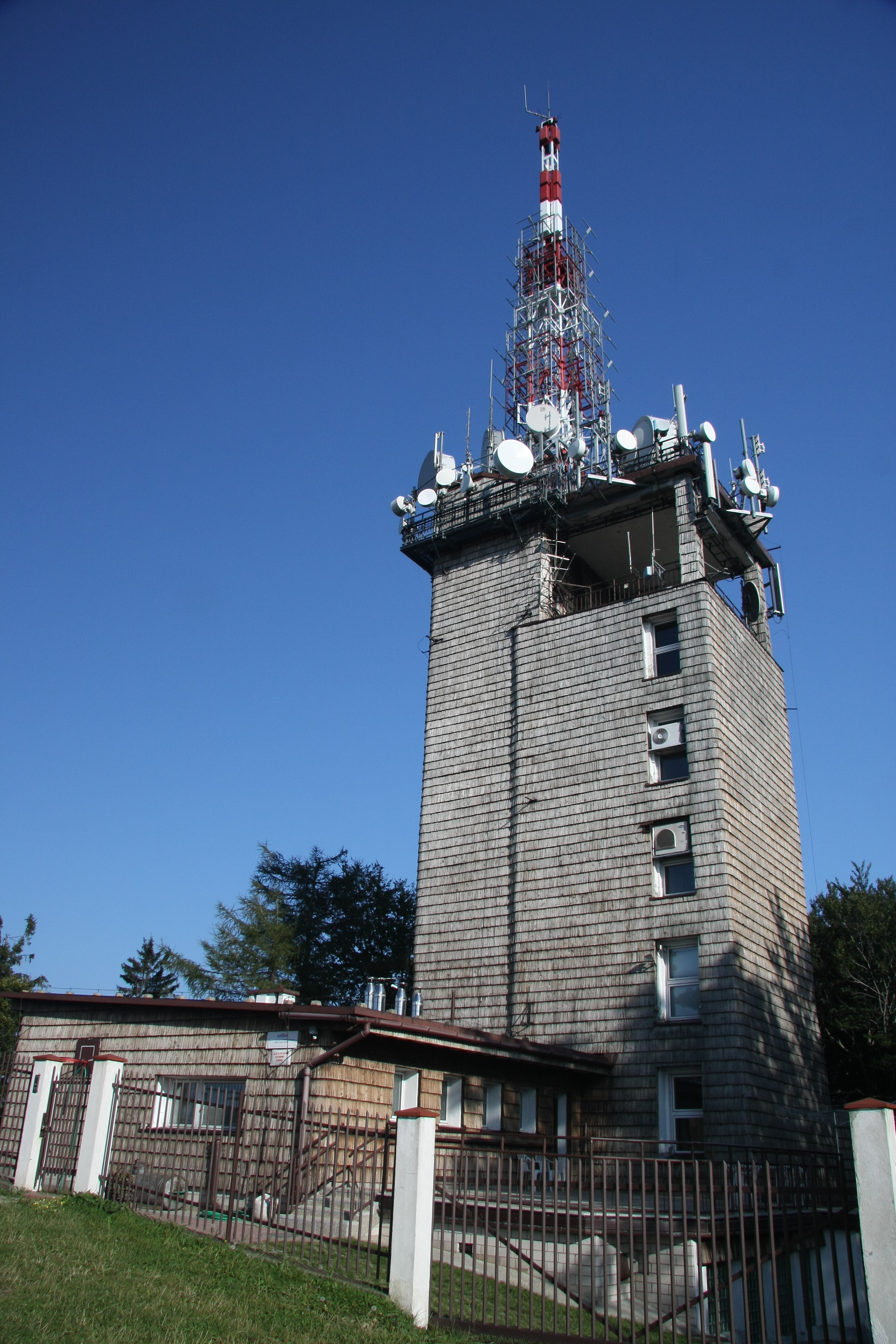
RTON Luboń Wielki
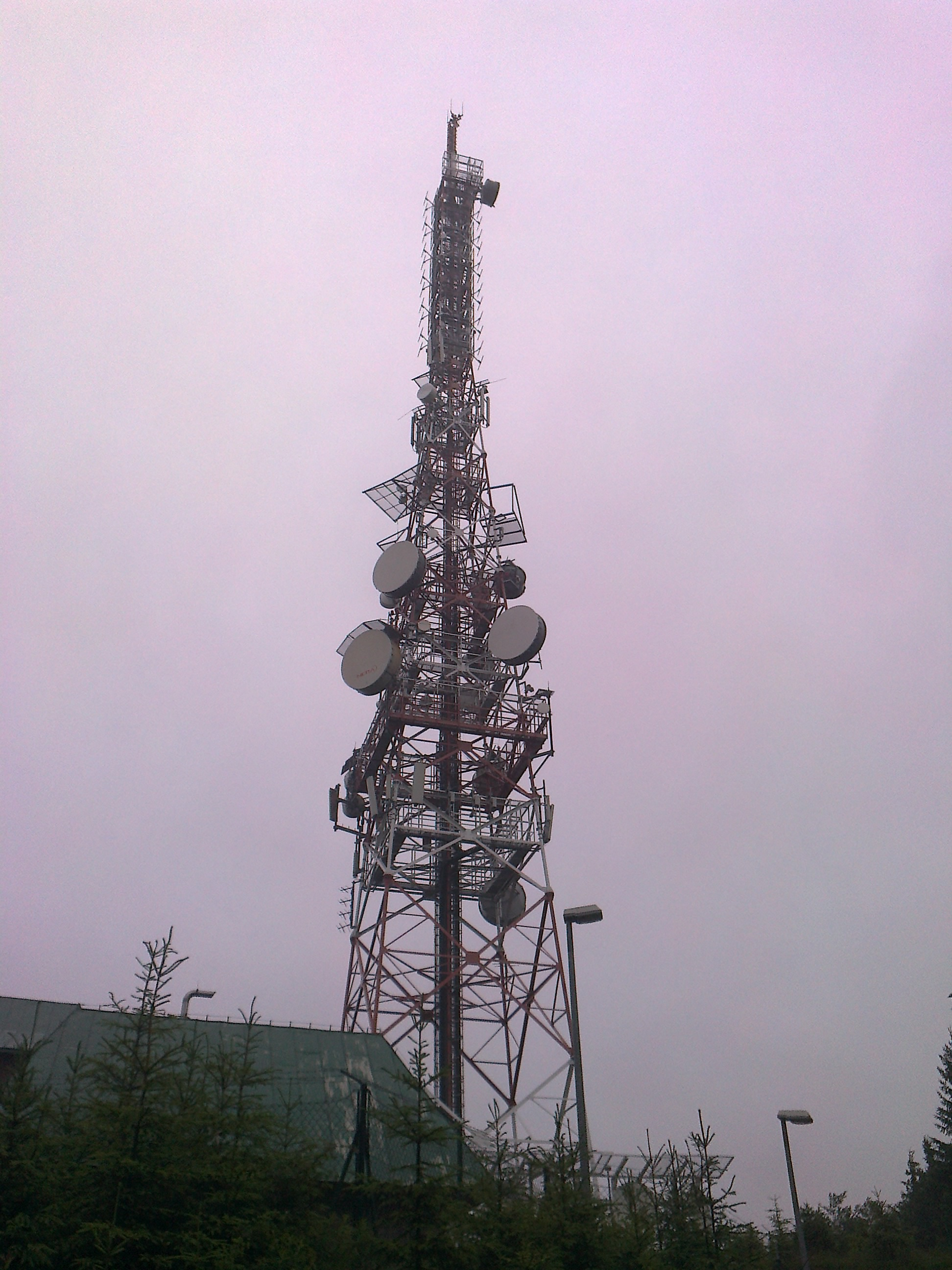
RTON Góra Przehyba
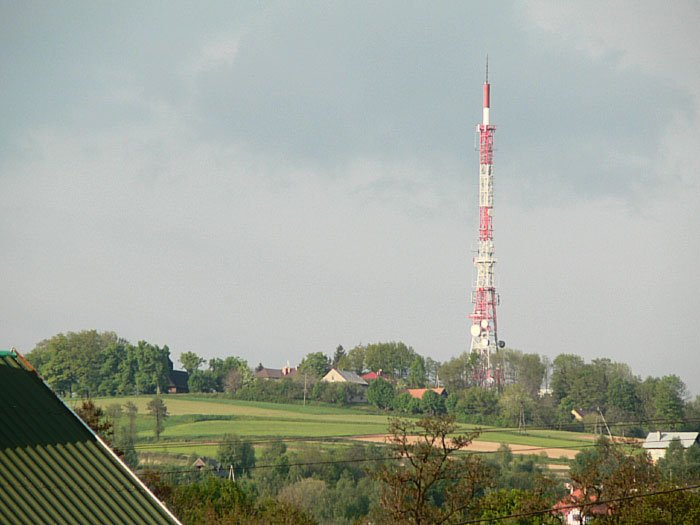
RTON Góra Św. Marcina
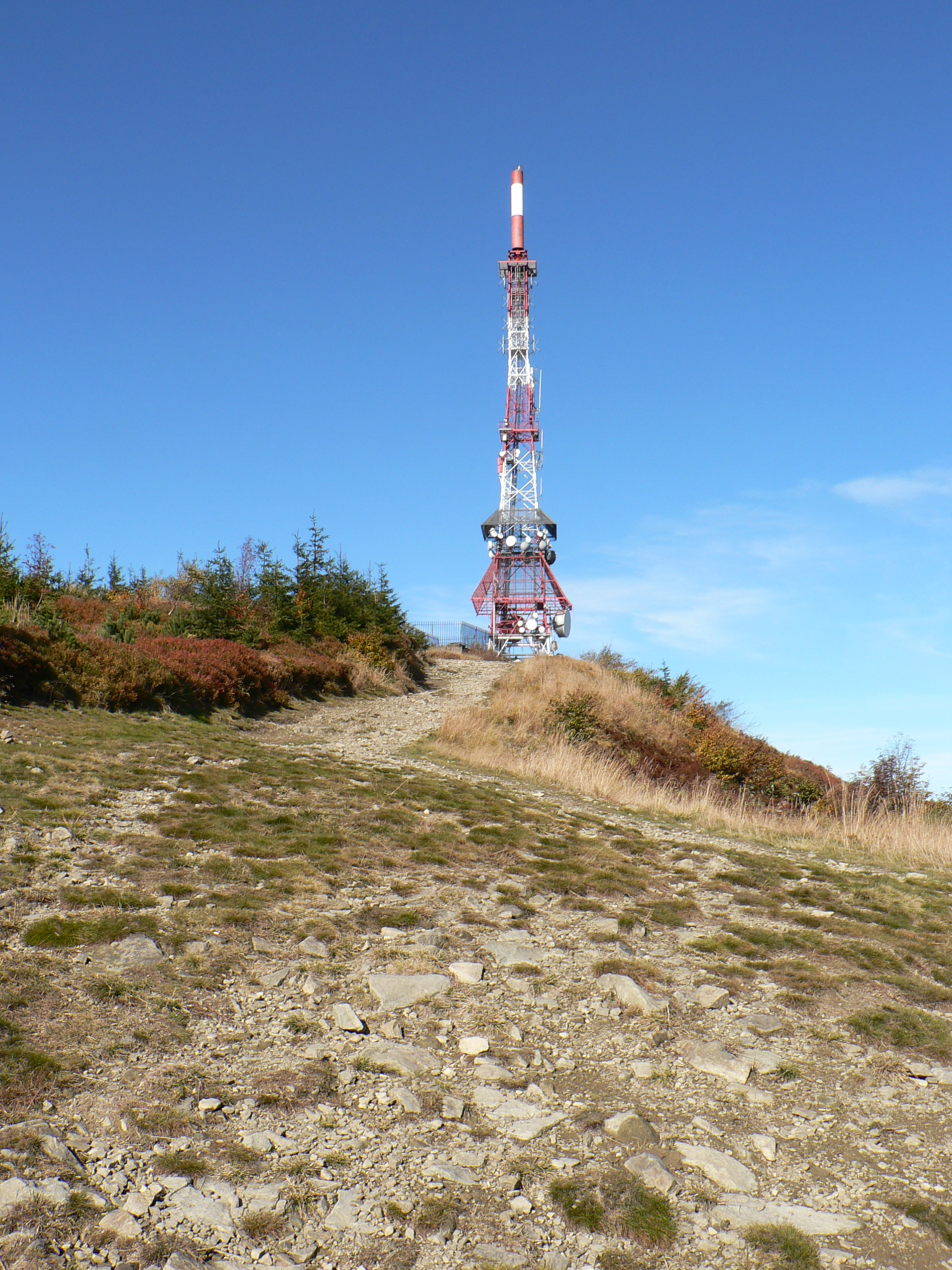
RTON Góra Skrzyczne
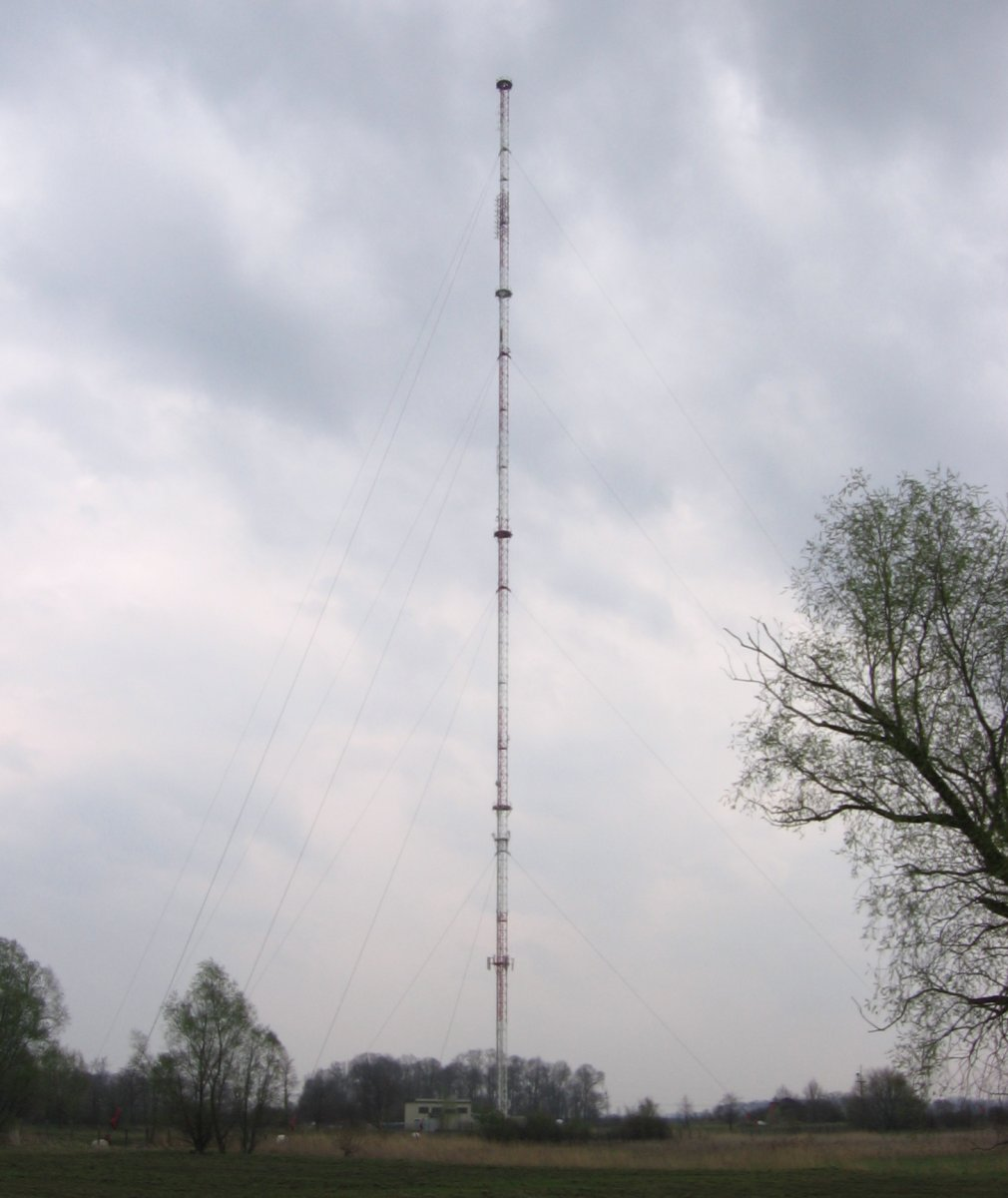
RTON Żórawina
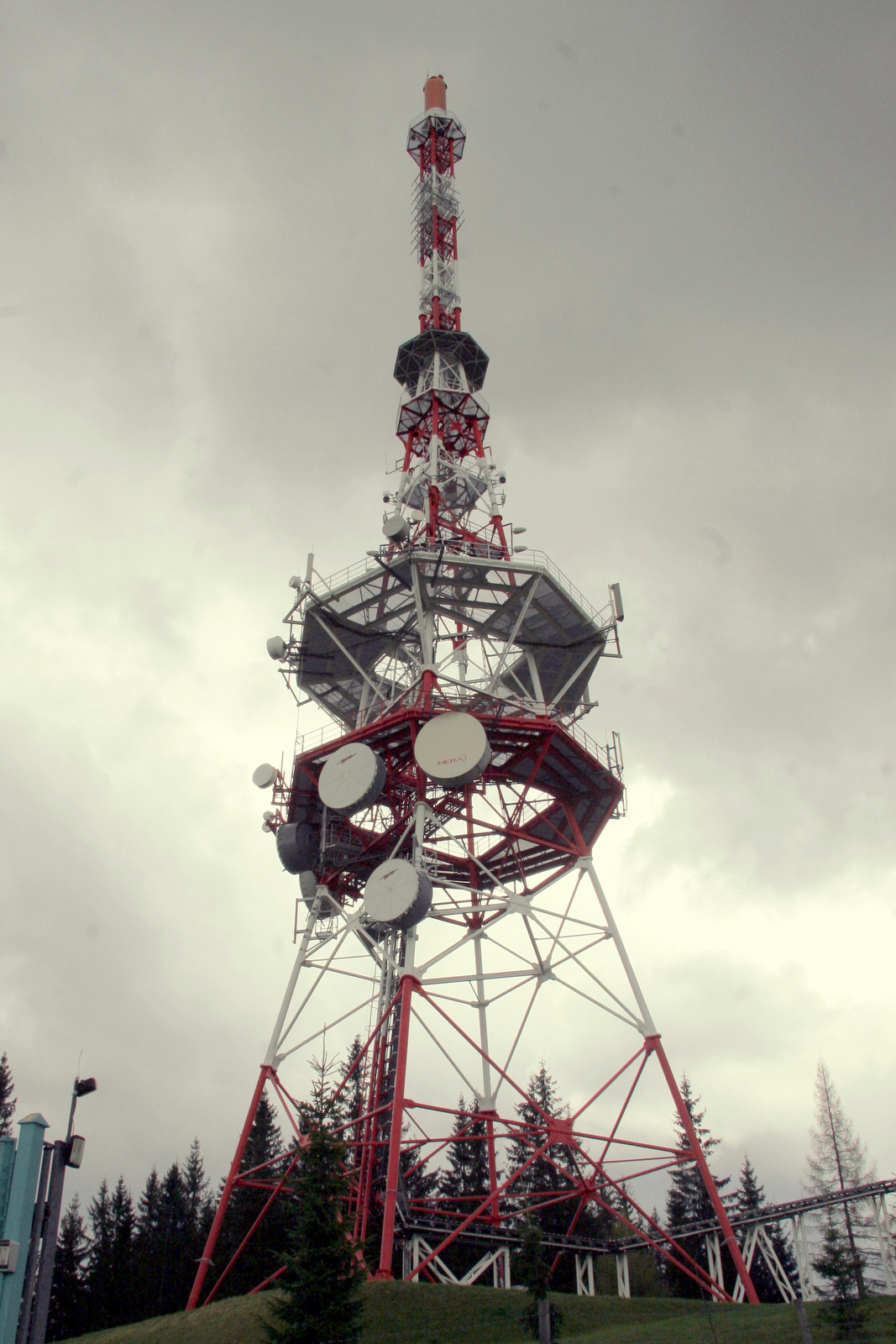
RTON Gubałówka
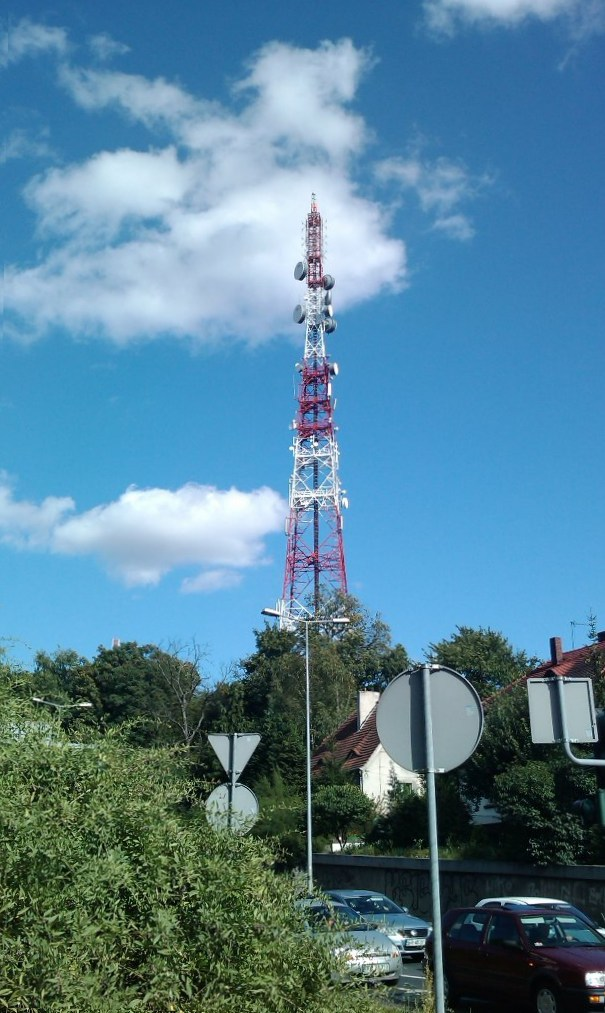
RON Podmiejska
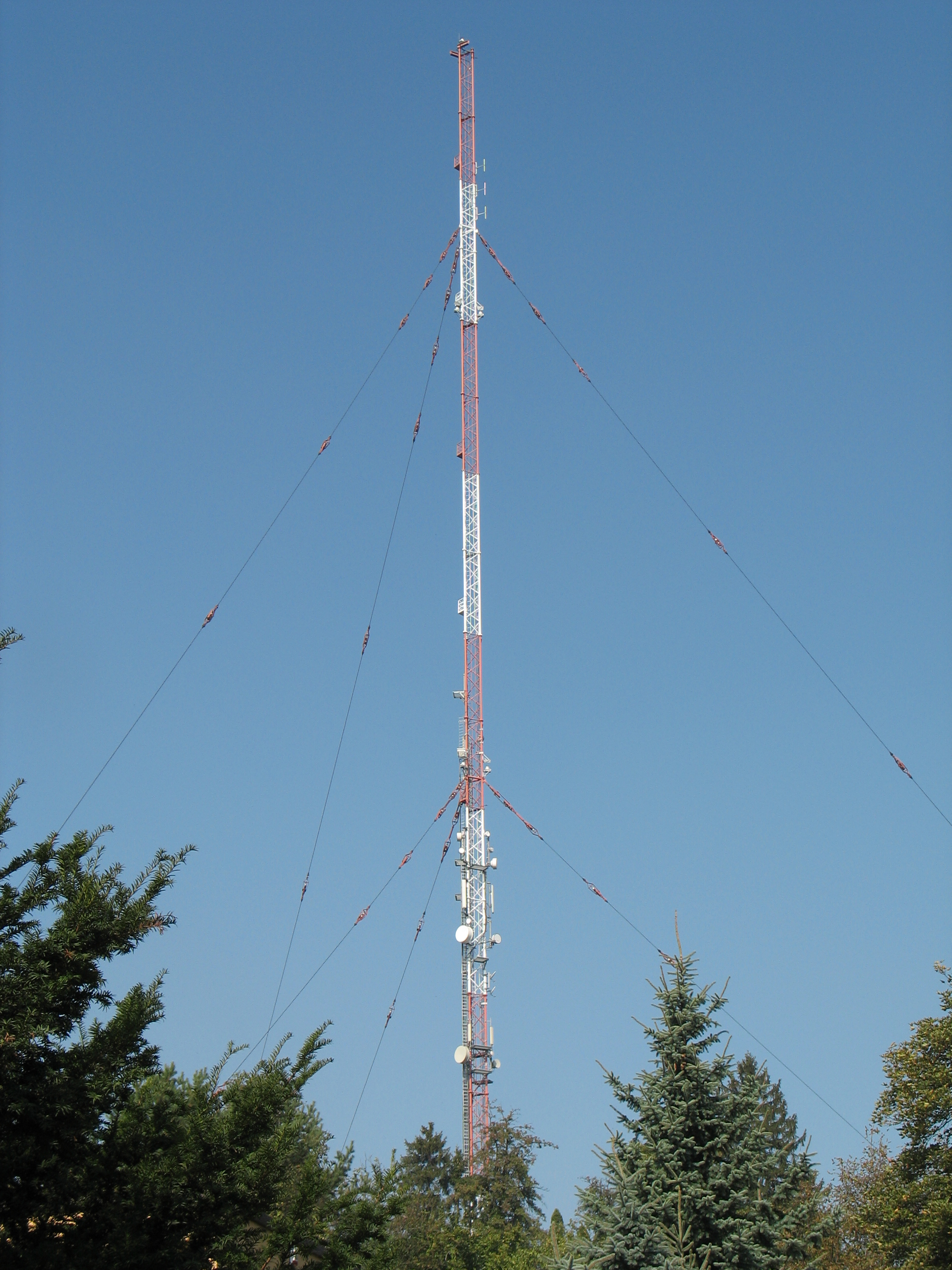
RON Malczewskiego
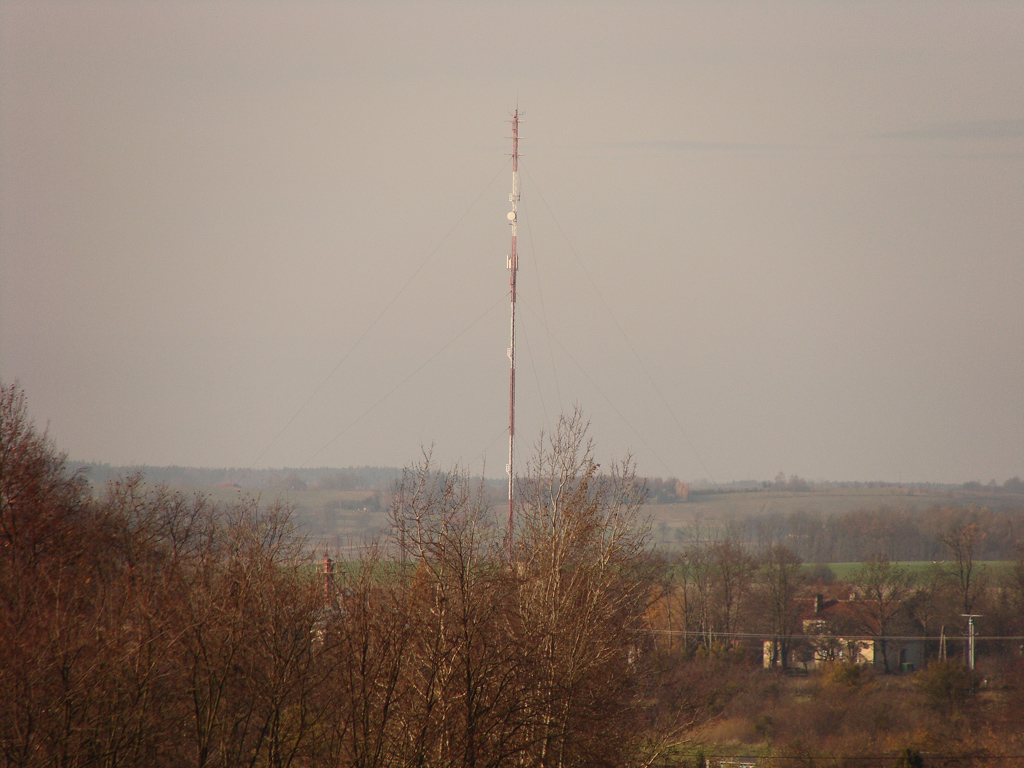
RON Dąbrowskiego
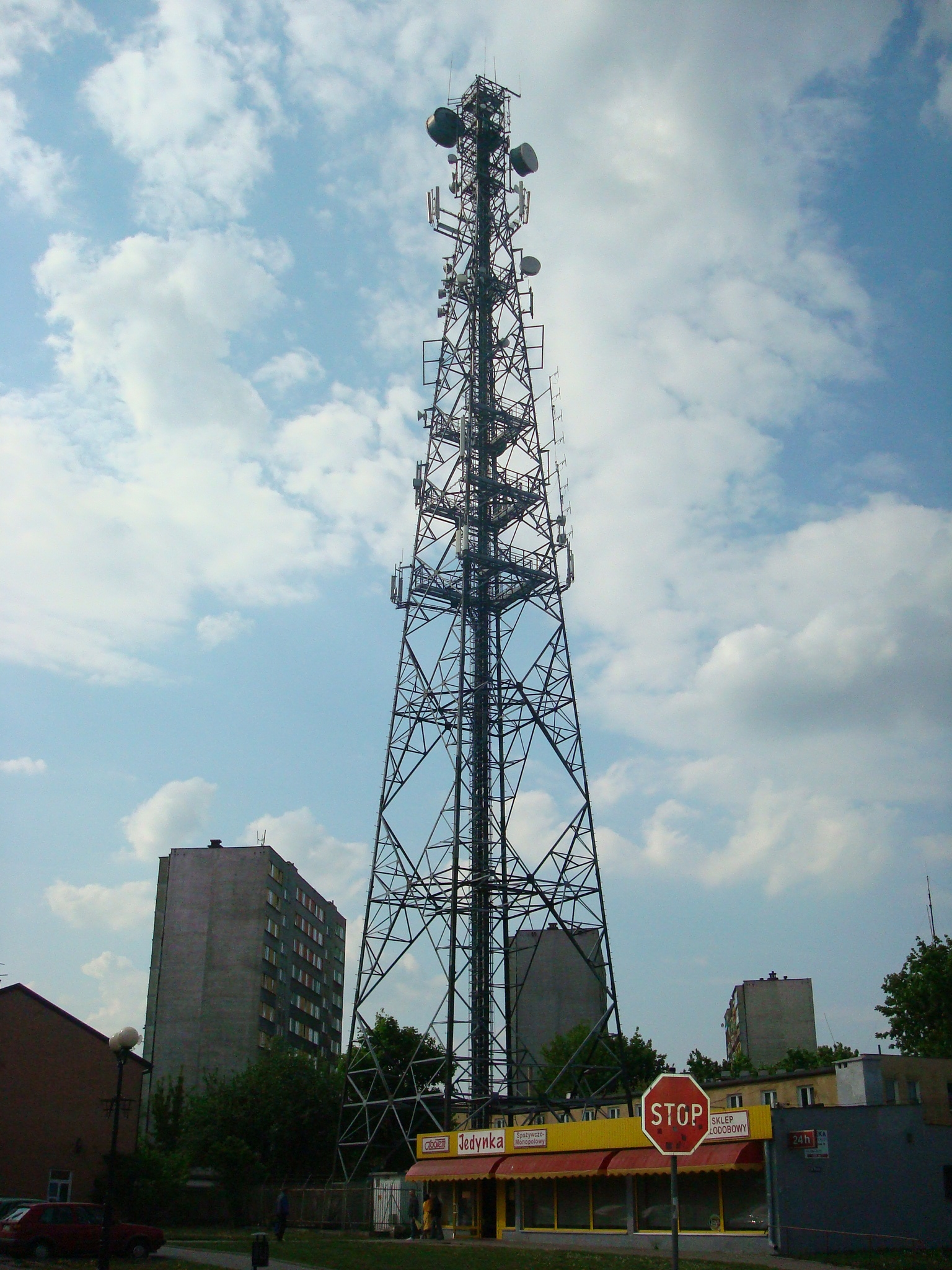
RON Błonie
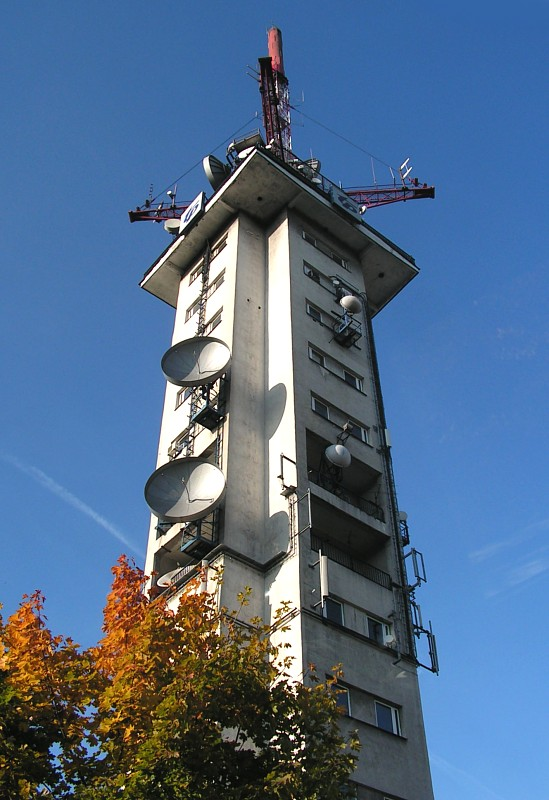
SLR Bytków
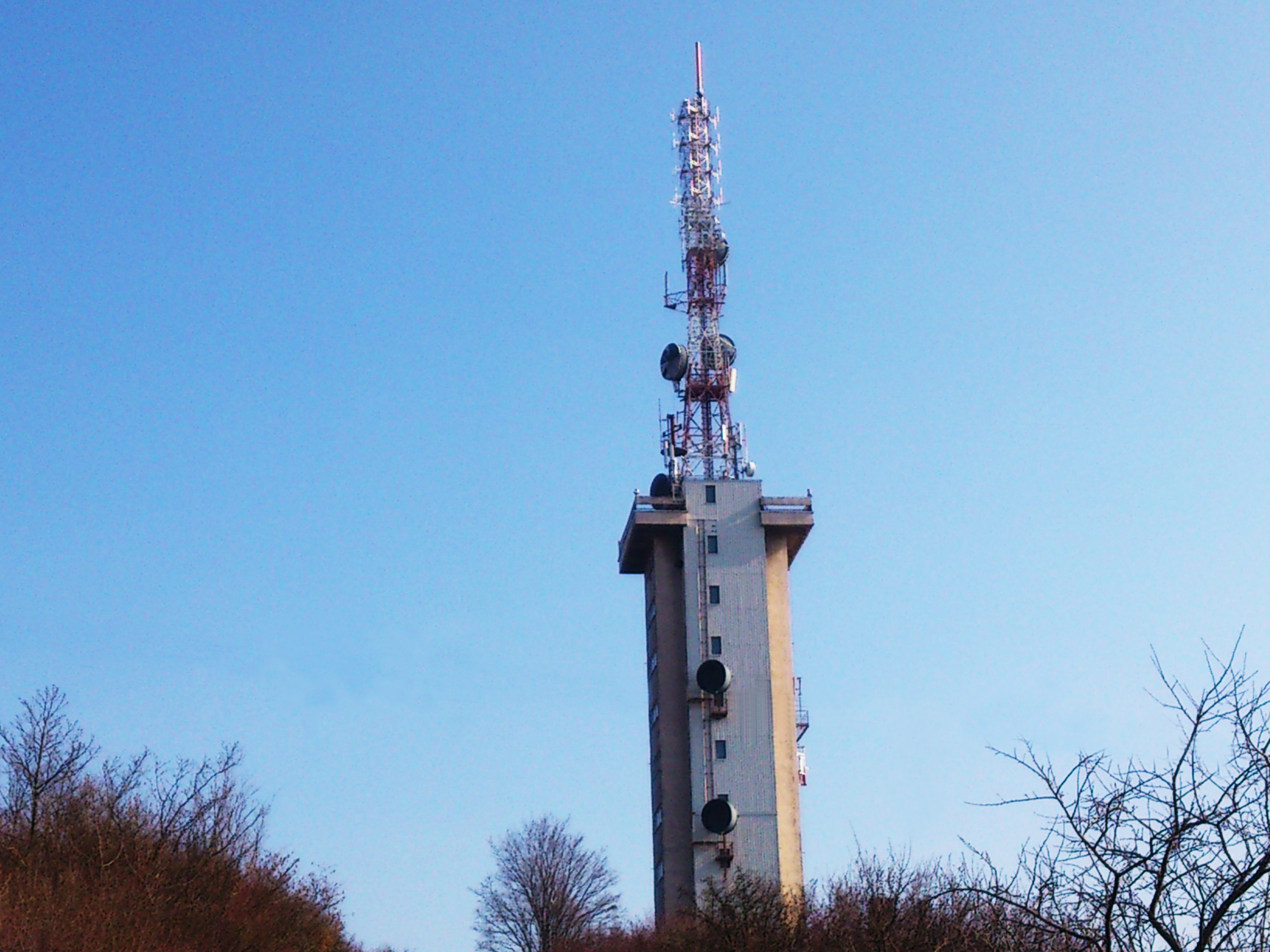
SLR Dobromierz
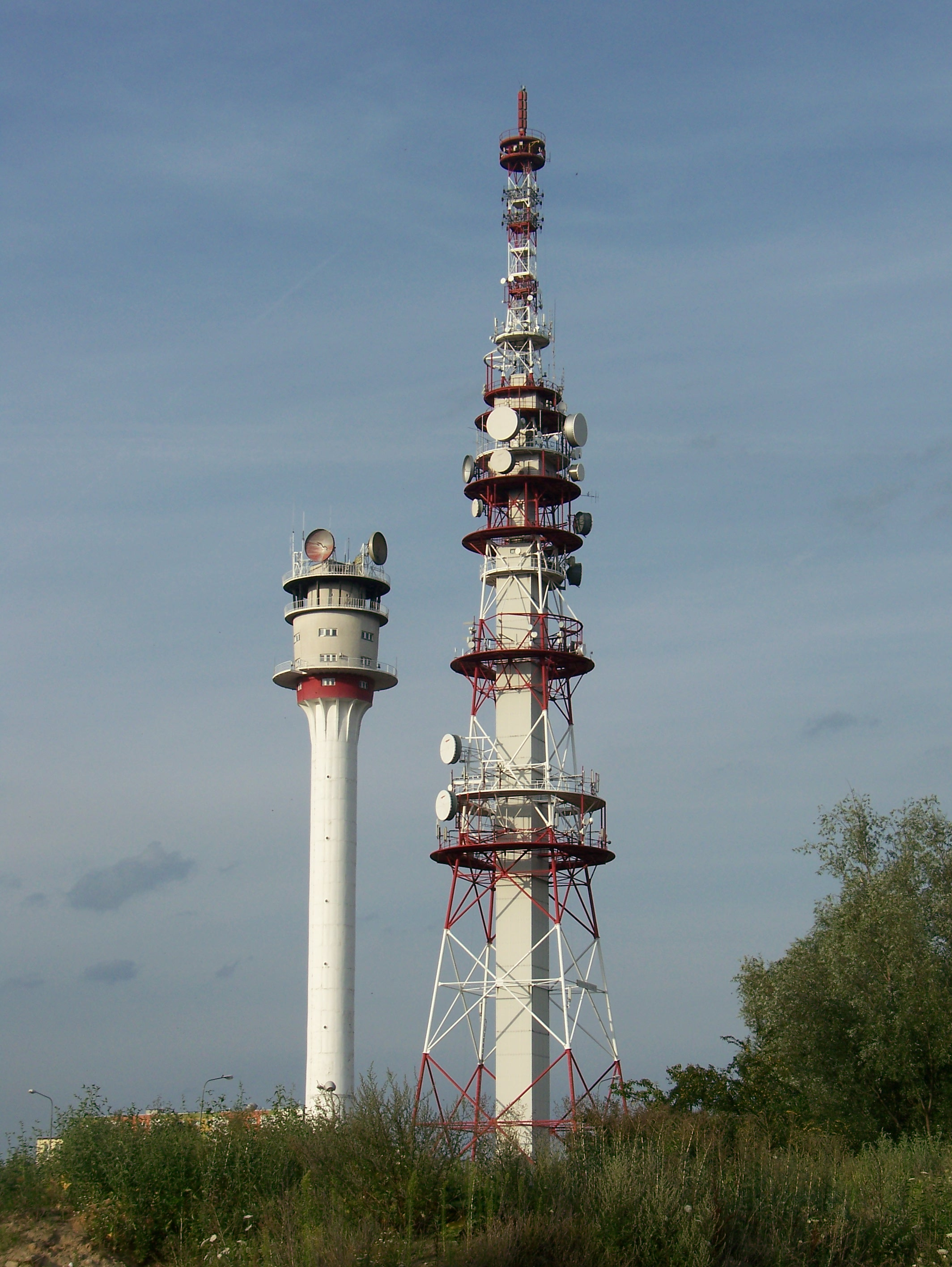
SLR Piątkowo
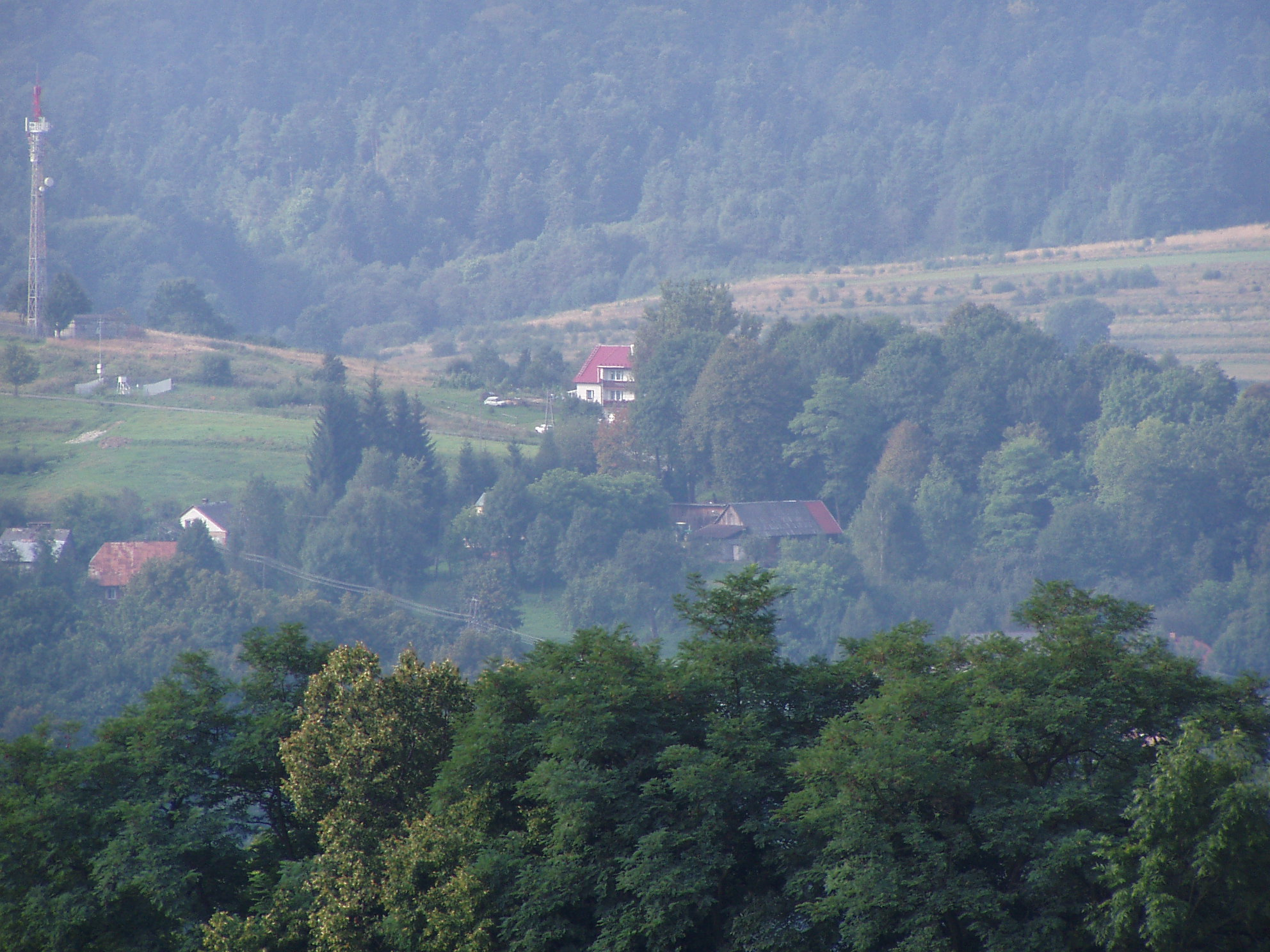
TSR Góra Kamienna
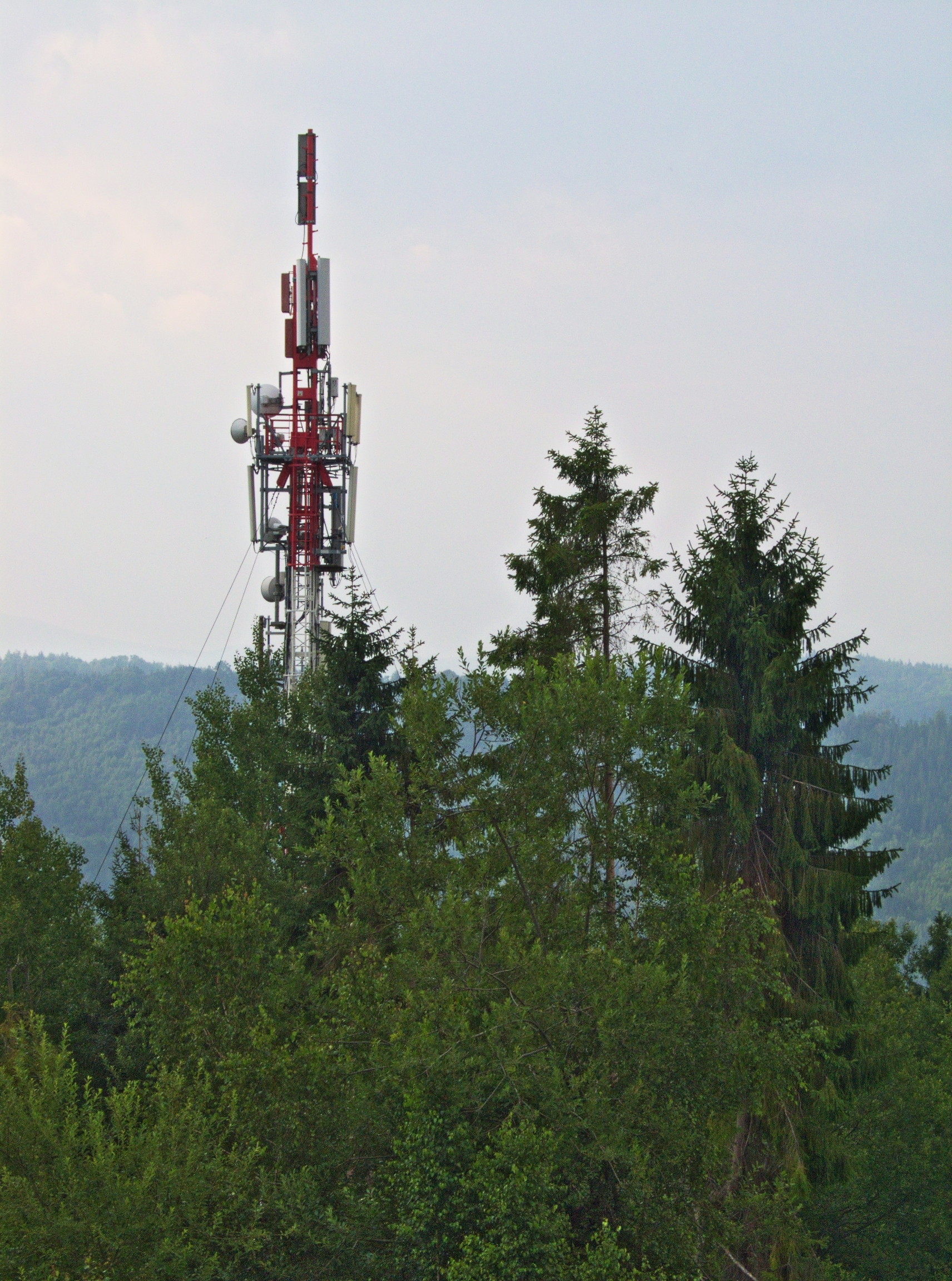
TSR Góra Hutyrów
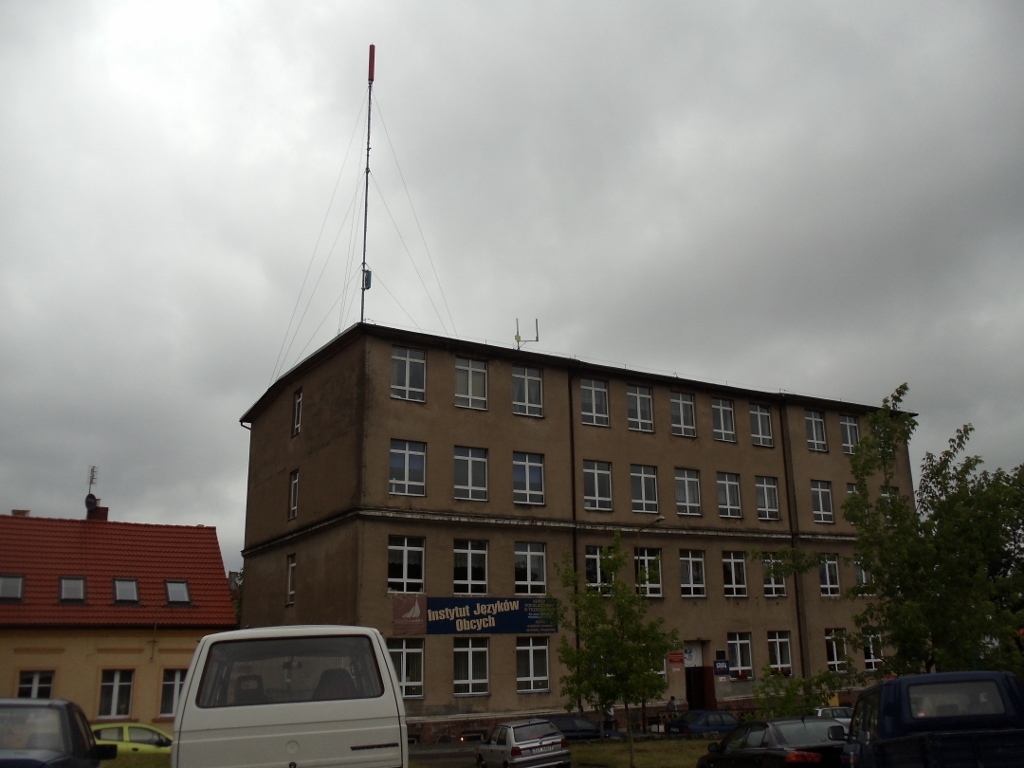
TSR Wodna
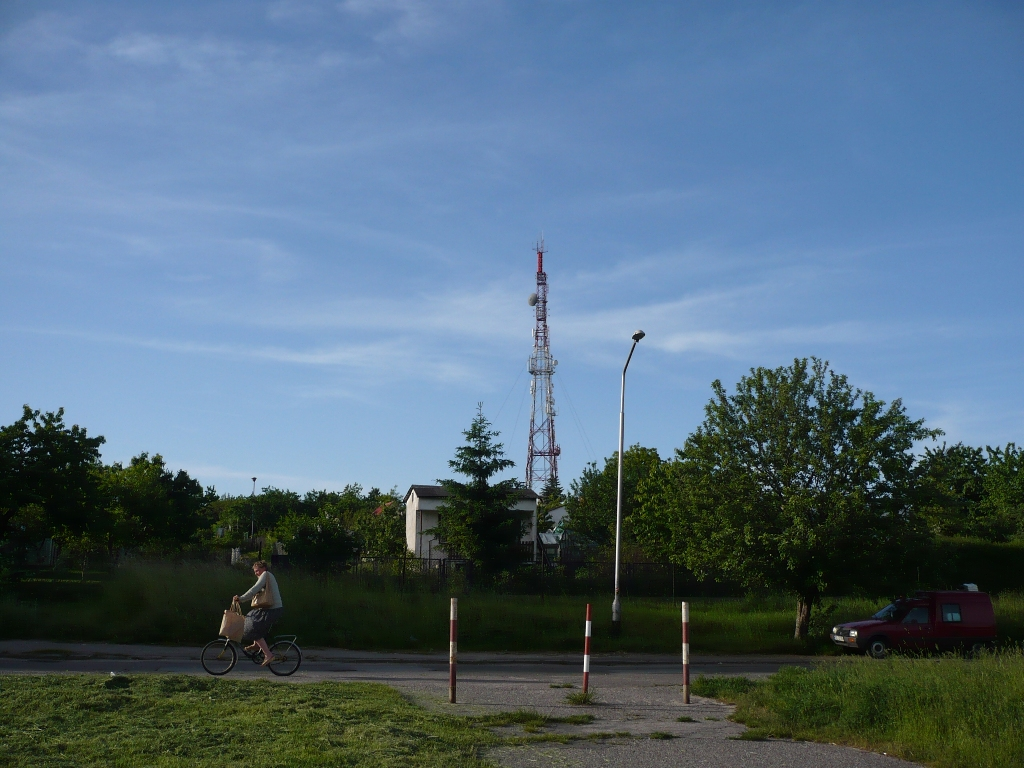
TON Błeszno
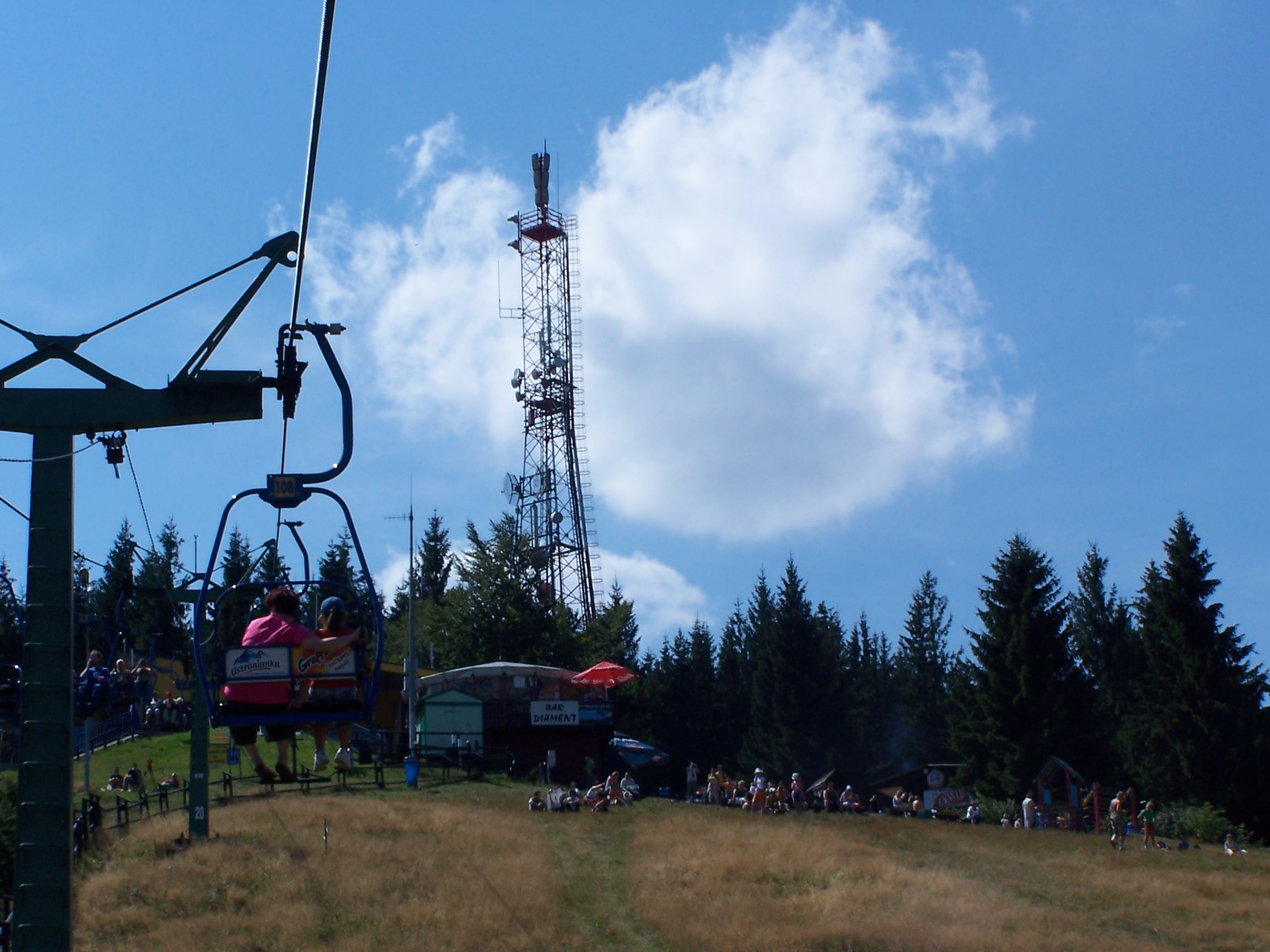
TSR Góra Czantoria
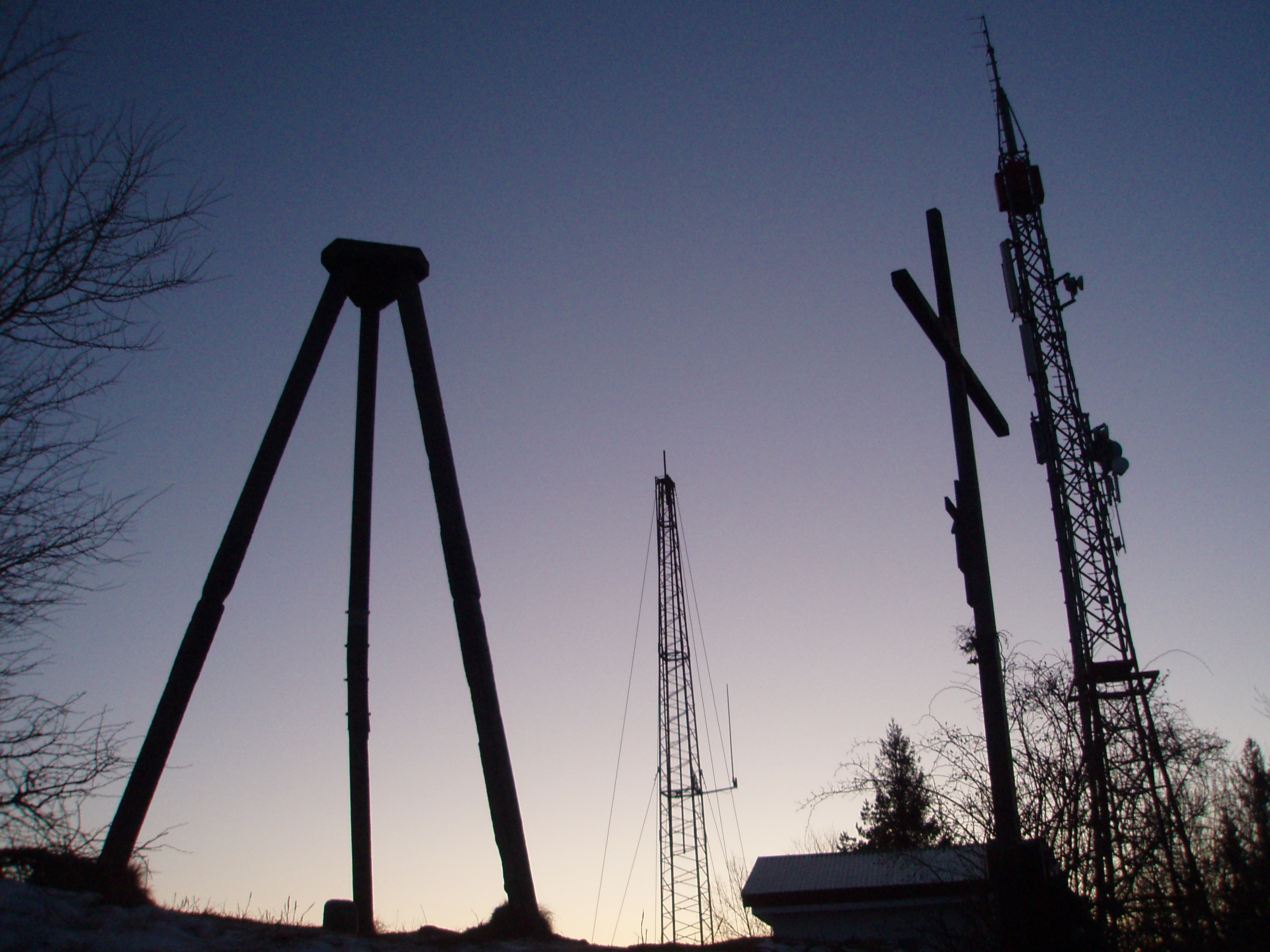
TSR Góra Grojec
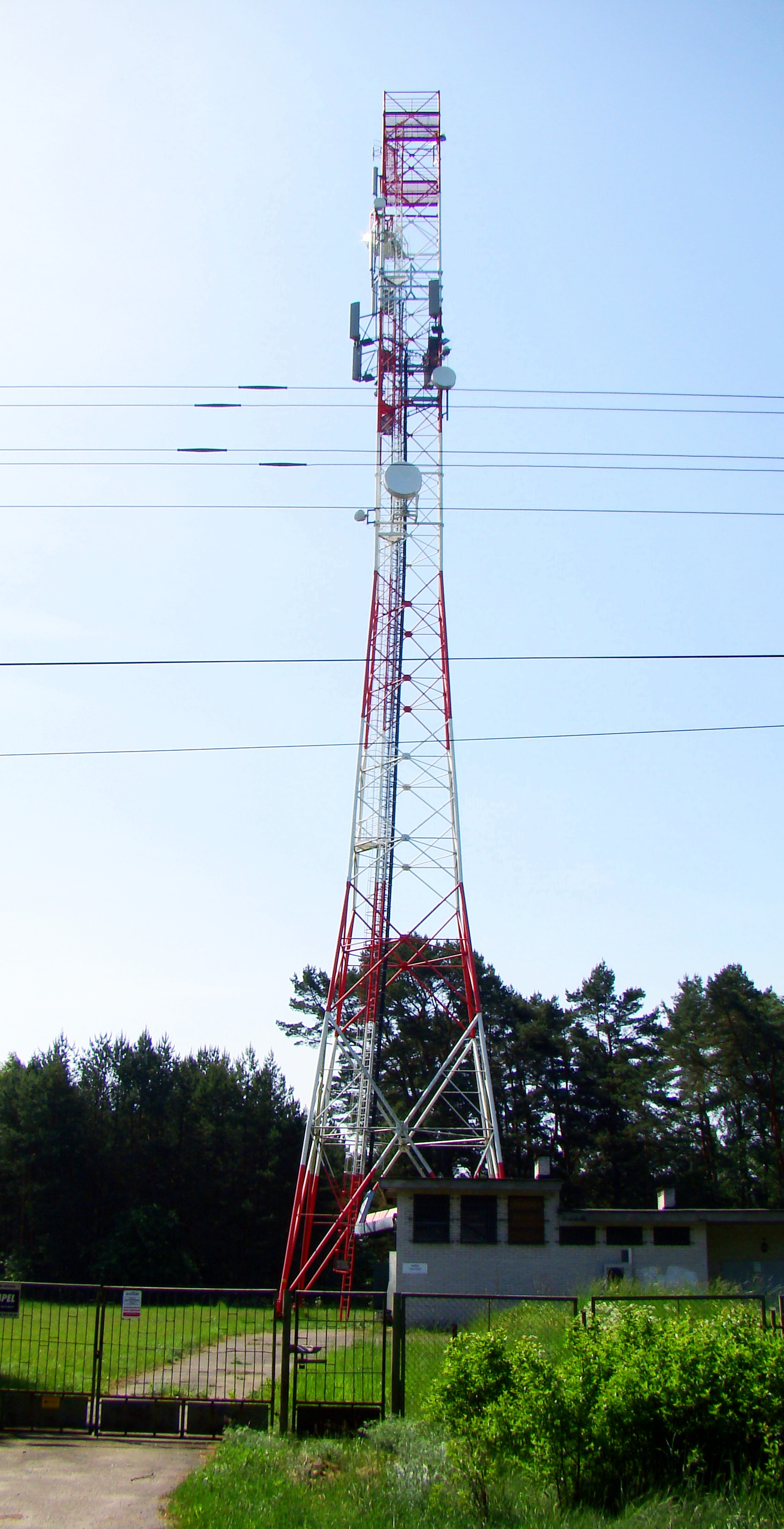
SLR Myślibórz Wielki
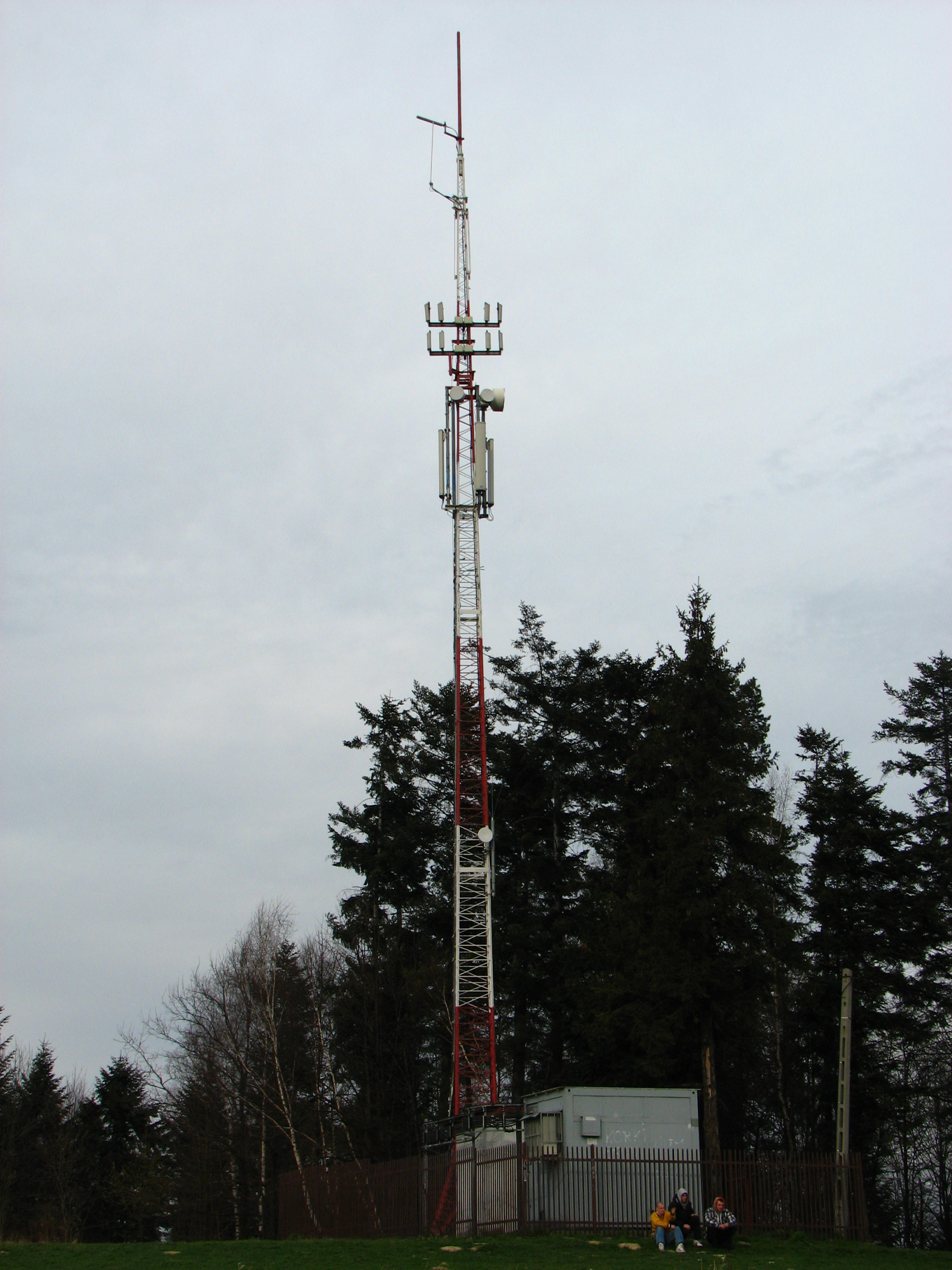
TSR Chruślice
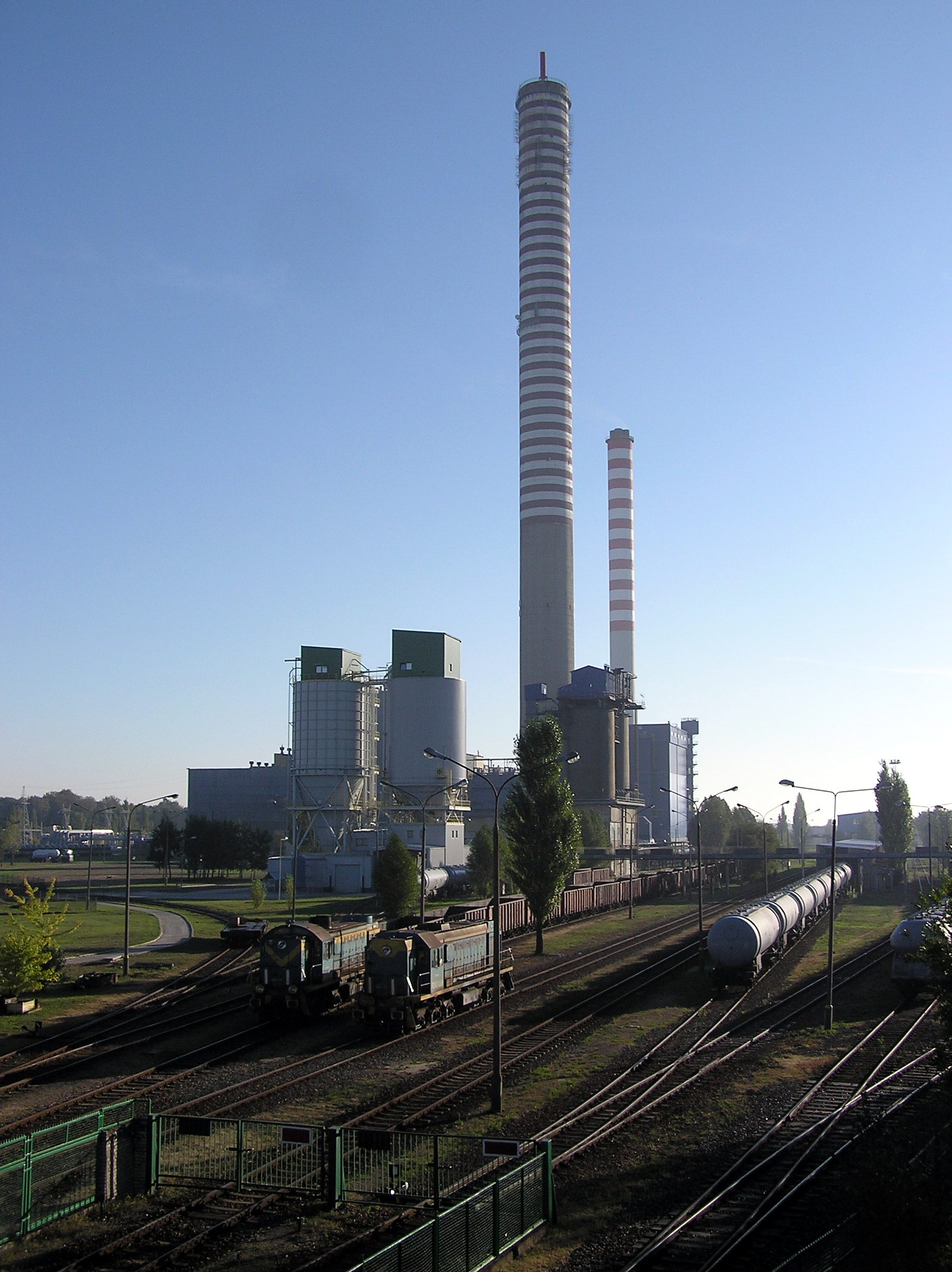
TON Łódź/komin EC-4
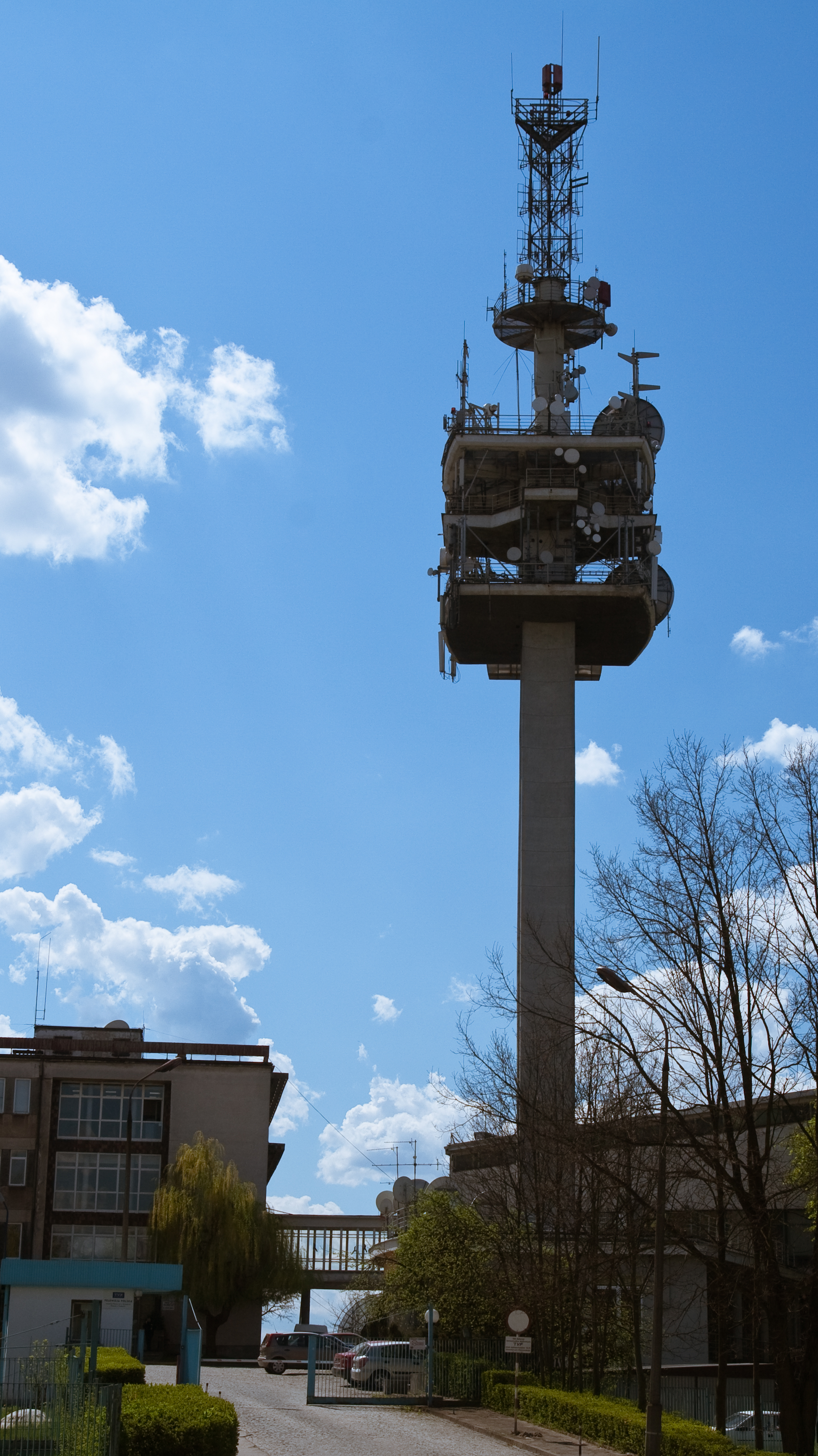
SLR Krzemionki
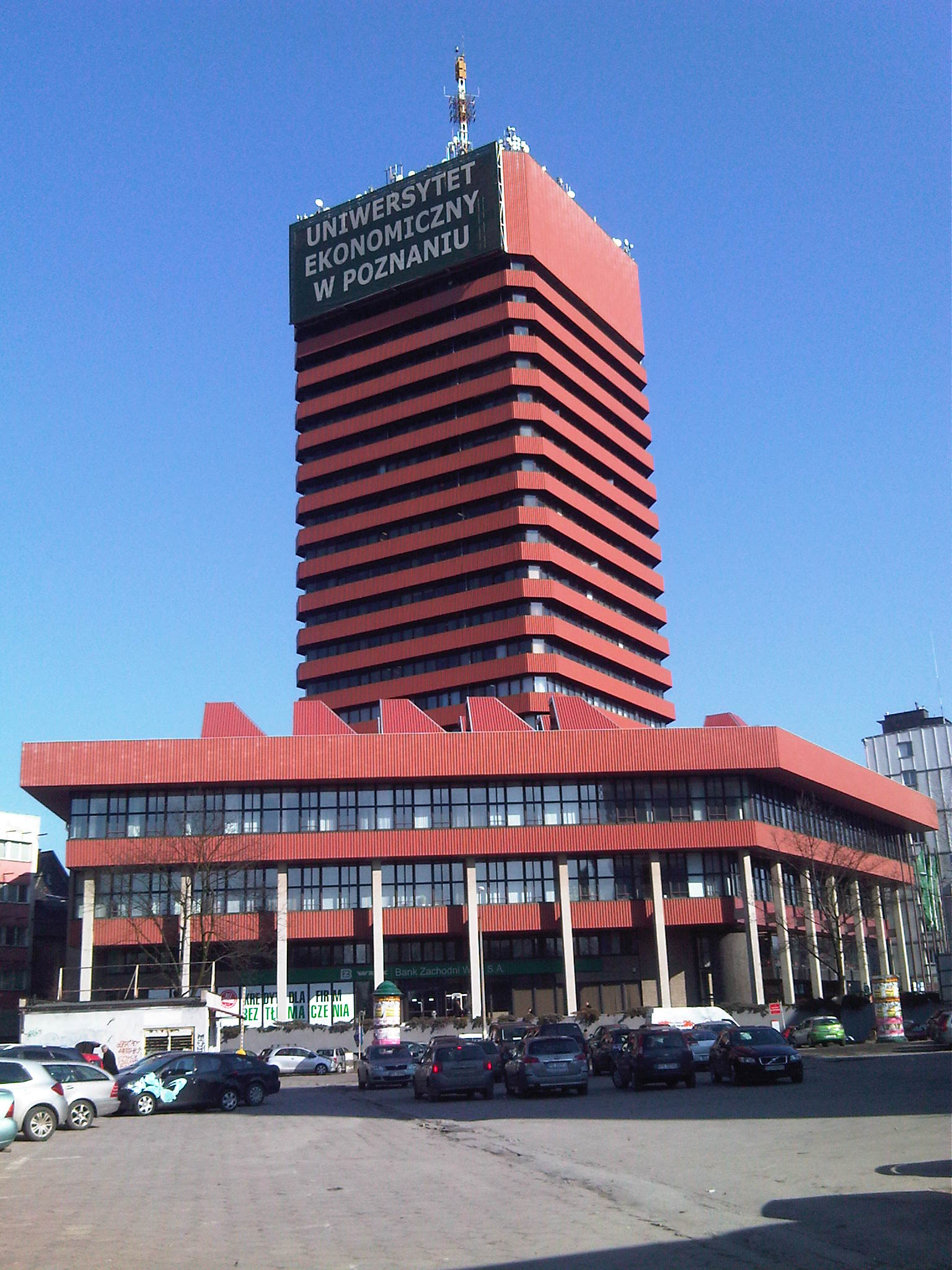
TON Uniwersytet Ekonomiczny
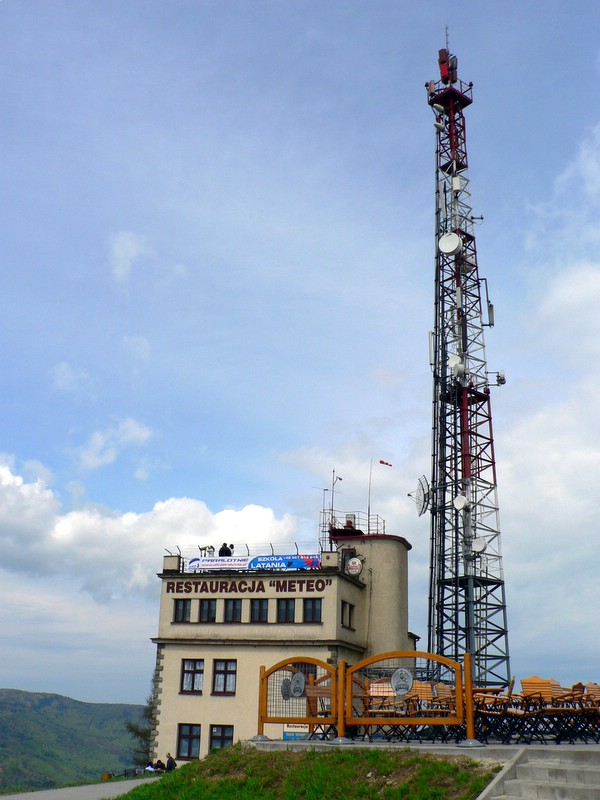
TSR Góra Żar
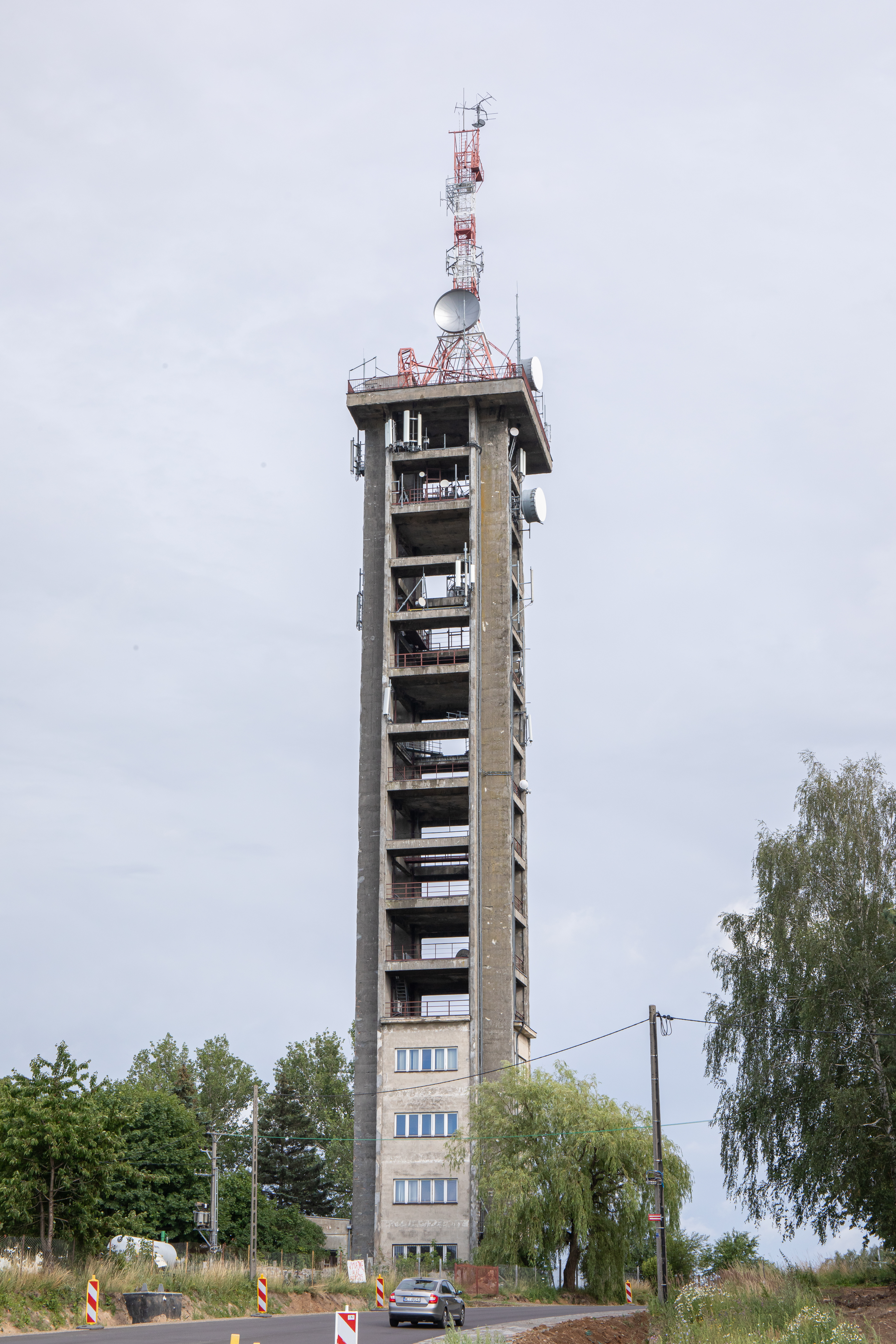
SLR w Szydłówku koło Mławy